# Terrorismo de Estado en Argentina en las décadas de 1970 y 1980

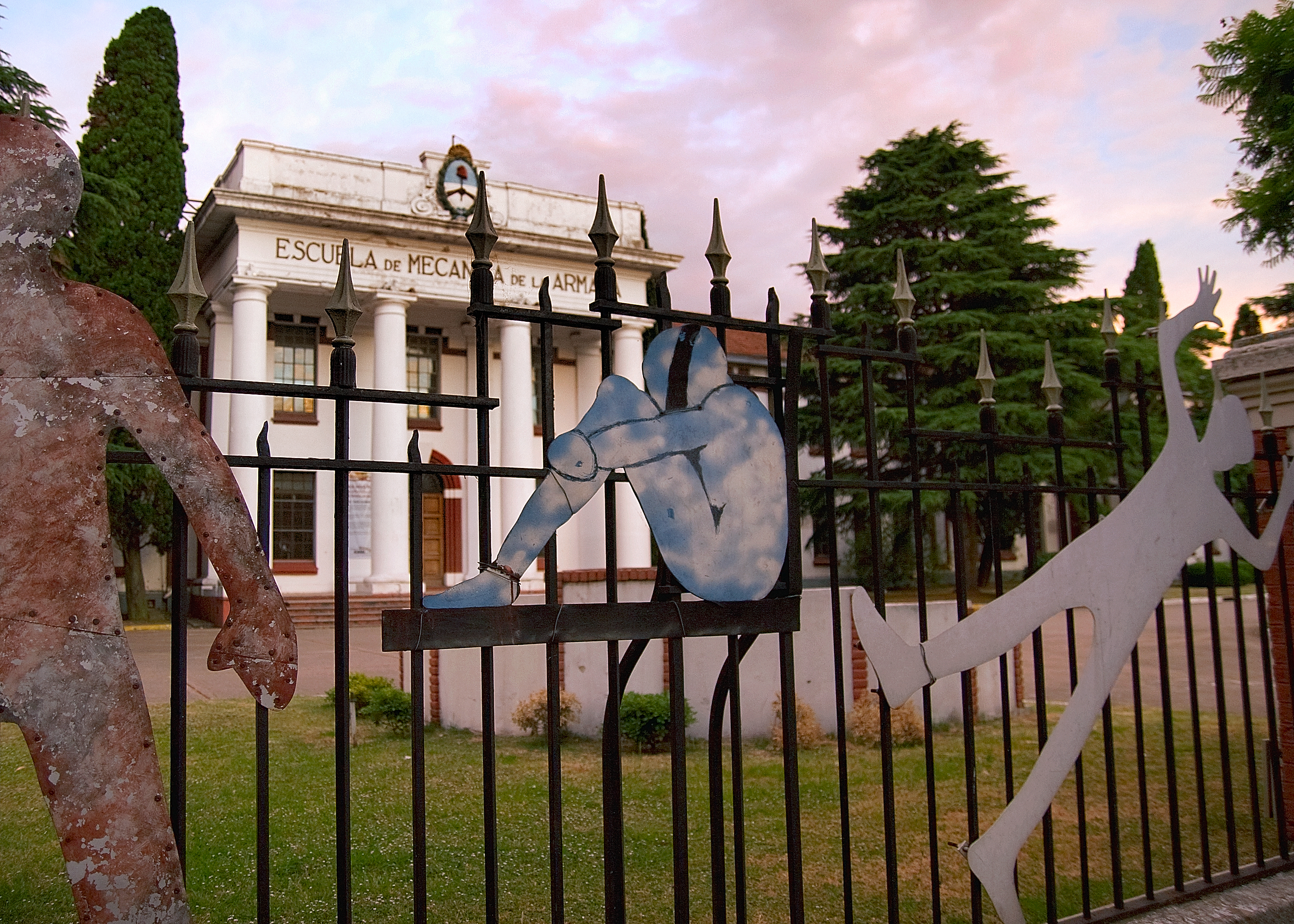
La ESMA fue uno de los principales centros clandestinos de detención, tortura y exterminio.

El terrorismo de Estado en Argentina en las décadas de 1970 y 1980 fue un período que culminó con la caída de la última dictadura cívico-militar autodenominada «Proceso de Reorganización Nacional», parte del Plan Cóndor, que gobernó desde el 24 de marzo de 1976 hasta la restauración de la democracia el 10 de diciembre de 1983. Durante este tiempo el Estado llevó adelante una política de represión ilegal, violencia indiscriminada, persecuciones, tortura sistematizada, desaparición forzada de personas, centros clandestinos de detención, manipulación de la información y demás formas de terrorismo de Estado. Durante ese período las fuerzas represoras del gobierno de facto hicieron desaparecer, asesinaron, torturaron, secuestraron, obligaron a exiliarse y borraron la identidad de miles de personas, tradicionalmente expresadas por las organizaciones de derechos humanos con el número de 30.000 víctimas (ver sección «cantidad de víctimas»).
La denominación también utilizada de «guerra sucia» alude al carácter informal y no reglamentado del enfrentamiento entre el poder militar —desligado de la autoridad civil—, contra las organizaciones guerrilleras, que no obtuvo en ningún momento la consideración explícita de guerra civil. El uso sistemático de la violencia en el marco de la toma del poder político y burocrático por las Fuerzas Armadas, determinó la inmediata suspensión de los derechos y garantías constitucionales y propició la aplicación de tácticas y procedimientos bélicos irregulares a toda la población. Bajo la tutela de la CIA, las dictaduras de América Latina en la década de 1970 unieron sus servicios de inteligencia para la persecución ilegal de activistas, sindicalistas, artistas, periodistas, sacerdotes y opositores en general.

## Conceptualización
El terrorismo de Estado es la utilización de métodos ilegítimos por parte de un gobierno, los cuales están orientados a producir miedo o terror en la población civil para alcanzar sus objetivos o fomentar comportamientos que no se producirían por sí mismos.

## Evolución

### De 1955 a 1966

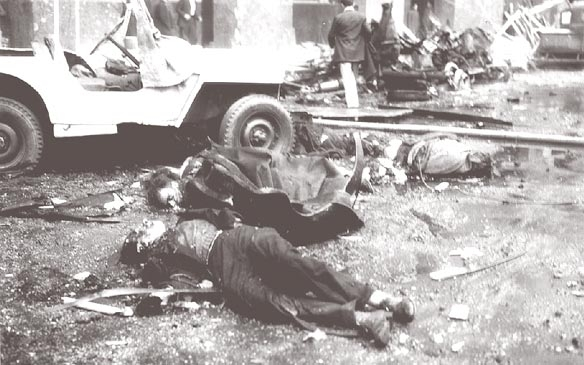
Bombardeo de Plaza de Mayo, 16 de junio de 1955

Pocos meses antes del derrocamiento de Juan Domingo Perón, en junio de 1955, aviadores militares de la Armada bombardearon a la Plaza de Mayo causando más de 300 muertos civiles, y marcando un trágico precedente de una fuerza armada que ataca a su propia población. En 1956, ya producido el golpe militar, una sublevación peronista fue reprimida con el fusilamiento del general Juan José Valle y otros participantes, incluyendo un episodio de fusilamientos clandestinos en la localidad de José León Suárez de Buenos Aires.
El 14 de marzo de 1960 el presidente Arturo Frondizi ordenó ejecutar el Plan CONINTES (Decreto 9880/58), militarizando las huelgas y la protesta social, y deteniendo a cientos de opositores bajo jurisdicción militar y con sus derechos constitucionales restringidos.
En 1963 fue secuestrado y hecho desaparecer, el activista sindical Felipe Vallese, perteneciente a la Unión Obrera Metalúrgica (UOM-CGT) a quien se considera generalmente el primer desaparecido de la historia argentina contemporánea, aunque algunos autores han señalado la existencia de otros activistas desaparecidos con anterioridad.</ref> Una vez finalizado el ataque aéreo contra la población civil, la aviación obtuvo refugio en Montevideo, Uruguay. El golpe de Estado contra el presidente Perón). Actualmente es considerado como uno de los primeros desaparecidos; el cuerpo de Ingallinella nunca fue encontrado, aunque posteriormente el oficial Tixie reconoció su tortura y posterior asesinato. La sentencia de la Cámara del Crimen en el expediente «Lozón, Francisco E. y otros» está publicada en Revista Jurídica Argentina La Ley (tomo 119 pág. 66.)}} Fueron juzgados y condenados por ese hecho los comisarios Félix Monzón y Francisco Lozón y sus ayudantes Luis Tixie, Fortunato Desimone, Arturo Lleonart y Santos Barrera. Según Osvaldo Bayer, habría ocurrido otro caso de desaparición forzada en perjuicio de los militantes anarquistas Miguel Arcángel Roscigna, Andrés Vázquez Paredes y Fernando Malvicini en el año 1937.
En 1964 se produjo en Brasil el primero de una serie de golpes de Estado de nuevo tipo que tenían como fin establecer dictaduras militares permanentes, categorizadas por el politólogo Guillermo O'Donnell como Estado burocrático-autoritario. El modelo se extendería por el Cono Sur, promovido desde la Escuela de las Américas de Estados Unidos en Panamá, bajo la llamada doctrina de la seguridad nacional en el marco de la Guerra Fría. 
El golpe de Estado brasileño fue el primero de los golpes de Estado en América del Sur con influencia directa de Estados Unidos y tenía el nombre en código de Operación Brother Sam.

### Revolución Argentina (1966-1973)

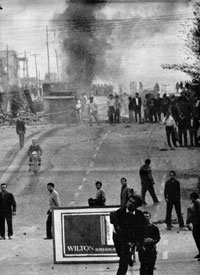
Cordobazo, 29 de mayo de 1969

En 1966 se instaló la primera dictadura militar de tipo permanente en Argentina: la autodenominada Revolución Argentina (1966-1973), apoyada por Estados Unidos en el marco de la Guerra Fría contra la Unión Soviética.
Durante su curso se disolvieron los partidos políticos y se disparó la violencia política. En las manifestaciones callejeras se comenzó a asesinar manifestantes, cuyos nombres —Santiago Pampillón, Juan José Cabral, Máximo Mena, Adolfo Ramón Bello, Luis Norberto Blanco, Hilda Guerrero de Molina, etcétera— fueron enarbolados bajo lemas como «la sangre derramada no será negociada». Entre 1969 y 1972 se produjeron una treintena de puebladas insurreccionales que adoptaron nombres como Cordobazo, Rosariazo, Mendozazo, Correntinazo, Tucumanazo, Choconazo, Rocazo, Viborazo, Trelewazo. Se formaron organizaciones guerrilleras como las FAR, FAP, Montoneros y ERP, que realizaron operaciones, copamientos, atentados y asesinatos de alto impacto. Comenzaron a sucederse una serie de asesinatos de líderes sindicales, militares, políticos y empresariales de primer nivel, de alto impacto en la opinión pública —Vandor, Aramburu, José Alonso, Sallustro, Juan Carlos Sánchez, Roberto Mario Uzal, Emilio Berisso— realizados por grupos guerrilleros que, entre 1971 y 1972 asesinaron a 95 policías y algunos militares.
El secuestro y desaparición de Mirta Misetich en 1971 fue el primero en el que se utilizó la metodología de desaparición forzada —incluyendo zona liberada— que se utilizaría sistemáticamente a partir del golpe de Estado del año 1976.
El 22 de agosto de 1972 un grupo de guerrilleros detenidos fueron fusilados clandestinamente en una base militar de Trelew. Este hecho en particular también ha sido considerado como la primera acción concreta del terrorismo de Estado en Argentina.

### 1973
El alto nivel del conflicto social, la multiplicación de puebladas insurrecionales y las acciones de las organizaciones guerrilleras obligó al gobierno militar a convocar a elecciones en las cuales el 11 de marzo de 1973 se eligió a Héctor Cámpora presidente con casi el 50 % de los votos, el candidato elegido por Perón dada su proscripción.
El gobierno democrático asumió el 25 de mayo. Una de sus primeras medidas fue anunciar un aumento salarial de emergencia e indultar y liberar a unos 600 presos políticos, medida que se completó al día siguiente con una amplia amnistía sancionada por el Congreso Nacional. en nombre de la reconciliación nacional.
El 20 de junio, en ocasión del regreso definitivo de Perón al país, y ante una movilización de millones de personas jamás vista en la historia argentina, se produjo una emboscada conocida como la Masacre de Ezeiza, organizada por la derecha del peronismo, contra las columnas del peronismo revolucionario, en la cual al menos 13 personas fueron asesinadas y 365 resultaron heridas.
En septiembre de 1973 se realizaron nuevas elecciones pero sin proscripción, en las que triunfó la fórmula Juan Domingo Perón-María Estela Martínez de Perón, con el 62 % de los votos. Luego de las elecciones la organización guerrillera ERP permaneció militarmente activa, mientras que Montoneros declaró que suspendía sus operaciones militares.
En octubre de 1973 comenzó a operar un grupo parapolicial conocido como Triple A —Alianza Anticomunista Argentina— asesinando a militantes de izquierda, peronistas y no peronistas. El grupo pertenecía a la logia italiana anticomunista Propaganda Due, estaba financiado por la CIA y el Ministerio de Bienestar Social, y estaba dirigido por el ministro de Bienestar Social José López Rega y los jefes de la Policía Federal, comisarios Alberto Villar y Luis Margaride. En los dos años siguientes asesinaría al menos 683 personas. El grado de conocimiento de Perón sobre las imbricaciones de la Triple A es materia de debate entre los investigadores.
El 27 de junio, se instaló una dictadura cívico-militar en Uruguay que permanecería en el poder hasta 1985 y el 11 de septiembre de 1973 se produjo un sangriento golpe de Estado en Chile en el cual el general Augusto Pinochet tomaría el poder hasta 1990. De esta forma Argentina quedaba como el único país del Cono Sur donde persistían las instituciones democráticas.
Existieron conexiones estrechas entre las dictaduras militares establecidas en aquellos años en el Cono Sur, que se expresaron en el llamado Plan Cóndor y que en 1974 se manifestaron con el asesinato en Buenos Aires del exvicepresidente de Chile y excomandante en jefe del Ejército de Chile, general de ejército Carlos Prats, por haber sido colaborador del derrocado presidente Salvador Allende.

### 1974
El 19 de enero, el trotskista Ejército Revolucionario del Pueblo atacó la guarnición militar de la ciudad bonaerense de Azul, lo que motivó una dura respuesta por parte del entonces presidente constitucional Juan Domingo Perón, y contribuyó a que este tendiese a recostarse cada vez más sobre el ala derecha del movimiento justicialista durante sus últimos meses de vida.
Organizaciones parapoliciales de extrema derecha —vinculadas a la Triple A o a su suerte de «filial» cordobesa «Comando Libertadores de América»— asesinaron al dirigente sindical y exgobernador justicialista de Córdoba, Atilio López, además de a los abogados izquierdistas Rodolfo Ortega Peña y Silvio Frondizi —hermano del derrocado expresidente argentino Arturo Frondizi, quien se había desempeñado como primer mandatario entre el 1 de mayo de 1958 y el 29 de marzo de 1962. También en 1974 fueron asesinados el sacerdote tercermundista Carlos Mugica y decenas de militantes políticos de izquierda.
En mayo de 1974 la Policía Federal llevó a cabo en Tucumán un operativo rural con apoyo de la Policía Provincial y el Ejército. Era un operativo rural al mando del comisario general Alberto Villar. Apenas dio con indicios y no tuvo contacto con la organización guerrillera. A raíz del fracaso, el general de brigada Luciano Benjamín Menéndez (cabecilla del sector "duro" del generalato) reclamó a la superioridad el empleo del Ejército en la lucha antiguerrillera. Puso de manifiesto falta de preparación de los policías y la conveniencia de emplear fuerza militar y exigió poner el operativo bajo la conducción del Ejército.
El 9 de agosto, un grupo de jóvenes guerrilleros de la denominada Compañía del Monte «Ramón Rosa Jiménez» del ERP —la cual tenía su epicentro de operaciones en la provincia de Tucumán—, bajo el comando de Hugo Irurzún —«Capitán Santiago»—, iniciaron una operación para asaltar el Regimiento de Infantería Aerotransportado 17 del Ejército Argentino en la capital catamarqueña de San Fernando, al mismo tiempo que otro grupo se preparaba para el copamiento de la fábrica militar de Villa María —en Córdoba—. Dieciséis guerrilleros pertenecientes al primer grupo de ataque fueron sumariamente fusilados después de ser capturados antes de copar la unidad militar. Después de la llamada masacre de Capilla del Rosario en la cual 16 guerrilleros murieron, el ERP anunció que mataría a 16 oficiales del Ejército como represalia, la cual se inició en septiembre. Hasta el 10 de diciembre habían sido asesinados 10 oficiales pero entonces la campaña se suspendió a causa de la muerte de la hija de tres años del capitán Humberto Viola, atrapada en el tiroteo durante el asesinato de su padre, en la ciudad de San Miguel de Tucumán el 1.º de diciembre anterior. El 6 de septiembre la dirección de Montoneros decidió pasar a la clandestinidad y el 19 de septiembre realizó el secuestro de los hermanos Juan y Jorge Born, principales accionistas del poderoso grupo empresarial Bunge & Born. Como resultado de tal operación, dicha organización político-militar obtuvo unos 60 millones de dólares por el rescate.
El 30 de septiembre de 1974, fue asesinado con una bomba en la ciudad de Buenos Aires el general retirado del Ejército de Chile Carlos Prats junto con su esposa Sofía Cuthbert. El autor material del atentado fue el estadounidense Michael Townley, agente de la DINA. Este asesinato ya se considera parte de la Operación Cóndor que coordinaba internacionalmente la acción represiva clandestina, aunque el mismo recién se formalizaría al año siguiente.

### 1975
Si bien en el año 1975 disminuyó el número de asesinatos de impacto público —John Patrick Egan, cónsul de los Estados Unidos en Córdoba; el general Jorge Cáceres Monié y su esposa—, aumentó en cambio su número hasta alcanzar el punto más alto de las últimas dos décadas. Entre ellas se incluye la masacre conocida como la Masacre del cinco por uno, en la que fueron asesinados Jorge Enrique Videla y de sus hijos Jorge Lisandro y Guillermo, el 21 de marzo de 1975; 41 años después, el 20 de diciembre de 2016, el TOF n.º 1 de Mar del Plata, sentenció como autores a cadena perpetua, a Mario Ernesto Durquet, al exsuboficial del Ejército Fernando Alberto Otero y al exfiscal Gustavo Demarchi, todos miembros de la organización parapolicial Concentración Nacional Universitaria (CNU). Se trata de uno de los pocos casos de enjuiciamiento de crímenes de lesa humanidad cometidos antes del 24 de marzo de 1976. La lista elaborada por el Grupo Fahrenheit contabiliza 336 personas detenidas-desaparecidas en 1975, frente a 43 del año anterior. La CONADEP por su parte estimó que 359 personas habían desaparecido en 1975.
El hecho más importante vinculado a este tema fue el Operativo Independencia, autorizado por la presidenta María Estela Martínez de Perón en acuerdo general de ministros mediante el Decreto 261/75 del 5 de febrero, en el que se ordenó al Ejército intervenir y «aniquilar el accionar de elementos subversivos que actúan en la provincia de Tucumán» (art. 1), y más adelante en todo el país, cuando ocupaba provisionalmente la presidencia nacional, el presidente de la Cámara del Senado, Ítalo Lúder, por licencia por enfermedad de Martínez, mediante los Decretos 2770, 2771, y 2772 de octubre de 1975. El 28 de octubre mediante la Directiva del Comandante General del Ejército 404/75 (Lucha contra la subversión), se dispuso la zonificación militar del país en cinco zonas, divididas a su vez en subzonas y áreas, con sus correspondientes responsables militares. Años después hubo fuertes discusiones sobre el significado y alcance del término «aniquilar» en vinculación directa al concepto de terrorismo de Estado, ya que el resultado concreto de la orden fue el aniquilamiento personal de los insurgentes y no de sus estructuras ni su accionar. La intervención militar en Tucumán estuvo motivada en el control alcanzado por el ERP en esa provincia, hecho que llevó a Mario Santucho —líder de la organización— a declarar una «zona liberada», para pedir apoyo y reconocimiento de los países socialistas como «ejército beligerante». Los enfrentamientos y acciones represivas en esa provincia causaron la muerte de militares y de guerrilleros, así como de civiles no combatientes.
El 25 de noviembre de 1975 fue establecido oficialmente el Plan Cóndor, en una reunión realizada en Santiago de Chile entre Manuel Contreras, el Jefe de la DINA (policía secreta chilena), y los líderes de los servicios de inteligencia militar de Argentina (gobernada por María Martínez de Perón), Bolivia, Paraguay y Uruguay —estos últimos con gobiernos militares—.

### 1976: antes del 24 de marzo
En los primeros meses de 1976 continuó el alto nivel de violencia política. Los tres Comandantes en Jefe conformaron un gobierno paralelo de hecho y habían intimado a renunciar a la presidenta Isabel Perón, quien se negó a hacerlo para no convalidar el golpe, ni la matanza que causaría, como ya era visible para todos los observadores.
En Tucumán el Ejército Argentino venció el 13 de febrero a la Fuerza de Monte de Montoneros. El 22 de marzo el ERP asesinó al sindicalista de la FOTIA Atilio Santillán. El 23 de marzo el diario La Opinión de Buenos Aires tituló: «Argentina inerme ante la matanza». El 24 de marzo se produjo el golpe de Estado, dando así inicio a la dictadura que se autodenominó Proceso de Reorganización Nacional.

### Después del 10 de diciembre de 1983
Ha sido probado en los juicios, que luego de iniciado el gobierno constitucional de Raúl Alfonsín el 10 de diciembre de 1983, al menos un centro clandestino de detención continuó en actividad en Mar del Plata y que allí fueron mantenidas con vida hasta el año siguiente varias personas desaparecidas, entre ellas Cecilia Viñas Moreno. También se ha revelado que el gobierno de Alfonsín recibió información de un país europeo sobre la existencia de personas desaparecidas vivas en un centro de detención clandestino en Chubut, pero que cuando las fuerzas de seguridad al mando del ministro Antonio Tróccoli llegaron al mismo con el fin de rescatarlas, no encontraron a ninguna.

## Política represiva de la dictadura

### Estructura institucional
El 24 de marzo de 1976 asumió el poder, como «órgano supremo de la Nación», la Junta Militar de Gobierno, integrada por los titulares de las tres Fuerzas Armadas: el teniente general Jorge Rafael Videla, el almirante Emilio Eduardo Massera y el brigadier general Orlando Ramón Agosti. El primero a su vez, fue designado con el título de presidente con la mayor parte de las funciones de los poderes ejecutivo y legislativo. «En ejercicio del poder constituyente» la Junta estableció un estatuto al que deberían someterse todas las otras leyes incluida la Constitución.
El primer día la Junta Militar dictó 31 comunicados. El comunicado n.º 1 dijo:

Se comunica a la población que, a partir de la fecha, el país se encuentra bajo el control operacional de la Junta de Comandantes Generales de las FF. AA. Se recomienda a todos los habitantes el estricto acatamiento a las disposiciones y directivas que emanen de autoridad militar, de seguridad o policial, así como extremar el cuidado en evitar acciones y actitudes individuales o de grupo que puedan exigir la intervención drástica del personal en operaciones.

El comunicado n.º 19 estableció:

Se comunica a la población que la Junta de Comandantes Generales ha resuelto que sea reprimido con la pena de reclusión por tiempo indeterminado el que por cualquier medio difundiere, divulgare o propagare comunicados o imágenes provenientes o atribuidas a asociaciones ilícitas o personas o grupos notoriamente dedicados a actividades subversivas o al terrorismo. Será reprimido con reclusión de hasta diez años, el que por cualquier medio difundiere, divulgare o propagare noticias, comunicados o imágenes, con el propósito de perturbar, perjudicar o desprestigiar las actividades de las Fuerzas Armadas, de Seguridad o Policiales.

Ese mismo primer día se impuso la pena de muerte y los Consejos de Guerra (Ley 21 264):

Art. 1 El que públicamente por cualquier medio, incitare a la violencia colectiva y / o alterare el orden público, será reprimido por sola incitación, con reclusión hasta diez años.
Art. 2. El que alterare en cualquier forma contra los medios de transporte, de comunicación, usinas, instalaciones de gas o agua corriente u otros servicios públicos, será reprimido con reclusión por tiempo determinado o muerte…
Art.5 …el personal militar de las fuerzas de seguridad y de las fuerzas policiales hará uso de las armas en caso de que la persona incurra en alguno de los delitos previstos de dos a cuatro precedentes…
Art. 7 Créanse en todo el territorio del país los Consejos de Guerra Especiales Estables… que juntamente con los Consejos de Guerra Permanente para el Personal Subalterno de las Tres Fuerzas Armadas, conocerán en el juzgamiento de los delitos que prevé la presente ley.
Art 10. La presente ley será aplicable a toda persona mayor de dieciséis años.

El estado de sitio, con la suspensión de las garantías constitucionales, ya había sido declarado durante el Gobierno de María Estela Martínez de Perón, por Decreto 1368/1974. Pocos días después el gobierno militar sancionó la Ley 21 275 suspendiendo el derecho constitucional de opción a salir del país (Constitución Nacional, art 23).
La Junta Militar dictó leyes y órdenes discrecionales, entre ellas disponiendo detenciones o cesantías masivas, en las que no se consideraba la razón de los actos (Leyes 21 258, 21 260, 21 262, 21 274, etc). La ley 21 260 dictada el mismo 24 de marzo de 1976, por ejemplo, establecía:

Art. 1 «Autorízase hasta el 31 de diciembre de 1976 a dar de baja por razones de seguridad, al personal de planta permanente, transitorio o contratado, que preste servicios en la Administración Pública Nacional, en el Congreso Nacional, organismos descentralizados de cualquier carácter, autárquicos, empresas del Estado y de propiedad del Estado, servicios de cuentas especiales, obras sociales y cualquier otra dependencia del Poder Ejecutivo, que de cualquier forma se encuentre vinculado a actividades de carácter subversivo o disociadoras. …Estarán comprendidos en la presente disposición , aquellos que en forma abierta, encubierta o solapada preconicen o fomenten dichas actividades».

### Estructura clandestina
La dictadura estableció una estructura clandestina para la represión de los opositores, que incluía «grupos de tareas», secuestros y desapariciones forzadas, centros de detención y tortura clandestinos, mecanismos ilegales para asesinar personas y disponer de sus cadáveres, instalaciones médicas secretas para atender partos de detenidas-desaparecidas y suprimir las identidades de los niños nacidos en cautiverio, desinformación a través de los medios de comunicación, coordinación con las gerencias de recursos humanos de las grandes empresas para la delación de opositores, etcétera.
Como respuesta a las denuncias por violaciones de derechos humanos en la Comisión Interamericana de Derechos Humanos de la OEA, la dictadura cívico-militar intentó justificar su accionar clandestino sosteniendo que era necesario vincular «el tema de los derechos humanos con la necesidad de reprimir el terrorismo y la subversión como medio para preservar la seguridad nacional».
Según el teniente general Martín Balza, quien fuera jefe del Ejército Argentino entre 1991 y 1999:

La dictadura de 1976 concibió una actitud descentralizada para la ejecución. Actuaron como señores de la guerra. Como verdaderos señores feudales, instrumentando un plan sistemático para cometer crímenes de lesa humanidad.

El 6 de mayo de 1977, el general de brigada Ibérico Manuel Saint-Jean, gobernador militar de la Provincia de Buenos Aires, declaró al periódico inglés The Guardian:

Primero eliminaremos a los subversivos; después a sus cómplices; luego a sus simpatizantes; por último, a los indiferentes y a los tibios.

En las órdenes secretas del 17 de diciembre de 1976 dictadas por el jefe del Estado Mayor del Ejército, general de división Roberto Viola, ya no se habla de aniquilar «el accionar» de los subversivos, sino de aniquilar a los individuos:

Aplicar el poder de combate con la máxima violencia para aniquilar a los delincuentes subversivos donde se encuentren. La acción militar es siempre violenta y sangrienta. El delincuente subversivo que empuñe armas debe ser aniquilado sin aceptar rendición. El ataque se ejecutará mediante la ubicación y aniquilamiento de los activistas subversivos. Las órdenes deben aclarar si se detiene a todos o a algunos, si en caso de resistencia pasiva se los aniquila o se los detiene, si se destruyen bienes o se procura preservarlos. Los tiradores especiales podrán ser empleados para batir cabecillas de turbas o muchedumbres.

En el telegrama interno AT 183 de la embajada de Estados Unidos en Argentina del 14 de mayo de 1980 se relata:

Discutiendo el continuo apego a tácticas extrajudiciales contra Montoneros que son miembros de TEA y TEI (Nota: se refiere a Tropas Especiales de Agitación y Tropas Especiales de Infantería) Emboff preguntó por qué los militares no sentían que fuera posible llevar a esta gente ante cortes formales, inclusive cortes militares. Nuestro informante dio dos razones. Primero, las fuerzas de seguridad ni confían ni saben cómo utilizar las soluciones legales. Los métodos actuales son más fáciles y familiares. Segundo, no hay ningún militar importante que “tenga el coraje” para asumir la responsabilidad formal por la condena y ejecución de un montonero. Bajo las reglas actuales “nadie” es responsable en los registros por las ejecuciones.
Castro

En otro documento oficial de los Estados Unidos, un memorándum de conversación titulado «Tuercas y tornillos de la represión gubernamental al terrorismo-subversión» se detalla una charla realizada el 7 de agosto de 1979 entre el consejero político de la embajada de Estados Unidos, William Hallman; el Oficial de Seguridad Regional, James Blystone y un alto jefe militar cuyo alias era Jorge Contreras, y en la que este último detalla largamente la política de represión «por izquierda», término que utiliza para referirse a la acción ilegal:

Contreras habló de dos categorías de casos. La primera eran aquellos que fueron introducidos al sistema y que después de un “cuidadoso interrogatorio” se encontraba que no tenían ninguna conexión con la subversión. A muchos de éstos, afirmó Contreras, simplemente se los dejaba ir. Dijo que él cree que en el pasado otros eran asesinados, cuando su liberación podía constituir un riesgo para “el sistema” —personal involucrado, ubicaciones, etc—. Contreras enfatizó que él creía que estas ejecuciones fueron comunes dos y tres años atrás pero que se volvieron raras el año pasado. Una vez más dijo, mucho dependía del personal del centro de detención: algunos comandantes estaban dispuestos a arriesgar sus operaciones y facilidades, haciéndose conocidos, con el fin de reparar a alguien cuya inocencia había sido establecida. Otros comandantes creen que el proceso era más importante que cualquier individuo y que inclusive los inocentes deben ser sacrificados a fin de evitar que el sistema en sí peligre.

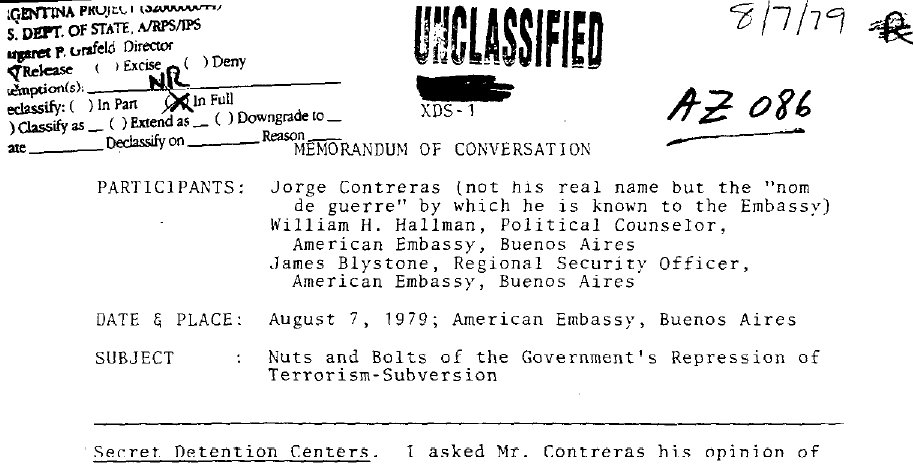
Memorándum de la embajada de Estados Unidos sobre la represión clandestina. (documento original).

Más adelante, el mismo documento, en un subtítulo denominado «Organización y Estructura», dice:

Jorge Contreras es el Director del Grupo de Tareas 7 de la «Reunión Central» sección de la Unidad de Inteligencia del Ejército 601. Su grupo de tareas fue creado durante mayo, junto con el Grupo de Tareas 6, que sigue a los sindicatos y economía. El trabajo del Grupo de Tareas 7 es estudiar las actividades de los estudiantes, grupos políticos y organismos religiosos. Hasta hace unos meses el sistema de grupos de tareas creado en 1971-1972 contaba solo con cinco de esos grupos: Grupo de Tareas 1 encargado del ERP; Grupo de Tareas 2 estaba encargado de Montoneros; en esta ocasión Contreras no entró en los deberes de los Grupos de Tareas 3, 4, y 5.

La directiva de operaciones represivas 504/77 establecía que la detención de los obreros sospechosos «se efectuará con el método que más convenga fuera de las fábricas y de manera velada».
En el diario La Nación del 3 de noviembre de 1977 se publicó el siguiente comunicado demostrativo de la situación en el país:

El Comando de la Zona 1 informa a la población que el 2 de noviembre, en horas de la noche, en las proximidades de Plaza Constitución, una patrulla de las fuerzas leales sorprendió a un activista que incitaba al cese de actividades y trataba de impedir la concurrencia al trabajo de algunos operarios, siendo abatido por el fuego. Se procura su identificación. Las fuerzas legales cumplieron con la misión impuesta tendiente a asegurar la libertad de trabajo.

### Procedimientos
Los procedimientos represivos que caracterizaron el terrorismo de Estado en Argentina escandalizaron a la opinión pública mundial y causaron un gran desprestigio internacional de los militares argentinos.
En realidad se estableció un sistema descentralizado de represión, a cargo de las zonas y áreas militares, en el que cada jefe militar tenía carta blanca para ejecutar el plan represivo.

#### Centros clandestinos de detención (CCD)

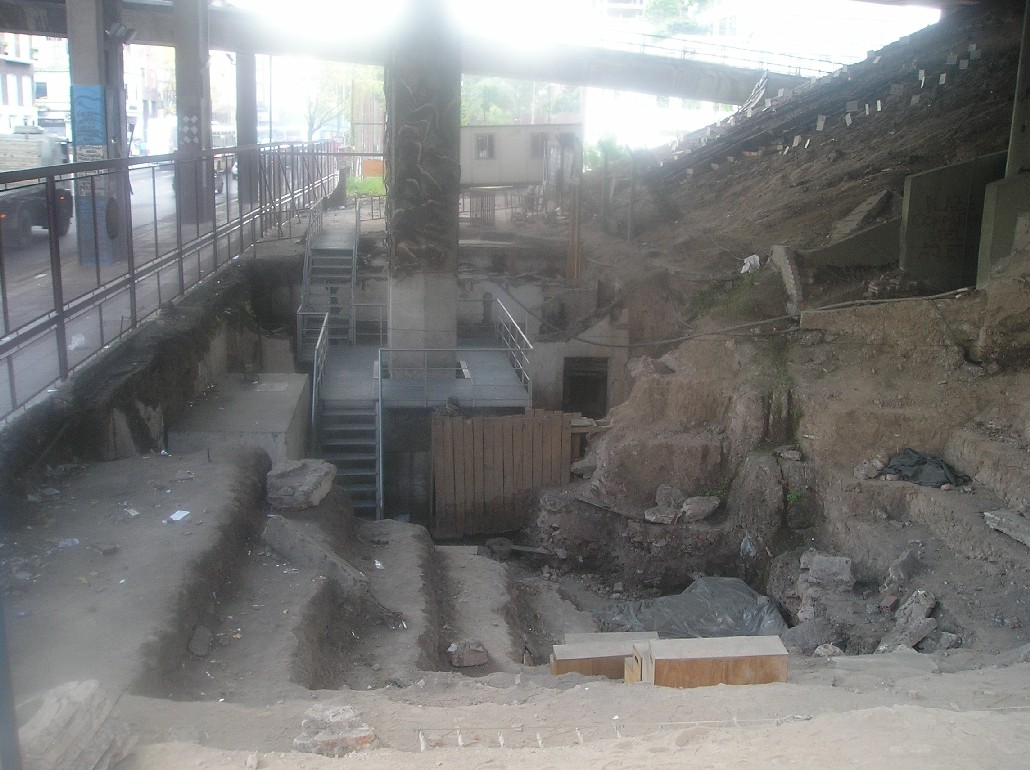
Excavación de excentro clandestino de detención Club Atlético, Paseo Colón 1200, Ciudad de Buenos Aires

Para implementar la táctica de desaparición forzada de personas el gobierno militar creó cientos de centros clandestinos de detención (CCD).
Las Fuerzas Armadas clasificaban los CCD en dos tipos:
- Lugar de Reunión de Detenidos (LRD): tenían una organización más estable y estaban preparados para alojar, torturar y asesinar a grandes cantidades de detenidos.
- Lugar Transitorio (LT): tenían una infraestructura precaria y estaban destinados a funcionar como un primer lugar de alojamiento de los detenidos-desaparecidos.

Los primeros CCD fueron instalados en 1975, antes del golpe militar del 24 de marzo de 1976. En ese año ya estaban en funcionamiento «La Escuelita» en Faimallá (Tucumán) y «El Campito» (Provincia de Buenos Aires). También en 1975 funcionó un CCD en la planta de la empresa Acindar en Villa Constitución, presidida por Martínez de Hoz, como parte de la estructura represiva organizada para reprimir la huelga declarada por el sindicato UOM en mayo de ese año.
En el año 1976 llegaron a existir 610 CCD, pero muchos de ellos fueron temporarios y circunstanciales. Luego de los primeros meses posteriores al golpe de Estado, la cifra se estabilizó en 364 CCD. En 1977 la cantidad se redujo a 60. En 1978 había 45 y en 1979 7 CCD. En 1980 quedaban dos: la ESMA y el Campito (Campo de Mayo). En 1982 y 1983 la ESMA era el único campo de concentración que seguía siendo utilizado.
En Buenos Aires hubo 60 centros, en la provincia de Córdoba 59 y en Santa Fe 22.
Cinco grandes centros fueron el eje de todo el sistema: «La ESMA» y «El Club Atlético» en la Ciudad de Buenos Aires; «El Campito» (Campo de Mayo) y «El Vesubio» en el Gran Buenos Aires (Provincia de Buenos Aires); y «La Perla» en Córdoba.
A pesar de sus diferencias los CCD fueron organizados con una estructura y un régimen de funcionamiento similar. Todos los CCD contaban con una o más salas de torturas, amplios espacios para mantener a los desaparecidos siempre en condiciones de gran precariedad, y un centro de viviendas para los torturadores y guardias. Casi todos tenían algún tipo de servicio médico. En algunos casos hubo servicios religiosos permanentes para el personal militar.
Los Grupos de Tarea (GT) estaban encargados de realizar los secuestros, generalmente de noche. Inmediatamente los detenidos desaparecidos eran llevados al CCD correspondiente, donde permanecían constantemente encapuchados y esposados. Allí eran severamente torturados e interrogados por los mismos integrantes de los GT. El tiempo de este período inicial de tortura variaba considerablemente, pero en términos generales puede decirse que oscilaba entre uno y dos meses. Con posterioridad a ese período inicial de tortura-interrogatorio, se disponía:
- El asesinato del detenido desaparecido: en todos los CCD se utilizó el mismo eufemismo para referirse al asesinato: «traslado». Los métodos utilizados para el asesinato y desaparición de los cadáveres variaron desde los llamados vuelos de la muerte, los fusilamientos en masa, fosas comunes, tumbas NN, incineración de cadáveres, etcétera.
- El «blanqueo»: se legalizaba al detenido desaparecido y se lo ponía a disposición del Poder Ejecutivo. A partir de 1980, de esta situación, podía derivar la deportación y el exilio, haciendo uso de la opción a salir del país que establece la Constitución (art. 23), o el enjuiciamiento por tribunales militares y la condena a prisión.
- La liberación.
- La continuidad como detenido desaparecido, por razones variadas —utilización como esclavos, colaboradores, rehenes, etcétera.

Durante su permanencia en el CCD se procedía sistemáticamente a la deshumanización de los detenidos desaparecidos mediante diversos procedimientos: sustitución del nombre por un número, violaciones, animalización, humillación, hacinamiento, condiciones intolerables de alojamiento, desnudez forzada, racismo, antisemitismo, homofobia, etcétera.
También existió una política y un procedimiento común para las detenidas-desaparecidas que se encontraban embarazadas. En ese caso se postergaba el asesinato y se producía un parto clandestino con supresión de la identidad del bebé quien era entregado para su crianza a personas íntimamente vinculadas al sistema represivo, y en algunos casos partícipes del asesinato de los padres o madres biológicos.
El 1 de diciembre de 1977 el diario Clarín publicó una nota titulada «La ardua recuperación» en la que relata extensamente la visita de un grupo de periodistas, invitados por el Ejército, a un centro de detención que no identifica, donde entrevistaron a varias personas detenidas, que tampoco individualiza y que describe como «extremistas que se entregaron voluntariamente». El artículo está acompañado de una fotografía en la que puede verse una joven mujer de espaldas sentada ante una mesa, con un epígrafe en el que dice:

Una de las detenidas, en una de las salas de lectura del establecimiento, donde cumplen la pena.

Clarín nunca explicó los pormenores de la nota, ni se puso a disposición de la justicia a los fines de verificar si las personas entrevistadas eran desaparecidas, cuál era el centro de detención visitado por sus periodistas y si los militares que intervinieron pudieron haber estado cometiendo delitos de lesa humanidad. El investigador Marcelo Borrelli de la Universidad de Buenos Aires analizó la publicación y sostiene que «parecía haber sido escrita por las usinas de los servicios de la inteligencia militar». Detalla los mecanismos discursivos del periódico para elogiar el sistema de reclusión de los «extremistas» que se entregaran voluntariamente y la distinción entre «las dos juventudes», por un lado la juventud «extraviada» que tenía preocupaciones políticas y traumas afectivos de origen familiar, y por el otro la juventud apolítica, dedicada por entero a destacarse en su profesión.

#### Tortura sistemática
La tortura fue un componente central del plan represivo del gobierno militar. Los centros clandestinos de detención (CCD) fueron creados y diseñados para poder practicarla ilimitadamente. Al redactar el famoso informe Nunca Más en 1984, los miembros de la Comisión Nacional sobre la Desaparición de Personas —CONADEP— no pudieron evitar sobrecogerse ante el «inmenso muestrario de las más graves e incalificables perversiones» que tenían ante sus ojos, y debatieron el modo de evitar que ese capítulo del informe se convirtiera en una enciclopedia del horror.
El Capítulo V (Derecho a la seguridad e integridad personal), punto D (Apremios ilegales y torturas), del Informe de la Comisión Interamericana de Derechos Humanos (CIDH) del 14 de diciembre de 1979, está dedicado precisamente a registrar los casos de tortura que le fueron denunciados. El mismo puede leerse aquí. Por su parte, el título C, del primer capítulo del Informe Nunca Más de la CONADEP está dedicado las torturas que se practicaban en los CCD, en tanto que se incluye un título especial para referirse a las torturas en el domicilio de las víctimas Archivado el 22 de julio de 2007 en Wayback Machine..
No es posible separar las torturas de todo el resto de análisis del terrorismo de Estado en Argentina. La tortura es un elemento omnipresente del terrorismo de Estado en Argentina. La tortura y sus imágenes se establecieron como el eje del terror, para las víctimas directas, y más allá para los familiares, conocidos y la población en general. Aún años después, décadas después, esas imágenes conmueven hasta lo insoportable a los adultos, y angustian a los niños de las nuevas generaciones.
La picana eléctrica es el instrumento de tortura alrededor del cual se diseñaron y construyeron las salas de tormentos, a las que en todos los CCD llamaban «quirófanos». La picana era denominada «máquina»; en La Perla le llaman «Margarita». En La Perla, la sala de torturas tenía un cartel que decía: «Sala de terapia intensiva - No se admiten enfermos», mientras que en la de El Vesubio estaba colocado un cartel que decía «si lo sabe cante, si no aguante».
La tortura de Norberto Liwsky, sobreseído luego por el tribunal militar que lo enjuició, y que el informe Nunca Más transcribe en extenso es un ejemplo de los padecimientos de los detenidos desaparecidos. En una parte de su testimonio Liwsky dice:

Al principio el dolor era intenso. Después se hacía insoportable. Por fin se perdía la sensación corporal y se insensibilizaba totalmente la zona apaleada. El dolor, incontenible, reaparecía al rato de cesar con el castigo. Y se acrecentaba al arrancarme la camisa que se había pegado a las llagas, para llevarme a una nueva «sesión». Desde entonces empecé a sentir que convivía con la muerte. Cuando no estaba en sesión de tortura alucinaba con ella. A veces despierto y otras en sueños. Cuando me venían a buscar para una nueva «sesión» lo hacían gritando y entraban a la celda pateando la puerta y golpeando lo que encontraran. Violentamente. Por eso, antes de que se acercaran a mí, ya sabía que me tocaba. Por eso, también, vivía pendiente del momento en que se iban a acercar para buscarme. De todo ese tiempo, el recuerdo más vivido, más aterrorizante, era ese de estar conviviendo con la muerte. Sentía que no podía pensar. Buscaba, desesperadamente, un pensamiento para poder darme cuenta de que estaba vivo. De que no estaba loco. Y, al mismo tiempo, deseaba con todas mis fuerzas que me mataran cuanto antes. La lucha en mi cerebro era constante. Por un lado: «recobrar la lucidez y que no me desestructuraran las ideas», y por el otro: «Qué acabaran conmigo de una vez».

Era habitual combinar violación y tortura. Más allá de la tortura eléctrica y la violación, los instrumentos, métodos y grado de crueldad de los tormentos, excede la comprensión de una persona promedio: simulacros de fusilamiento, «el submarino», estiletes, pinzas, drogas, «el cubo» (inmersión prolongada de los pies en agua fría/caliente), quemaduras, suspensión de barras o del techo, fracturas de huesos, cadenazos, latigazos, sal sobre las heridas, supresión de comida y agua, ataque con perros, rotura de órganos internos, empalamiento, castramientos, sufrir tortura ante o presenciar la tortura de familiares y a veces niños, mantener las heridas abiertas, permitir las infecciones masivas, cosido de la boca…
El sadismo de los torturadores es un dato común. Todos los detenidos desaparecidos eran torturados: hombres, mujeres, ancianos, ancianas, adolescentes, discapacitados, mujeres embarazadas y niños (hay varios casos de niños menores de 12 años torturados frente a sus padres). El conocido periodista y director del diario La Opinión, Jacobo Timerman, que estuvo detenido desaparecido y fue liberado por la presión internacional, escribió en 1982 uno de los primeros libros de denuncia abierta, titulado Prisionero sin nombre, celda sin número. Timerman dice allí que:

De todas las situaciones dramáticas que he visto en las cárceles clandestinas, nada puede compararse a esos grupos familiares torturados muchas veces juntos, otras por separado, a la vista de todos, o en diferentes celdas sabiendo unos que torturaban a los otros.

El informe de la CONADEP define lo que debieron padecer los desaparecidos como un «descenso al infierno».

#### Vuelos de la muerte

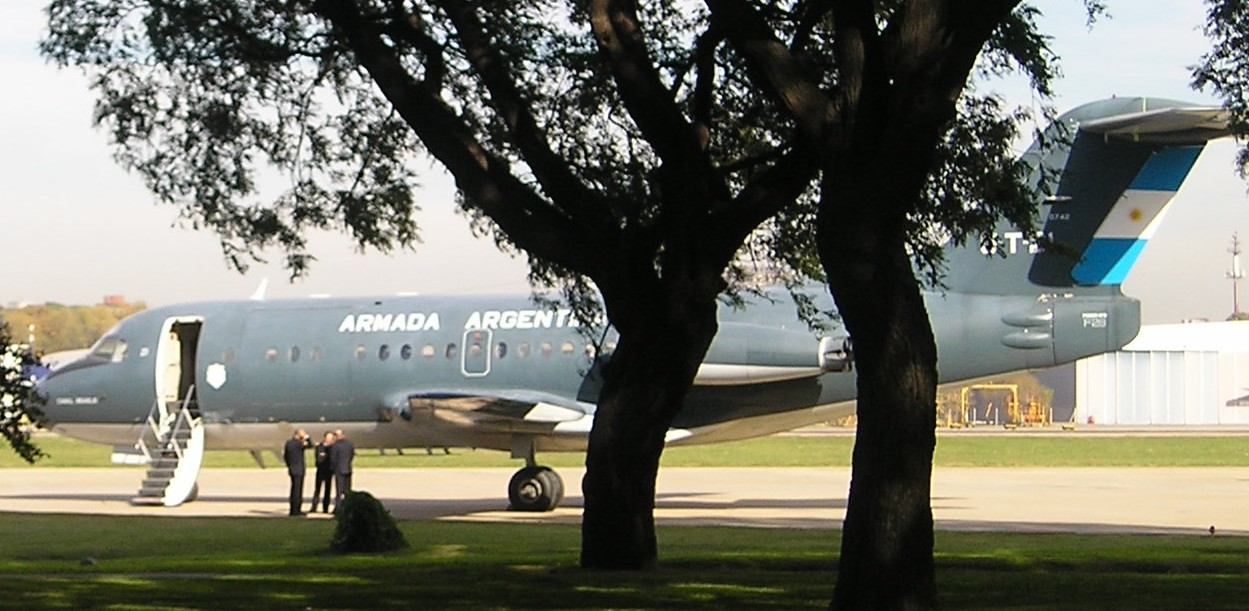
Fokker F 28 de la marina de guerra argentina en el aeropuerto militar de Aeroparque

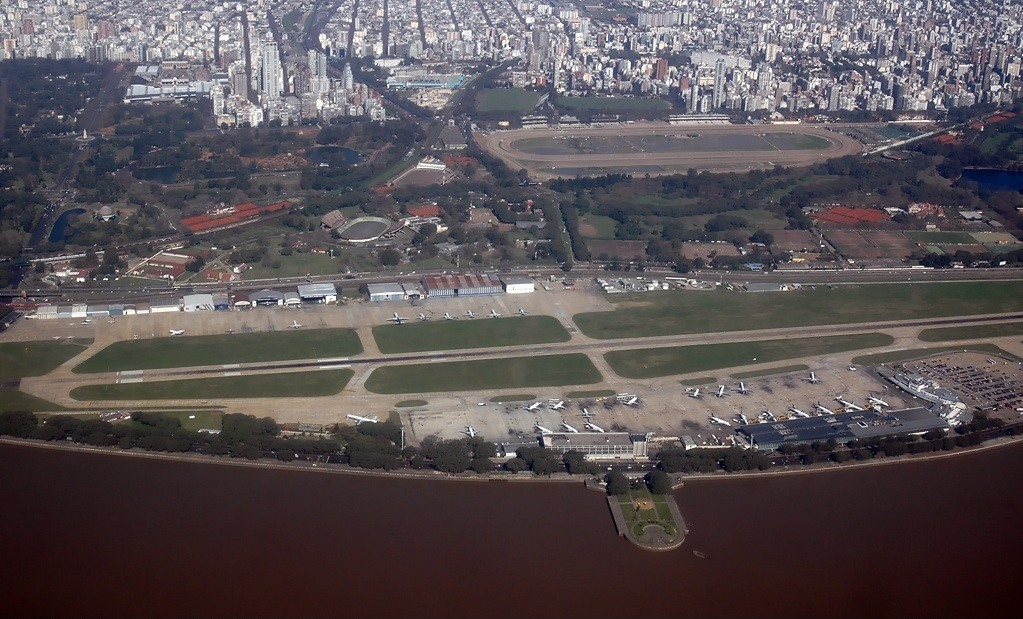
El aeropuerto militar que se encuentra en el extremo este (izq) del Aeroparque era utilizado para los vuelos de la muerte

Los vuelos de la muerte fueron un sello atroz del terrorismo de Estado en Argentina. Mediante los vuelos de la muerte miles de detenidos desaparecidos fueron tirados al mar vivos y drogados, desde aviones militares.
Ya en 1977, durante el régimen militar, aparecieron varios cuerpos en las costas de los balnearios atlánticos de Santa Teresita y Mar del Tuyú, unos 200 km al sur de la Ciudad de Buenos Aires. Los cadáveres fueron enterrados raudamente como NN en el cementerio de General Lavalle, pero previamente los médicos policiales que intervinieron informaron que la causa de muerte se debió al «choque contra objetos duros desde gran altura».
En 1995, un marino de la ESMA, Adolfo Scilingo, se quebró emocionalmente y le relató extensamente al periodista Horacio Verbitsky, el modo como se aplicaba una metodología de exterminio denominada por sus propios autores como «vuelos». Su relato fue publicado como libro, con el título de El vuelo. Debido a estas confesiones Scilingo resultó condenado a 640 años de prisión, en España, donde se encuentra cumpliendo su pena.
Scilingo, en sus testimonios, detalla el procedimiento, la autorización de la Iglesia católica, la utilización de inyecciones, el tipo de aviones (Electra, Skyvan), la amplia participación de los oficiales, la utilización del aeropuerto militar que se encuentra en Aeroparque (ciudad de Buenos Aires), entre otros detalles.
En 2015 Javier Penino Viña, hijo de desaparecidos y nacido en la ESMA, contó a la prensa que su apropiador el excapitán de navío Jorge Vildoza, le había contado en detalle como funcionaba ese centro clandestino de detención, así como los vuelos de la muerte, en los que él era uno de los pilotos. Penino Viña confirmó que fue una decisión tomada en el más alto nivel del gobierno cívico-militar, por recomendación de la Iglesia católica, y que las personas eran arrojadas vivas y desnudas.
El Equipo Argentino de Antropología Forense (EAAF) identificó los restos de las madres de Plaza de Mayo, Esther Ballestrino, María Eugenia Ponce, Azucena Villaflor, la militante Ángela Auad , y la monja francesa Léonie Duquet determinando que las mismas habían sido secuestradas en Buenos Aires, detenidas y torturadas en la ESMA y arrojadas vivas al mar desde un avión frente a las playas de Mar del Tuyú.

#### Persecución de homosexuales y personas trans
Un caso particular de persecución durante la dictadura fue el de las personas homosexuales y trans. La Comisión Nacional sobre la Desaparición de Personas (Conadep), que estableciera el presidente Alfonsín para investigar los crímenes de lesa humanidad durante la dictadura, recibió al menos 400 casos de personas LGBT desaparecidas, pero la propia Comisión decidió ocultarlos y eliminarlas de los archivos.
Un informe elaborado en 1980/1983 por la Comisión por los Derechos de la Gente Gay, de existencia clandestina, denunció la política de represión como «un episodio más dentro de la generalizada violación de los derechos humanos» en el país. La represión de las sexualidades LGBT ya había escalado en los últimos meses del gobierno constitucional de María Estela Martínez de Perón, cuando la revista El Caudillo, vocero del grupo terrorista parapolicial Triple A, había convocado públicamente a «acabar con los homosexuales», haciendo explícito que había que «encerrarlos, o matarlos». El informa da cuenta de 15.000 personas detenidas entre 1976 y 1982, solamente en la cárcel de Devoto, utilizando los edictos policiales entonces vigentes para reprimir la homosexualidad y el travestismo. Relata torturas, violaciones y vejaciones y el clima de terror generalizado entre las personas LGBT, así como el «fichaje» de las personas para facilitar las detenciones masivas y razzias.
El informe fue silenciado en la prensa argentina, pero fue difundido por algunos medios de comunicación ubicados en Brasil, Canadá, Francia y Suecia.
En 2021, el periodista Cristian Prieto publicó la novela El maricón de los chilenos, una ficción inspirada en hechos reales que narra la persecución a un grupo de personas homosexuales de la ciudad de Bahía Blanca durante la última dictadura argentina, sobre la base de una investigación personal en los archivos de la exDirección de Inteligencia de la Policía de la provincia de Buenos Aires (DIPBA) sobre la persecución de homosexuales en esa época.

#### Operación Cóndor

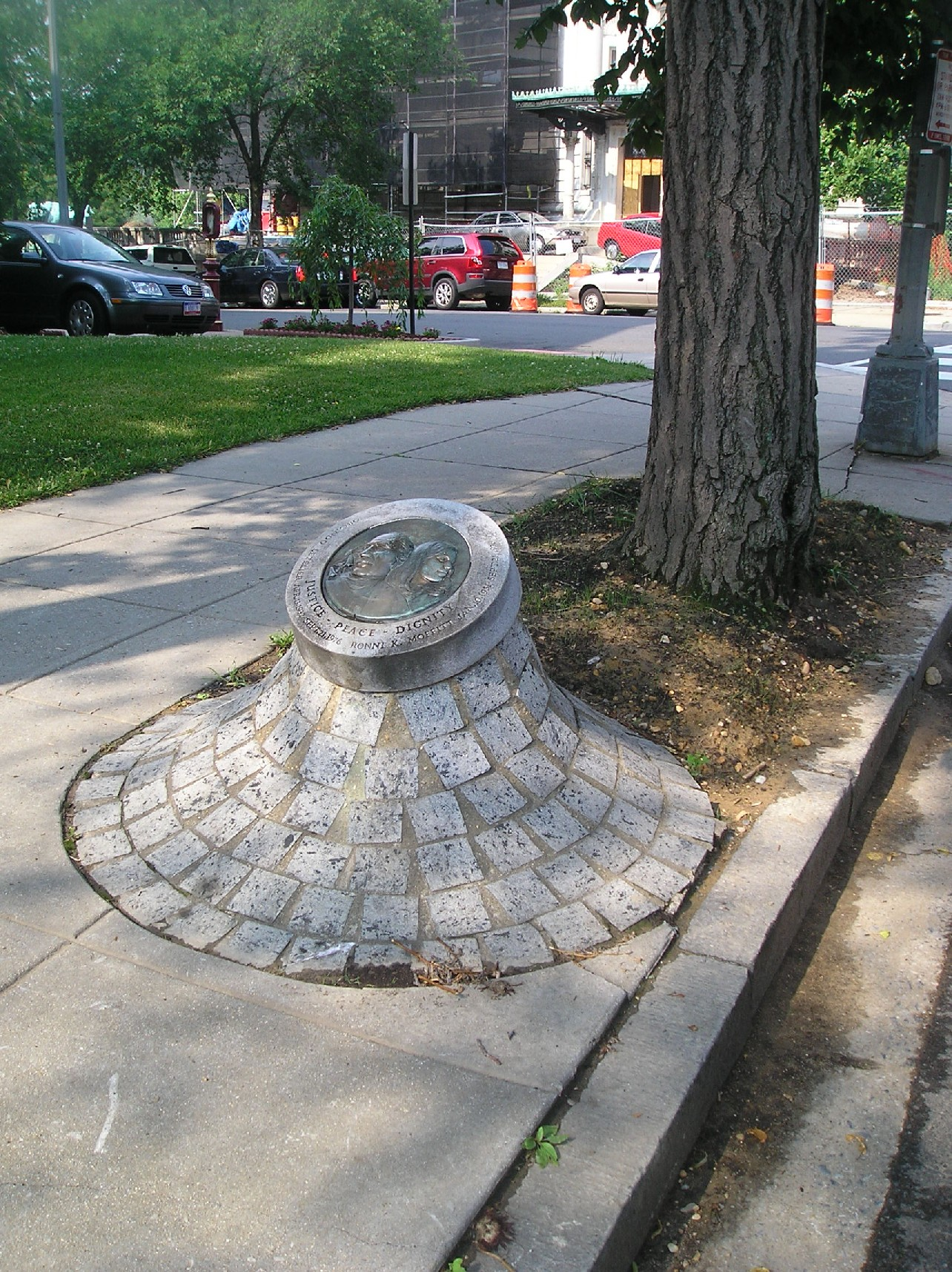
Monumento conmemorativo de Orlando Letelier en el lugar en el que fue asesinado: Sheridan Circle, Washington D. C.

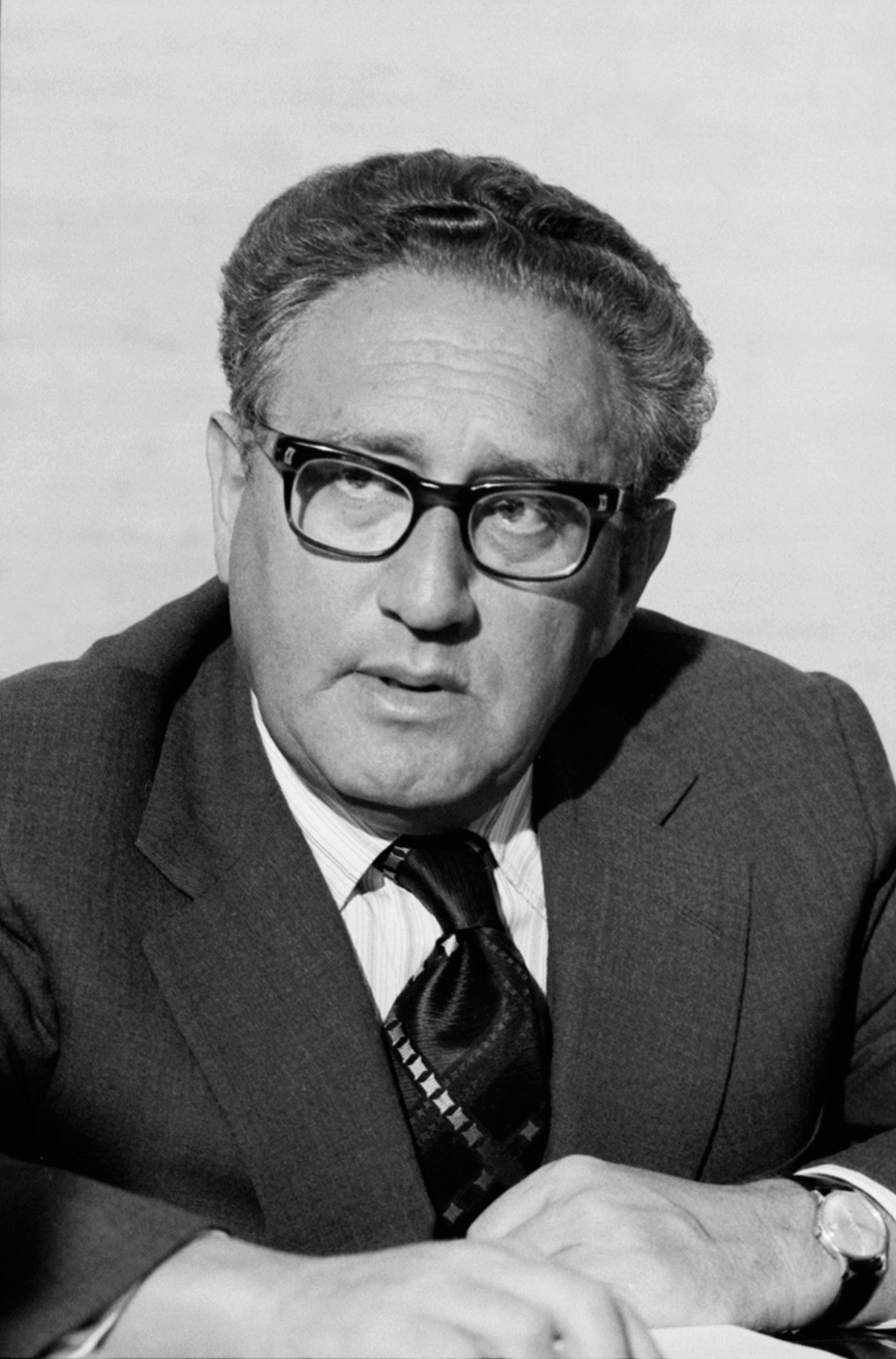
Henry Kissinger citado judicialmente en Francia por la Operación Cóndor

El terrorismo de Estado en Argentina fue parte de una operación continental. La Operación o Plan Cóndor fue el nombre con el que se designó el plan de inteligencia y coordinación entre los servicios de seguridad de los regímenes militares del Cono Sur (Argentina, Chile, Uruguay, Brasil, Paraguay y Bolivia), con conexiones con las fuerzas militares de Perú, Ecuador, Colombia y Venezuela, y cooperación y apoyo operativo de los Estados Unidos. La Operación Cóndor constituyó una organización clandestina internacional para la práctica del terrorismo de Estado a escala continental.
La Operación Cóndor ha podido ser descubierta básicamente a partir de los documentos secretos del gobierno estadounidense desclasificados en época del presidente Bill Clinton.
Fue concebida y diseñada por el entonces coronel chileno Manuel Contreras quien en 1975, redactó un extenso documento con las proposiciones para su funcionamiento. El primer paso hacia la organización se produjo a mediados de 1975 cuando el coronel chileno Mario Jahn, viajó a Paraguay y entregó al coronel paraguayo Benito Guanes, el documento de organización del mecanismo y lo invitó a participar en la Primera Reunión de Trabajo de Inteligencia Nacional, realizada en Santiago de Chile entre el 25 de noviembre y el 1 de diciembre de 1975. En esa reunión se decidió organizar la Operación Cóndor entre los seis países del Cono Sur (Argentina, Bolivia, Brasil, Chile, Paraguay y Uruguay). Luego se sumarían, con distintos grados de compromiso, Perú, Ecuador, Colombia y Venezuela. Tuvo su centro de operaciones en Santiago de Chile y su principal coordinador fue Manuel Contreras, quien era conocido como "Cóndor Uno".
Entre decenas de secuestros y atentados contra opositores, la Operación Cóndor concretó acciones de gran resonancia pública como:
- el asesinato del excomandante en jefe del Ejército de Chile general de ejército Carlos Prats en Buenos Aires
- el asesinato del expresidente de Bolivia Juan José Torres en Buenos Aires
- el asesinato del senador uruguayo Zelmar Michelini y el diputado Héctor Gutiérrez Ruiz, también uruguayo, en Buenos Aires en 1974
- el asesinato del exministro de relaciones exteriores del gobierno chileno de Salvador Allende, Orlando Letelier y su secretaria Ronni Moffitt en Washington D. C. en 1976
- el atentado contra el exministro del Interior del gobierno del presidente chileno Eduardo Frei Montalva, Bernardo Leighton en Roma en 1975
- la colaboración argentina en el golpe de García Meza en Bolivia en 1980.

El 26 de abril de 2000 el exgobernador de Río de Janeiro Leonel Brizola sostuvo que los expresidentes del Brasil, João Goulart y Juscelino Kubitschek, fueron asesinados en el marco del Plan Cóndor, simulándose un ataque cardíaco y un accidente, respectivamente y que ello debía ser investigado.
La Fuerza Aérea Uruguaya ha reconocido oficialmente la realización de vuelos de la muerte conjuntos con el régimen militar argentino. Alrededor de 110 uruguayos fueron detenidos-desaparecidos en la Argentina entre 1976 y 1983.
El gobierno de Estados Unidos participó activamente de la Operación Cóndor. El 22 de agosto de 1978 el servicio de inteligencia estadounidense envió a sus principales embajadas en Sudamérica la siguiente advertencia:

La Operación Cóndor es un esfuerzo cooperativo de inteligencia y seguridad entre muchos países del Cono Sur para combatir el terrorismo y la subversión. Los miembros originales incluían a los servicios de inteligencia de Chile, Argentina, Uruguay, Paraguay, Brasil y Bolivia, mientras que Perú y Ecuador se integraron recientemente.

Orgánicamente, la Operación Cóndor comenzó a ser desmontada cuando cayó la dictadura argentina en 1983. Sin embargo, los contactos y los asesinatos coordinados continuaron. En abril de 1991, se puso en marcha la Operación Silencio para impedir el enjuiciamiento de los responsables.
El 31 de mayo de 2001, mientras Henry Kissinger se encontraba en París, fue notificado por el juez Roger Le Loire que debía presentarse a declarar sobre su participación en la Operación Cóndor, lo que provocó la inmediata salida del exsecretario estadounidense, de Francia. Pocos meses después, Kissinger debió cancelar una visita a Brasil, porque el gobierno no podía garantizarle inmunidad judicial.
El 22 de diciembre de 1992, se descubrió en una estación de policía de Lambaré, Asunción (Paraguay), los llamados Archivos del Terror, expedientes en los que existen constancias documentales sobre el terrorismo de Estado en el Cono Sur. Según los archivos descubiertos en Lambaré (Asunción) en 1992, el plan Cóndor causó 50 000 muertos, 30 000 desaparecidos y 400 000 presos..
En febrero de 2004, el periodista estadounidense John Dinges, publicó Operación Cóndor: una década de terrorismo internacional en el Cono Sur, donde entre otras cosas revela que los militares uruguayos intentaron asesinar al diputado estadounidense Edward Koch en 1976.

#### Operación Charly: la exportación del método «argentino» a Centroamérica

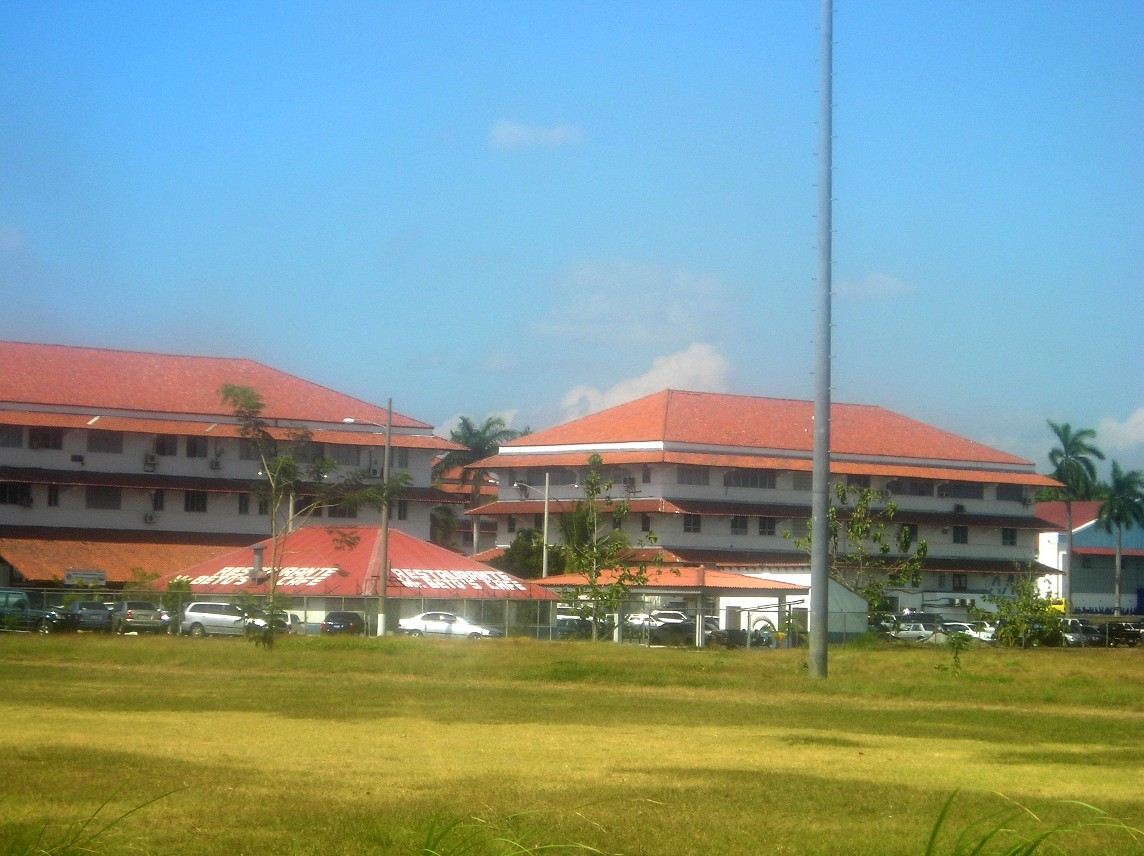
Edificios utilizados por la Escuela de las Américas en Panamá

A partir de 1979 el régimen militar argentino se comprometió activamente en desarrollar el terrorismo de Estado en Centroamérica, capacitando a fuerzas militares y paramilitares de contrainsurgencia en Nicaragua, Honduras, El Salvador y Guatemala, y exportando la experiencia argentina.
Los militares argentinos comenzaron a realizar operaciones encubiertas que la CIA ya no podía realizar bajo la administración demócrata del presidente James E. Carter y en sintonía con los grupos más conservadores norteamericanos, comenzaron a proclamar que Estados Unidos había dejado inerme al hemisferio frente al comunismo y que ellos debían cumplir ese papel.
El Operativo Centroamérica fue ejecutado a partir del grupo de militares que ya actuaban en la Operación Cóndor.

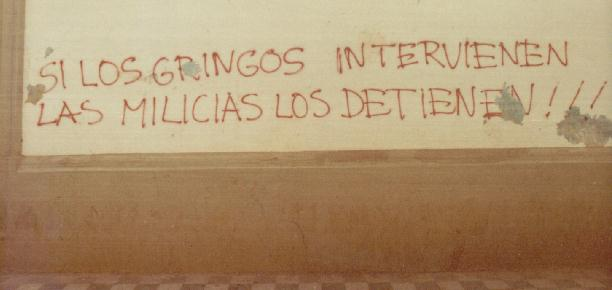
Grafiti en Nicaragua, 1980.

En 1979, se produjo el triunfo del Frente Sandinista en Nicaragua y ese mismo año el presidente de la Junta Militar argentina, el general Viola, expuso ante la XIII Conferencia de Ejércitos Americanos realizada en Bogotá, un plan de latinoamericanización del modelo terrorista estatal.
Pero será fundamentalmente el general Galtieri quien, en consonancia con el triunfo de Ronald Reagan en Estados Unidos, llevaría a la Argentina a comprometerse plenamente en la guerra Sucia Centroamericana, bajo los lineamientos estratégicos norteamericanos. Galtieri presentaba como un valor su capacidad para llevar el terrorismo de Estado hasta las últimas consecuencias tanto militar, como política y culturalmente.
Pocos días antes de asumir como presidente de la Junta Militar, Galtieri expuso en un corto discurso pronunciado en Miami, la decisión del gobierno militar argentino de constituirse en un aliado incondicional de Estados Unidos en la lucha mundial contra el comunismo:

La Argentina y los EE.UU. marcharán juntas en la guerra ideológica que está comenzando en el mundo

A principios de 1982 Estados Unidos y la dictadura argentina planearon la creación de un gran ejército latinoamericano, que sería liderado por un militar argentino, con el objetivo de invadir Nicaragua y aniquilar a los sandinistas. Paradójicamente, la guerra de las Malvinas decidida por el propio Galtieri puso fin a la intervención argentina en Centroamérica, pero el terrorismo de Estado en la región continuó hasta bien entrados los años 1990 con un saldo de cientos de miles de desaparecidos.

## Las víctimas

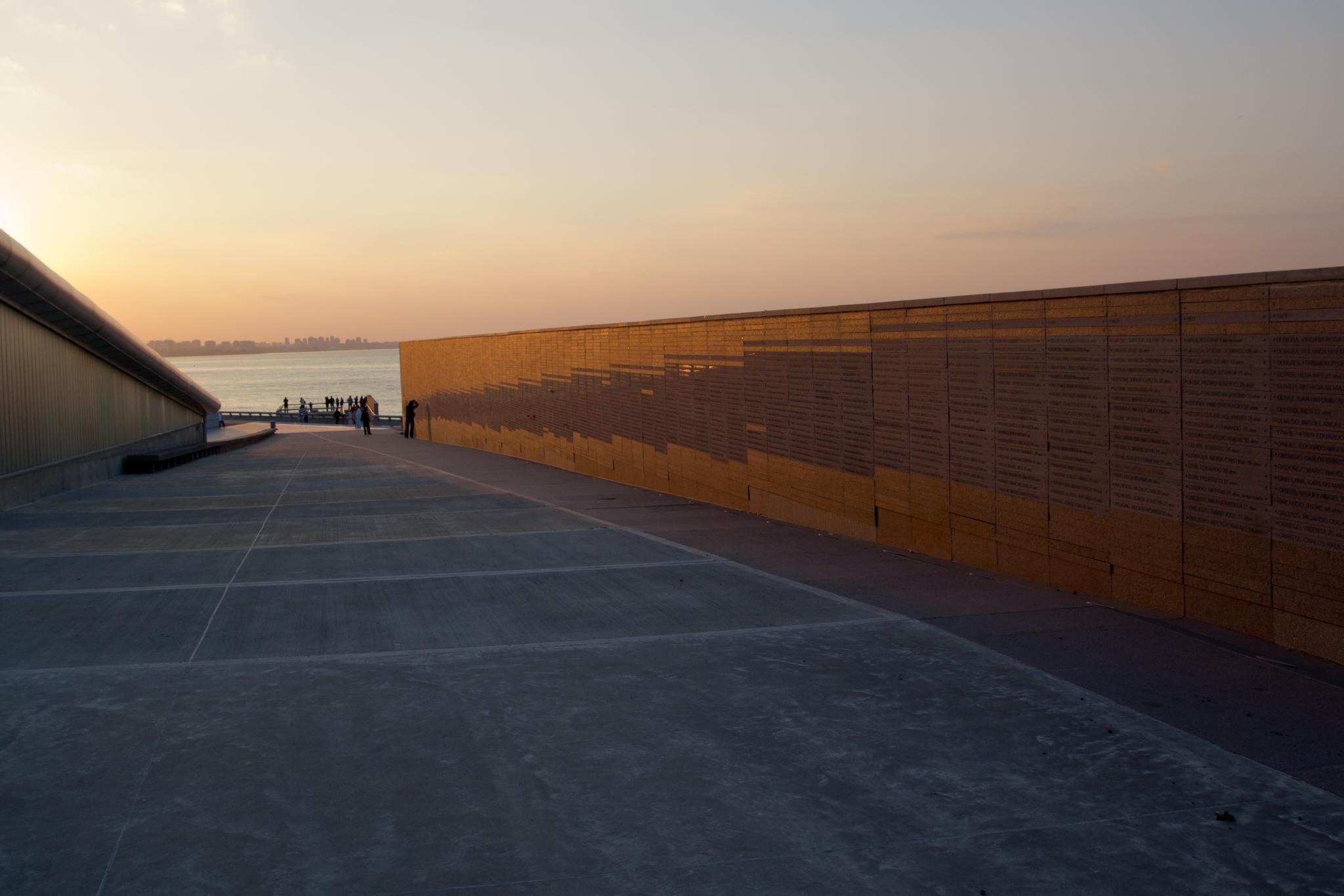
Monumento en memoria de las víctimas del terrorismo de Estado en el Parque de la Memoria de Buenos Aires.

Las personas que fueron asesinadas, desaparecidas o torturadas, así como las que debieron exiliarse provenían de todos los sectores y estratos de la población; una parte importante aunque no bien determinada estaba integrada por combatientes, pertenecientes mayoritariamente a las organizaciones guerrilleras y también, aunque en menor número, a las fuerzas militares y policiales.
El gobierno militar proclamó que el blanco de la represión era el terrorismo, pero dándole un alcance por el cual virtualmente podía comprender a cualquier persona. El general Videla declaraba en 1978 al Times de Londres que "un terrorista no es solamente alguien con un arma de fuego o una bomba, sino también alguien que difunde ideas contrarias a la civilización occidental y cristiana".
El informe Nunca Más contiene una descripción de los desaparecidos por su grupo de referencia; más de la mitad eran trabajadores; en especial fueron asesinados los sindicalistas pertenecientes a comisiones internas de fábricas, como en los casos emblemáticos de Ford y Mercedes Benz. En muchos casos las familias de obreros y obreras desaparecidas no habían hecho la denuncia, como quedó en evidencia en el juicio contra el Grupo de Tareas n.º 5 que actuó en las zonas industriales de Berisso, Ensenada y La Plata. Entre las personas torturadas, desaparecidas y asesinadas existe una importante cantidad de adolescentes; en este caso es emblemático el secuestro y desaparición del grupo de adolescentes conocido como la Noche de los Lápices, así como los alumnos desaparecidos en la Escuela Carlos Pellegrini que documenta el filme Flores de septiembre o la del militante comunista Floreal Edgardo Avellaneda. También fueron detenidos-desaparecidos y asesinados personas discapacitadas, ancianas, sacerdotes y monjas (como la Masacre de San Patricio de los padres palotinos, o de las Monjas Francesas Léonie Duquet y Alice Domon), sindicalistas (como Oscar Smith o Jorge Di Pascuale), periodistas (como Julián Delgado o Rafael Perrotta), artistas (como Miguel Ángel Estrella, Francisco Tenório Júnior, Raymundo Gleyzer, Héctor Oesterheld o Haroldo Conti), militares (como Bernardo Alberte), deportistas (como la jugadora de hockey Adriana Acosta), abogados (como el laboralista Norberto Centeno o de derechos humanos, como Sergio Karakachoff), etc. En algunos casos se trataban de familiares o simplemente personas nombradas por otros detenidos sometidos a tortura; en algunos casos se trató de funcionarios que simpatizaban con el régimen militar como Elena Holmberg o Héctor Hidalgo Solá; en otros casos se trató de simples casos de robo y extorsión como con el empresario Fernando Branca, o de intentos de ocultar errores como en el caso de la adolescente sueca Dagmar Hagelin y del pianista brasileño Francisco Tenório Júnior. Entre las víctimas notables también se encuentran las madres fundadoras de la Asociación Madres de Plaza de Mayo Azucena Villaflor, Esther Ballestrino y María Ponce.
También se ha dado a conocer que al menos 400 personas fueron detenidas-desaparecidas a causa de su orientación o su identidad sexual LGBTI (lesbiana, gay, transexual, bisexual, intersexual). Estos casos a su vez fueron intencionalmente excluidos del Nunca más.
En cuánto al momento en que terminaron las detenciones ilegales y asesinatos, la última constancia de una persona desaparecida con vida es el caso de la delegada sindical marplatense Cecilia Viñas, que aún estaba con vida en febrero de 1984 y se comunicó varias veces con su familia desde su lugar de cautiverio, cuando Raúl Alfonsín ya era presidente.

### Los niños desaparecidos-secuestrados
Un caso especial de víctimas son los  niños desaparecidos-secuestrados, entregados a familias que, con o sin conocimiento de esa circunstancia, sirvieron para convalidar la sustracción de identidad, y que en algunos casos fueron cómplices del asesinato de sus padres. Existe la certeza de que la mayoría de esos niños siguen con vida y para encontrarlos un grupo de abuelas y abuelos de detenidos-desaparecidos crearon la organización Abuelas de Plaza de Mayo, dirigida por Estela de Carlotto. Desde que se estableció la democracia en 1983 y hasta agosto de 2023, las Abuelas habían encontrado a 133 de esos niños desaparecidos. Las Abuelas de Plaza de Mayo estiman que fueron secuestrados y privados de su identidad alrededor de 500 niños que hoy ya son adultos y enfrentan dificultades psicológicas sumamente complejas debido a que las personas a quienes consideraban sus padres, en quienes naturalmente confiaban, les habían negado su identidad y origen, y en algunos casos fueron cómplices o conocieron a los asesinos de sus padres biológicos.

### Los conscriptos desaparecidos durante la dictadura
Durante la dictadura militar, más de cien jóvenes fueron secuestrados y desaparecidos, mientras cumplían con el servicio militar obligatorio, los mandos militares los declararon desertores en ese entonces.
El 29 de marzo del 2010, se realizó una ceremonia en honor de los soldados desaparecidos en la dictadura. Fue presidido por la ministra de Defensa Nilda Garre y se colocó una placa con los nombres de dichos soldados, en la plaza de armas del Edificio Libertador. Ante los familiares de los conscriptos, la ministra señaló «Lo importante era corregir los legajos y explicar que esas personas están desaparecidas, pero dejando el falso testimonio de que eran “desertores” como prueba de la ignominia». En su discurso, Sara Steimberg agradeció a la ministra «por este acto que nunca imaginé ni en mis mejores sueños». Sara era madre del soldado conscripto Luis Steimberg quien desapareció junto con Luis Daniel García mientras cumplían el servicio militar en 1976. Ambos eran militantes de la Federación Juvenil Comunista y luego de ser torturados fueron arrojados al mar.

### Cantidad de víctimas

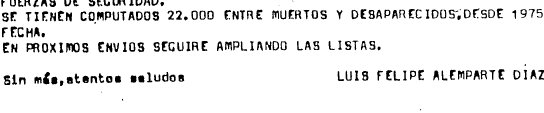
El agente secreto chileno Arancibia Clavel informa que se habían computado 22 000 muertos y desaparecidos desde 1975 hasta 1978 (ver documento completo con la individualización de 70 casos)

En la cultura popular se ha establecido el número de 30 000 desaparecidos, suma que es sostenida por las organizaciones de derechos humanos, las fuerzas políticas de izquierda y centro-izquierda, las organizaciones estudiantiles y los sindicatos, a las que pertenecían la mayor parte de las víctimas. La inteligencia militar argentina estimó, entre muertos y desaparecidos, 22 000 víctimas entre 1975 y mediados de 1978. Por su parte, la Secretaría de Derechos Humanos de Argentina, sobre la base de las personas que percibieron indemnizaciones del Estado hasta 2003, tiene registradas 13 000 personas que fueron víctimas del terrorismo de Estado en lo que respecta al cálculo de dichas indemnizaciones. La CONADEP en 1984 seleccionó 9089 casos de desapariciones forzadas. En el monumento a las víctimas del terrorismo de Estado ubicado en el Parque de la Memoria de la Ciudad de Buenos Aires se habían colocado hasta abril de 2016 los nombres de 8805 personas.
Otro indicador de cantidad fueron los habeas corpus presentados para obtener la libertad de personas detenidas ilegalmente. Solo en la Capital Federal, con una población de aproximadamente el 10 % del total del país, se presentaron entre 1976 y 1983, la cantidad de 8335 habeas corpus, sin contar las reiteraciones. También fueron contabilizados unos 12 000 detenidos-desaparecidos que luego de estar mantenidos en centros clandestinos "a disposición del P.E.N." (Poder Ejecutivo Nacional, era una categoría que permitía mantener a la gente incomunicada en cárceles, sin acusación formal ni juicio, y por tiempo indeterminado), fueron legalizados y posteriormente liberados por la presión internacional.
Existen abundantes evidencias de que el gobierno militar llevaba detallados registros de los detenidos-desaparecidos y la suerte que corrieron, que no han podido ser hallados. Un informe del agente secreto chileno Enrique Arancibia Clavel (fue jefe de la policía secreta chilena en Buenos Aires), cuyo nombre clave era Luis Felipe Alemparte Díaz, fue hallado por John Dinges en 2002 entre más de 1500 hojas que le habían sido confiscadas por los jueces federales argentinos en 1978 y que permanecieron guardadas entre los archivos del tribunal desde entonces. Al final de su informe, realizado en julio de 1978, el informa que el Ejército Argentino tenía computados hasta ese momento 22 000 muertos y desaparecidos. El documento dice textualmente:

Adjunto lista de todos los muertos durante el año 1975. La lista va clasificada solamente por mes.  Es decir, en estas listas van tanto los muertos "oficialistas" como los "no oficialistas". Este trabajo se logró conseguir en el Batallón 601 de Inteligencia del Ejército, sito en Callao y Viamonte de esta Capital, que depende de la Jefatura II Inteligencia Ejército del Comando General del Ejército y del Estado Mayor del Ejército. Estas listas corresponden al Anexo 74888,75/A1.E.A. y el Anexo 74889,75/id Los que aparecen NN son aquellos cuerpos imposibles de identificar, casi en un 100% corresponden a elementos extremistas eliminados "por izquierda" por las fuerzas de seguridad. Se tienen computados 22 000 entre muertos y desaparecidos, desde 1975 a la fecha. En próximos envíos seguiré ampliando las listas.

El Informe de Néstor Perlongher de 1983, sobre represión de personas gay y trans, da cuenta de 15.000 personas detenidas entre 1976 y 1982, solamente en la cárcel de Devoto. La Conadep, adicionalmente, decidió no contabilizar al menos 400 personas desaparecidas, por causas relacionadas con su orientación homosexual o su género trans.

#### Polémicas, negacionismo y campañas de odio
Algunas personas, sectores y expresiones en redes sociales argentinas, niegan que hayan existido violaciones sistemáticas de derechos humanos en Argentina, cuestionan la magnitud de las mismas, la justifican o banalizan con diversos argumentos, o sostienen que se trataron de «excesos», en algunos casos mediante expresiones de odio. Un tema recurrente de estas actitudes está relacionada con la negación puntual de la tradicional expresión «30.000 desaparecidos», cuestionando el número, aunque sin especificar si el cuestionamiento cuantitativo se refiere a todas las personas fueron detenidas-desaparecidas o secuestradas en aquellos años, o sólo las que fueron asesinadas y cuyos cadáveres fueron hechos desaparecer. Estas corrientes polémicas y de negación del terrorismo de Estado, han aparecido también en otros países latinoamericanos, como en Guatemala.
Una de las primeras expresiones públicas de estas corrientes correspondió a la actriz y política Elena Cruz, quien desde una perspectiva favorable al dictador Jorge Rafael Videla y a los demás condenados por crímenes de lesa humanidad, afirmó en 2003 que la cifra de 30 000 desaparecidos era falsa y que «solo habían desaparecido 2400 personas».
En 2009, el exguerrillero montonero Luis Labraña, opinó que los militares encarcelados en Campo de Mayo sin ninguna condena judicial respalda su encarcelamiento eran «presos políticos», afirmó que «cuando en los Países Bajos se decide darle una mano a las Madres de Plaza de Mayo, estaba Hebe de Bonafini, se formaba la organización Solidaridad con las Madres Argentinas y para pedir el subsidio, ellas habían llevado la cifra de 3800 desaparecidos con sus nombres. La gente de Holanda dijeron que era poco que era necesario llamar la atención pública. Ahí surgió la cifra de 30 000». Labraña también sostiene que en Argentina no hubo terrorismo de Estado en las décadas de 1970 y 1980, sino un «enfrentamiento de dos campos patrióticos».Según el periodista y abogado especialista en derechos humanos Pablo Llonto, Labraña miente ya que no hay registros de su participación en los dos viajes a Holanda por parte de Madres de Plaza de Mayo en 1979.Llonto además sostiene que la cifra de 30.000 es anterior a dichos viajes, y cita en su apoyo una nota de El País del 24 de enero de 1978, en la que aparece efectivamente ese número
Las organizaciones de derechos humanos y diversos sectores sociales y académicos han criticado esta tendencia a focalizar el debate en el recuento de las personas que fueron víctimas del terrorismo de Estado, como una forma de negacionismo que utiliza el mismo mecanismo de cuestionamiento de la cifra de 6 millones de personas asesinadas que caracteriza al negacionismo del Holocausto.
El 26 de enero de 2016 el espacio Margen del Mundo, dirigido por el periodista Luis Majul publicó que el ministro de Cultura de la Ciudad de Buenos Aires Darío Lopérfido, perteneciente a Cambiemos, había dicho «En Argentina no hubo 30 000 desaparecidos, se arregló ese número en una mesa cerrada». Lopérfido luego declaró que sus dichos había sido sacados de contexto por Margen del Mundo,
pero el hecho desencadenó un fuerte debate público, sobre el negacionismo del terrorismo de Estado en Argentina, en el que incluso se pronunciaron exigiendo la renuncia del funcionario, personalidades internacionales como Joan Manuel Serrat, Chico Buarque y Silvio Rodríguez.
El 11 de agosto de 2016 el entonces presidente de la Nación Mauricio Macri, opinó sobre el debate en un reportaje concedido a la empresa estadounidense BuzzFeed, afirmando que «no tenía idea» si habían sido 9000 o 30 000 los desaparecidos y sosteniendo que es «una discusión que no tiene sentido»:

-Periodista: ¿Fueron 30 000?
-Mauricio Macri: No tengo idea. Es un debate en el que no voy a entrar, si son 9000 o 30 000, si son los que están anotados en un muro o si son más. Es una discusión que no tiene sentido.

Bajo la presidencia de este último, la Secretaría de Derechos Humanos elaboró un informe con una nómina de 7010 personas desaparecidas. El informe no contaba a los sobrevivientes, torturados, detenidos ilegalmente, exiliados, ni a los niños secuestrados, y el propio secretario de Derechos Humanos, Claudio Avruj, afirmó que «30 000 es una “construcción simbólica”». El informe fue tomado como parte de «una campaña de bastardeo y desprestigio» por parte del gobierno en contra de las organizaciones de derechos humanos.
Las redes sociales también han sido un ámbito para la proliferación de mensajes de cuestionamiento, negacionismo y odio relacionados con el terrorismo de Estado en Argentina.
Durante los debates televisados correspondientes a la campaña electoral de 2023, el candidato presidencial Javier Milei afirmó que "no fueron 30.000 los desaparecidos, sino 8.753", sin precisar la fuente de la que habría obtenido dicha información y dicho número exacto.

## Autores, facilitadores e involucrados

### Autores de crímenes de lesa humanidad
La violación de derechos humanos en Argentina entre 1976 y 1983 fue parte de un plan de represión sistemática decidido en los más altos niveles de la dictadura cívico-militar.
La estructura para la ejecución directa de la represión ilegal se organizó fundamentalmente a través de «grupos de tareas», «centros clandestinos de detención», equipos de interrogación y tortura, y equipos de exterminio y desaparición de cadáveres. Estos equipos a menudo estaban vinculados y actuaban en el ámbito de las zonas y subzonas militares y bajo órdenes de sus respectivos jefes.
Los equipos de represión ilegal estaban integrados por personal de las tres fuerzas armadas, policía, prefectura, médicos, sacerdotes y en algunos casos personal paramilitar. Adicionalmente altos directivos de empresas privadas y dependencias públicas, así como directores y profesores de colegios y universidades, colaboraron activamente con los mecanismos ilegales de represión.
En algunas zonas y subzonas militares, paradigmáticamente en Córdoba y Tucumán, los jefes militares dieron la orden de que todo el personal militar se viera comprometido directamente en la violación de derechos humanos.
En Argentina, como en otros casos de violaciones masivas de derechos humanos, se produjo un debate sobre el alcance y gravedad de la responsabilidad penal para los autores directos, en relación con el lugar que cada uno ocupaba en la cadena de mando. En total se calcula que 1180 policías, militares y civiles fueron autores directos de crímenes de lesa humanidad.
Por circunstancias diversas la identidad de algunos represores ha tomado un mayor estado público:

#### Las Juntas Militares y presidentes

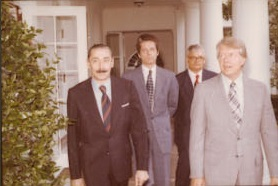
Jorge Rafael Videla en la Casa Blanca junto al presidente de los Estados Unidos Jimmy Carter en 1977

El Proceso de Reorganización Nacional era conducido por la Junta Militar de Gobierno de la que dependía un presidente. En los siete años que duró se sucedieron cuatro juntas; solo en la última el presidente no perteneció nunca a la Junta.
- 1976-1979: Jorge Rafael Videla, Emilio Eduardo Massera y Orlando Ramón Agosti
- 1979-1981: Roberto Eduardo Viola, Armando Lambruschini y Omar Domingo Rubens Graffigna
- 1981-1982: Leopoldo Fortunato Galtieri, Basilio Lami Dozo y Jorge Isaac Anaya
- 1982-1983: Cristino Nicolaides, Rubén Franco y Augusto Jorge Hughes; presidente Reynaldo Benito Bignone

Una vez establecida la democracia el presidente Raúl Alfonsín ordenó el Juicio a las tres primeras Juntas, que se realizó en 1985, en el que resultaron condenados Videla, Massera, Agosti, Viola y Lambruschini. Luego se vieron beneficiados por los indultos realizados por Carlos Menem en 1990.
Con posterioridad han sido nuevamente enjuiciados por otros delitos como los relacionados con los robos de bebés, delito no alcanzado por los indultos. Algunos de ellos también han sido procesados en España por delitos de terrorismo y genocidio; en 2006 su extradición aún estaba pendiente.
Los miembros de la última junta y el último presidente han sido procesados por la redacción del llamado Documento Final sobre la Lucha contra la Subversión y el Terrorismo de la destrucción de documentos sobre desaparecidos y la sanción de una ley de autoamnistía, debido a que ello ha encubierto el secuestro de niños.

#### Los jefes de Zona, Subzona y Área

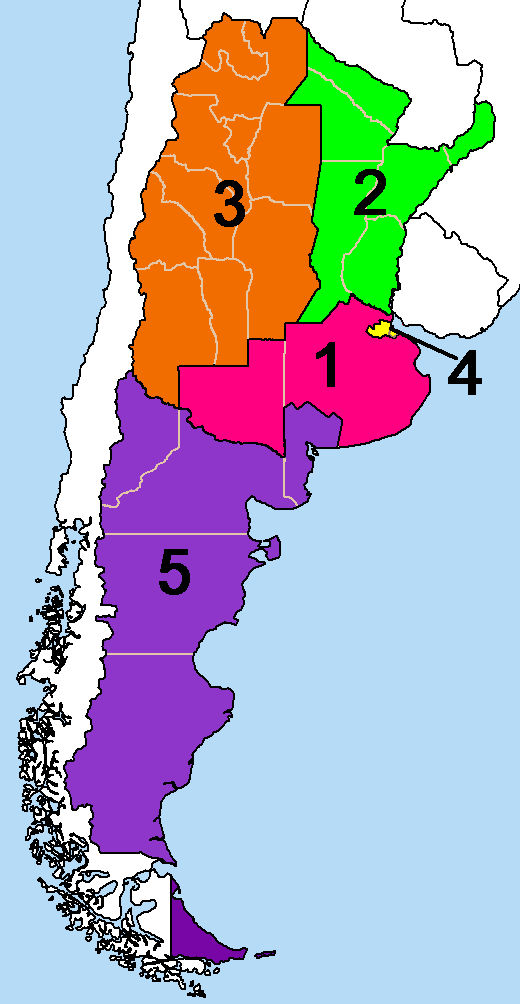
Zonificación militar de Argentina 1975-1983

El país se había dividido en 5 zonas militares, correspondientes a los cinco cuerpos en que se dividía el Ejército. Al comandante de cada cuerpo del Ejército le correspondía hacerse cargo de la zona. Cada zona estaba dividida a su vez en subzonas y áreas. Cada uno de los jefes de zona, subzona y área tenía mando directo para la represión ilegal en su jurisdicción. Por ejemplo, la Ciudad de Buenos Aires era una subzona, ubicada dentro de la Zona 1; a su vez la subzona Ciudad de Buenos Aires, estaba dividida en 6 áreas.
Los jefes de zona y subzona actuaban con total autonomía. Su capacidad para tomar decisiones que implicaran violaciones de derechos humanos era absoluta. El general Martín Balza los definió como «señores de la guerra… verdaderos señores feudales…».
Fueron, en algún momento, jefes de zona los siguientes generales:
- Zona de Defensa 1: Rodolfo Eugenio Cánepa, Carlos Guillermo Suárez Mason, Leopoldo Fortunato Galtieri, José Montes, Antonio Domingo Bussi, Cristino Nicolaides y Juan Carlos Trimarco.[138]
- Zona de Defensa 2: Ramón Genaro Díaz Bessone, Leopoldo Fortunato Galtieri, Luciano Adolfo Jáuregui y Juan Carlos Trimarco.[139]
- Zona de Defensa 3: Luciano Benjamín Menéndez, José Antonio Vaquero, Antonio Domingo Bussi, Cristino Nicolaides y Eugenio Guañabens Perelló.[140]
- Zona de Defensa IV: Santiago Omar Riveros, José Montes, Cristino Nicolaides y Reynaldo Bignone.[141]
- Zona de Defensa 5: Osvaldo René Azpitarte, José Antonio Vaquero, Abel Teodoro Catuzzi, José Rogelio Villarreal y Osvaldo Jorge García.[142]

El general Balza ha declarado que estos militares «son de los pocos que pueden saberlo todo».

#### Represores conocidos

##### Alfredo Astiz
Alfredo Astiz es el caso más emblemático de la represión ilegal. Era capitán de la Armada Argentina y perteneció al Grupo de Tareas de la Escuela de Mecánica de la Armada. Se infiltró entre las Madres de Plaza de Mayo simulando ser familiar de desaparecidos. Actuó como secuestrador de las Madres de Plaza de Mayo, de las monjas francesas Léonie Duquet y Alice Domon, de la adolescente argentino-sueca Dagmar Hagelin, entre otros casos de trascendencia mundial. Se vio beneficiado por las leyes de Punto Final y Obediencia Debida. Luego de anuladas, en 2003, fue procesado y detenido en 2006. En Francia fue condenado en ausencia a prisión perpetua. En enero de 1998 la periodista Gabriela Cerruti le realizó una histórica entrevista publicada por la revista Tres Puntos, donde reconoce las secuestros, los centros clandestinos de detención, las ejecuciones ilegales, la infiltración en las Madres de Plaza de Mayo, declara que no sintió arrepentimiento y amenaza con una respuesta violenta militar si continuaban las investigaciones:

Igual, te digo, que no nos sigan acorralando, porque no sé cómo vamos a responder. Están jugando con fuego. Es como si Cassius Clay entra a tu casa y te pega, un día, dos, tres, al final te cansás, y aunque seas más chico le partís una silla en la cabeza. Igual, no somos más chicos. Las fuerzas armadas tienen quinientos mil hombres técnicamente preparados para matar. Yo soy el mejor de todos.
Alfredo Astiz

##### Miguel Etchecolatz
Miguel Etchecolatz es un expolicía que fue la mano derecha del exgeneral de brigada Ramón Camps, jefe de policía de la provincia de Buenos Aires. Fue el responsable directo del operativo de la Noche de los Lápices. Inicialmente fue condenado a 23 años de prisión como responsable de haber ejecutado 91 tormentos pero la Corte Suprema anuló la sentencia por aplicación de la Ley de Obediencia Debida. Fue condenado y cumplió una condena de siete años por la supresión de identidad de un hijo de desaparecidos. En 2006 fue enjuiciado nuevamente y condenado a reclusión perpetua.

##### Jorge Eduardo Acosta
Jorge Eduardo Acosta, conocido como «el Tigre», era un capitán de corbeta jefe del grupo de tareas 3.3.2 que funcionaba en la Escuela Superior de Mecánica de la Armada (ESMA) y de ese centro clandestino de detención. Era quien tomaba las decisiones sobre tortura y muerte en la ESMA. En particular fue quien tomó la decisión de arrojar al río al grupo de monjas francesas Duquet y Domon y las madres de Plaza de Mayo Villaflor, Ballestrino y Ponce, así como la muerte de Dagmar Hagelin. Está procesado por delitos contra la humanidad en Italia y España. Con la anulación de la Ley de Obediencia Debida se reabrieron las causas en las que está involucrado.

##### Julio Simón
Julio Simón, el Turco Julián, fue un integrante de la Policía Federal Argentina que actuaba como torturador en el CCD el Olimpo. En El Olimpo llevaba una cruz esvástica como llavero. Está condenado por el secuestro de niños y torturas.

##### Ramón Camps

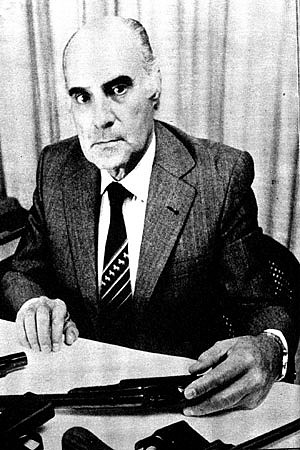
Ramón Camps

El general de brigada Ramón Camps estuvo a cargo de la Policía de la provincia de Buenos Aires. Tuvo bajo su dirección varios de los centros clandestinos de detención (CCD) ubicados en la provincia. Entre los casos en los que intervino se encuentran el Caso Timerman y la Noche de los lápices. Se caracterizó por su antisemitismo acérrimo. Fue condenado a la pena de 25 años de prisión hasta que fue indultado en 1990. Murió en 1994.

##### Raúl Guglielminetti
Raúl Guglielminetti, alias «Mayor Guastavino», fue un agente de inteligencia perteneciente al Batallón 601 que ha sido relacionado con múltiples actividades criminales clandestinas. A partir de 1978 condujo el Grupo de Tareas Exterior (GTE) que organizó la colaboración del régimen militar argentino con la guerra sucia en Centroamérica, conocida como Operación Charlie. Fue integrante de la denominada «Banda de Aníbal Gordon», fue relacionado con el secuestro del empresario Osvaldo Sivak en 1985, y ha sido vinculado al tráfico de armas y de drogas.

##### Ricardo Miguel Cavallo
Este represor argentino, prófugo de la justicia, llegó a México, ocupando el cargo de director general de Registro Nacional de Vehículos. En el año 2000, fue detenido en el aeropuerto internacional de la ciudad de Cancún, Quintana Roo, y permaneció en prisión hasta que fue autorizado su traslado a España. Actualmente, se encuentra extraditado, de regreso a Buenos Aires, Argentina, donde sigue su proceso judicial.

#### Empresarios y empresas

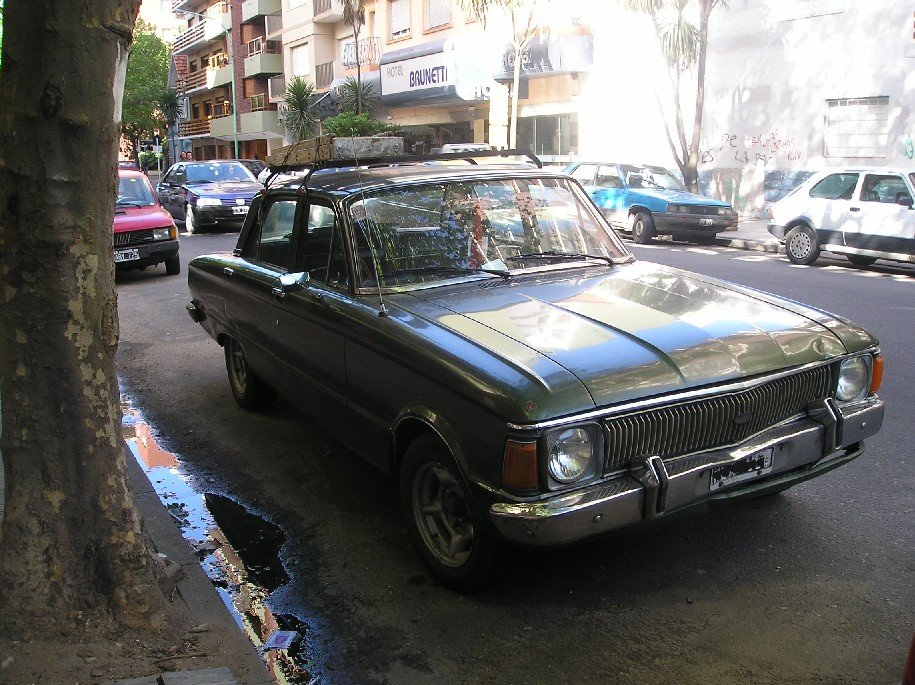
El Falcon verde, usado habitualmente en los secuestros, se convirtió en un símbolo de la represión ilegal

También hubo algunas empresas cómplices de crímenes de lesa humanidad. Se habla de la participación de altos directivos de las siguientes empresas: Ford, Mercedes Benz, Acindar, Dálmine Siderca, Ingenio Ledesma, y Astarsa.
Victoria Basualdo, de la Universidad de Columbia, investigó la complicidad entre grandes empresas y fuerzas armadas. Encontró seis empresas en las que fueron secuestrados y torturados decenas de representantes sindicales, muchas veces detenidos dentro de las empresas y trasladados a centros clandestinos de detención (CCD) en vehículos provistos por las empresas. En el caso de Dálmine Siderca, se había instalado un CCD al lado de la fábrica, a la que se comunicaba por una puerta. En el caso de Acindar ya durante el gobierno peronista de María Estela Martínez de Perón en 1975 se instaló dentro mismo de la empresa un centro de detención e interrogatorios
por parte de la Policía Federal.
La jueza Alicia Vence tuvo a su cargo la investigación de los actos de terrorismo de Estado cometidos en instalaciones y con la participación de autoridades de las empresas Ford y Mercedez Benz, esta última dirigida entonces por el excorredor de carreras Juan Manuel Fangio, involucrado en los actos por los testigos. En 2015 la investigación fue elevada para que se realizara el juicio oral contra los acusados. En 2017 fue elevada a juicio la Causa Ford por delitos de lesa humanidad en Argentina.

##### José Alfredo Martínez de Hoz
José Alfredo Martínez de Hoz, presidente de la empresa metalúrgica Acindar, quien fuera ministro de Economía entre 1976 y 1980, fue enjuiciado penalmente en el caso del secuestro de los empresarios Federico y Miguel Gutheim, propietarios de la algodonera SADECO. Martínez de Hoz había viajado a Filipinas donde un grupo chino le habría solicitado intervenir para que los empresarios argentinos cumplieran un contrato comercial de dos millones y medio de dólares. Los Gutheim (padre e hijo) fueron secuestrados poco después de que Martínez de Hoz volviera de Filipinas, y durante su secuestro fueron llevados en dos oportunidades a negociar con los acreedores chinos y en una oportunidad a reunirse con el ministro. En 1990 Martínez de Hoz fue indultado por el presidente Carlos Menem. El 4 de septiembre de 2006 un juez declaró la nulidad del indulto y reabrió el caso que finalmente fue cerrado al fallecer el acusado.

#### Religiosos de la Iglesia católica
Se encuentra probada la participación directa de religiosos católicos en la comisión de crímenes de lesa humanidad. La periodista Miriam Lewin testimonió que mientras era trasladada encadenada y encapuchada en la La Esma, donde se encontraba detenida-desaparecida, pudo ver fugazmente a una persona con ropa de obispo o arzobispo.
Uno de los campos de concentración de la Marina era una Casa de Ejercicio Espirituales de la Iglesia católica en el Delta del Paraná. La Iglesia ha sostenido que no conocía lo que allí sucedía porque le habían vendido el inmueble a la Marina.
En el libro El Vuelo, se incluye el siguiente diálogo en el que el represor Adolfo Scilingo relata como fue aconsejado por el capellán de la ESMA para proceder a eliminar a los detenidos-desaparecidos mediante los vuelos de la muerte:

Al día siguiente no me sentía muy bien y estuve hablando con el capellán de la Escuela, que le encontró una explicación cristiana al tema. No sé si me reconfortó, pero por lo menos me hizo sentir mejor.

—¿Cuál fue la explicación cristiana?

—No me acuerdo bien, pero me hablaba de que era una muerte cristiana, porque no sufrían, porque no era traumática, que había que eliminarlos, que la guerra era la guerra, que incluso en la Biblia está prevista la eliminación del yuyo del trigal. Me dio cierto apoyo.

Christian Von Wernich es un caso paradigmático. Es un sacerdote católico, que se desempeñó como capellán de la Policía de la provincia de Buenos Aires y solía visitar los centros clandestinos de detención, y fue condenado a cadena perpetua en 2007 por secuestros, torturas y homicidios que se consideraron delitos de lesa humanidad.

#### Funcionarios estadounidenses
Documentos secretos desclasificados del gobierno de los Estados Unidos han revelado que Henry Kissinger sabía de los crímenes de lesa humanidad que se cometían en Argentina, que amparó deliberadamente a la dictadura militar para evitar que la presión internacional pudiera evitar las violaciones de derechos humanos, y que le recomendó al gobierno argentino asesinar a los opositores antes de que asumiera el presidente James Carter.

### Colaboracionistas
A partir de la Segunda Guerra Mundial se ha definido como colaboracionistas a aquellas personas que colaboran con las fuerzas de ocupación que cometen crímenes de lesa humanidad, los justifican y comparten su ideología.
En esta situación se encuentran varias personas y organizaciones que colaboraron activamente con el gobierno militar aún sin cometer ellos mismos crímenes de lesa humanidad.

#### Empresas y empresarios
La participación del sector empresario en el Proceso de Reorganización Nacional fue amplia, aterrados por el curso de la violencia de izquierda que amenazaba la paz social necesaria para llevar a cabo sus actividad. En algunos casos muchos empresarios simplemente aprovecharon la ausencia de estado de derecho para desconocer los derechos laborales. Muchos empresarios y empresas colaboraron más activamente con la dictadura, justificando y dando apoyo técnico al gobierno, y haciendo caso omiso de las violaciones de derechos humanos, aún conociendo su existencia.
En primer lugar, la colaboración empresaria con el golpe de Estado se organizó a través de la Asamblea Permanente de Entidades Gremiales Empresarias (APEGE). La APEGE fue fundada en agosto de 1975, pocos meses antes del golpe, por las principales asociaciones empresariales, con un fin claramente desestabilizador del gobierno democrático y de creación de una instancia única de diálogo con las Fuerzas Armadas. El 16 de febrero de 1976 organizó una huelga empresaria que es considerada como el inicio de la cuenta regresiva del golpe.
La APEGE estaba integrada por el Consejo Empresario Argentino (CEA), la Sociedad Rural Argentina, la Cámara Argentina de Comercio, la Asociación de Bancos Argentinos (ADEBA), y la mayoría de las cámaras patronales sectoriales.
Las organizaciones empresariales apoyaron abierta y explícitamente al gobierno militar. José Alfredo Martínez de Hoz, presidente del Consejo Empresario Argentino (CEA), fue ministro de Economía. El gobierno militar le entregó la Secretaría de Ganadería a la Sociedad Rural Argentina, representada por Jorge Zorreguieta (el padre de Máxima Zorreguieta) activo lobista de la SRA y activista de la APEGE.
El presidente de la Sociedad Rural Argentina, Celedonio Pereda, dijo el 31 de julio de 1977:

El proceso de moralización iniciado en marzo de 1976 se nota en todos los niveles del cuerpo social. Es indudable que cuando las autoridades dan el ejemplo con su actitud de austeridad, ecuanimidad y sobrio uso del poder promueven la emulación y el respeto de todos.

El gobierno militar le entregó el Banco Central a la Asociación de Bancos Privados de Capital Argentino (ADEBA). El presidente de ADEBA, Narciso Ocampo, dijo ante la Asamblea de Gobernadores del Banco Interamericano de Desarrollo de 1976:

La intervención de las Fuerzas Armadas el 24 de marzo de 1976 pone fin a un período histórico argentino. Se abre así una etapa de promisorias perspectivas ya que, cualquiera sea su evolución y resultados finales, el solo hecho de que se apunte al ordenamiento social y económico y se restituya el principio de autoridad, constituye un vuelco indiscutiblemente positivo.

El amplio apoyo que el sector empresario brindó al golpe de Estado se vio claramente en la reacción del mercado financiero. La Bolsa reabrió sus actividades el 5 de abril de 1976 con un aumento de las acciones de 250% en una sola jornada.
Más recientemente, el 21 de agosto de 2005, el presidente de la Sociedad Rural Argentina, Luciano Miguens, en un acto público expresó su solidaridad con Juan Carlos De Marchi, un dirigente ruralista que fue Jefe de Inteligencia del Área Militar 2.3.1, que fue procesado y detenido por delitos de lesa humanidad durante la dictadura. Los socios de la entidad empresaria le brindaron su apoyo con un aplauso cerrado.

#### Funcionarios civiles
Entre los funcionarios civiles se encuentran los funcionarios civiles del gobierno militar que no cometieron ellos mismos crímenes de lesa humanidad. Algunos de esos funcionarios han sido muy conocidos como Domingo Cavallo, Roberto Alemann, Oscar Camilión, Alberto Natale, Américo Ghioldi, etc.
Un caso paradigmático de «condena social» es el de Jorge Zorreguieta, padre de la reina Máxima de Holanda lobista empresario de la Sociedad Rural Argentina quien llegó a ser Secretario de Agricultura durante la dictadura, a quien el gobierno neerlandés le impuso restricciones para estar presente en actos públicos debido a su condición de exfuncionario del régimen militar.

#### Medios de comunicación e intelectuales

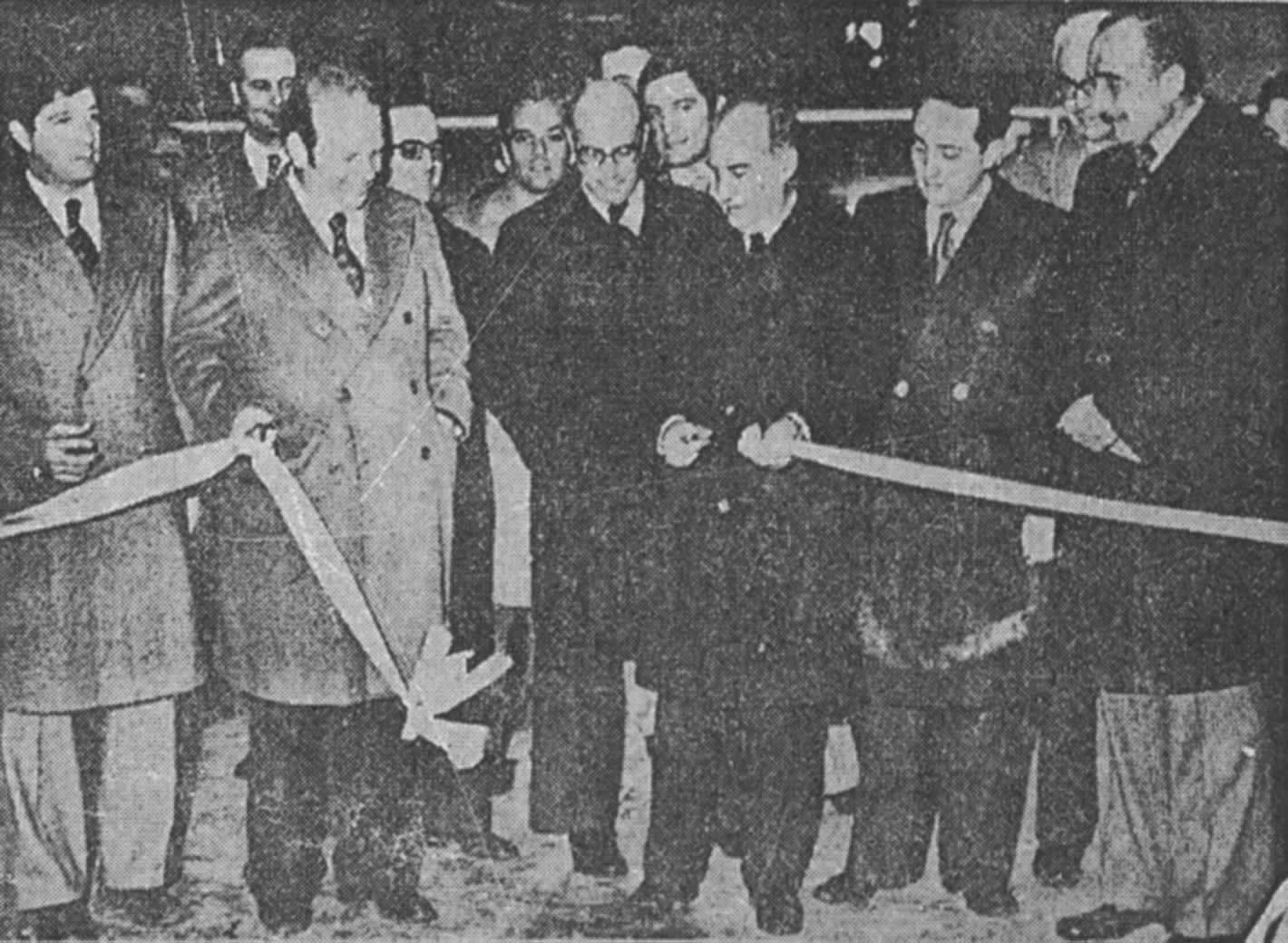
Bartolomé Mitre IV, director del diario La Nación y Héctor Magnetto, director del diario Clarín, inaugurando en 1978 la planta de Papel Prensa, que tenían en copropiedad con el Estado, empresa monopólica de papel para diarios.

En términos generales puede decirse que, en mayor o menor medida, los medios gráficos padecieron la censura y también la autocensura y colaboraron con el régimen militar, encubriendo los crímenes y justificando su proceder, como los casos de los grandes periódicos Clarín (bajo la direcciòn de Ernestina Herrera de Noble, la suprevisión de Rogelio Julio Frigerio y la gerencia general de Héctor Magnetto) y La Nación (dirigido por Bartolomé Mitre), la revista Gente (dirigida por Samuel Chiche Gelblung), el diario La Opinión, La Voz del Interior o El Día. Otros, como el diario La Tarde, creado el 16 de marzo de 1976 por Jacobo Timerman y dirigido por su hijo Héctor Marcos Timerman, azuzaron el golpe. El diario La Nueva Provincia de Bahía Blanca dirigido por Diana Julio de Massot, de donde fueron secuestrados yposteriormente asesinados los delegados sindicales Enrique Heinrich y Miguel Ángel Loyola, fue denunciado por la participación de sus autoridades en los crímenes.
Los diarios La Nación y Clarín, inauguraron junto a la dictadura, la planta monopólica Papel Prensa, incrementando su participación accionaria a costa del Grupo Graiver cuyos miembros habían sido detenidos-desaparecidos por el propio gobierno militar. Ambos diarios acordaron también con la dictadura no permitir que otros diarios formen parte de la empresa.
También colaboraron conductores y periodistas televisivos o radiales como Mirtha Legrand, José María Muñoz, Bernardo Neustadt, Mariano Grondona, o Samuel «Chiche» Gelblung.
En septiembre de 1976, el escritor Jorge Luis Borges viajó a España donde declaró a la prensa internacional:

Yo no critico a Chile. Estoy de acuerdo con el Gobierno militar de Chile y también con el de la Argentina. No hablo de los demás países, hablo de mi país, donde estábamos en un estado anárquico. Yo no estoy de acuerdo con toda su política, pero hay que reconocer que el régimen militar nos ha salvado de la ignominia. Estamos saliendo del caos, a pesar de los muchos crímenes que se cometen, y desde luego todo argentino tiene que aplaudir al Gobierno.
Jorge Luis Borges, septiembre de 1976

Entre las pocas excepciones se destacan la valiente posición de dos diarios, el conservador La Prensa y el liberal Buenos Aires Herald, que denunciaron desde sus páginas la situación de violación masiva de los derechos humanos (el último por medio de su editor, el periodista británico Robert Cox.).

#### Partidos políticos
En los partidos políticos existieron dirigentes que colaboraron abiertamente con el gobierno militar y en muchos casos fueron funcionarios. En la Unión Cívica Radical Ricardo Balbín en mayo de 1976 buscó apoyo internacional en la reunión de la Internacional Socialista en Caracas donde rechaza la violencia guerrillera y se pronuncia por la vuelta de la democracia a la Argentina; tuvo -según Felipe Pigna- una actitud de "tácita adhesión", dijo que Jorge Rafael Videla era un general de la democracia y manifestó el 13 de abril de 1980: "creo que no hay desaparecidos, creo que están muertos, aunque no he visto el certificado de defunción de ninguno [...] lo que me preocupa es aliviar dolores, pero también evitar nuevos dolores. No tiene remedio. Fue así. Algún día se escribirá el capítulo de las responsabilidades”. En el Partido Socialista Democrático su secretario general Américo Ghioldi fue embajador en Portugal. El Partido Comunista Argentino tuvo una posición de apoyo a los gobiernos de Videla y Viola a quienes propusieron un gobierno de convergencia cívico-militar. El dirigente peronista Santiago de Estrada fue Subsecretario de Seguridad Social. Alberto Natale, diputado nacional del Partido Demócrata Progresista, fue intendente de Rosario entre 1981-1983, mientras que Rafael Martínez Raymonda, presidente del PDP se desempeñó como embajador en Italia. Por su parte, la Fuerza Federalista Popular (FUFEPO) intentó presentarse como partido del Proceso de Reorganización Nacional, hecho que resultó en la designación de Horacio Guzmán como gobernador de Jujuy.
El 1 de diciembre de 1978, un grupo de ex-legisladores realizó una cena de homenaje al general Videla. Mientras que el peronismo con la firma de su presidente Deolindo F. Bittel rechazó el evento, la dirección del radicalismo asistió en pleno: Ricardo Balbín, Juan Carlos Pugliese, Rodolfo García Leyenda, Rubén Rabanal, Antonio Tróccoli, Francisco Rabanal, Carlos Raúl Contín, Juan Trilla, Cándido Tello Rojas y Aldo Tessio. A la reunión también asistió oficialmente el Partido Comunista representado por Fernando Nadra, miembro del Comité Central, y Juan Carlos Comínguez, exdiputado nacional, y algunos peronistas como Luis Rubeo en contra de la resolución de su partido. En cambio no concurrieron Luis León, Fernando de la Rúa, Carlos Perette y Raúl Alfonsín.
Muchos dirigentes de partidos políticos aceptaron ser intendentes del gobierno militar. Abajo se transcribe la cantidad de intendentes militares que pertenecían a partidos políticos:
- Unión Cívica Radical: 310
- Partido Justicialista: 169
- Partido Demócrata Progresista: 109
- Movimiento de Integración y Desarrollo: 94
- Fuerza Federalista Popular: 78
- Sapagismo: 23
- Partido Demócrata Cristiano: 16
- Partido Intransigente: 4
- Partido Socialista Democrático: 1

#### La Iglesia católica
La Iglesia católica argentina brindó un importante apoyo al gobierno militar y a la preparación del golpe de Estado, y en algunos casos religiosos participaron directamente en los crímenes de lesa humanidad. En 2002 la Iglesia católica pidió perdón por los pecados cometidos durante la dictadura militar de 1976-1983. Sin embargo hasta 2006 la Iglesia católica argentina se ha negado a abrir sus archivos, entre los que se encuentran los informes de los capellanes militares que podrían brindar información sobre las personas desaparecidas.
La Iglesia tuvo una importante actuación durante la represión pero también tuvo sus víctimas, algo negado por las autoridades eclesiásticas. Las fuerzas armadas pusieron su mira en los sectores progresistas de la Iglesia católica considerándolos subversivos. Según Emilio Mignone, entre 1974 y 1983, fueron asesinados o desaparecieron definitivamente 19 sacerdotes católicos y un obispo católico asesinado más dos obispos fallecidos en accidentes dudosos. Además, por lo menos sesenta y dos sacerdotes fueron detenidos, torturados, liberados y expulsados del país y numerosos clérigos tercermundistas perseguidos, detenidos y tantos otros exiliados sin haber sido apresados. Numerosos civiles que trabajaban con estos sacerdotes fueron detenidos-desaparecidos. En una reunión con la junta militar, en mayo de 1976, monseñor Tortolo solicitó que se avisase al obispo cuando se iba a detener a un sacerdote.

### Las organizaciones guerrilleras
A mediados de 1975 el enfrentamiento de Isabel Perón con los militares había acelerado "los rumores de golpe militar", y el clima reinante a fines de 1975 hacía inminente el desplazamiento de Isabel Perón, estando los rumores de golpe militar a la orden del día. Años después diría Ítalo Luder: "a esa altura de los acontecimientos yo estaba convencido de que la decisión de las Fuerzas Armadas de tomar el gobierno era irreversible"."
El psicoanalista Hugo Vezzetti sostiene que "En vísperas del golpe, cuando las acciones de la guerrilla urbana se dirigieron abiertamente contra las Fuerzas Armadas y de seguridad era claro que no era el daño militar lo que buscaban sino una reacción que, ilusoriamente, debería profundizar la escalada hacia una futura confrontación mayor. La línea seguida suponía, brevemente, que el colapso del sistema institucional llevaría a una dictadura más brutal que la anterior, que sería incapaz de contener una oposición creciente y frente a la cual las organizaciones guerrilleras surgirían en una posición de liderazgo. Por su parte, Pilar Calveiro, politóloga y exdetenida-desaparecida que mantiene una posición crítica hacia la práctica de las organizaciones armadas en Argentina, afirma que "la táctica del terrorismo indiscriminado terminó cumpliendo un papel no menor en la modalidad y extensión de los procedimientos represivos de la dictadura".
Refiriéndose a las consecuencias de lo que denomina "suposición del triunfo inexorable" de las organizaciones guerrilleras, Pilar Calveiro opinó que "Bajo esta idea, la organización Montoneros, igual que el ERP, consideró que el golpe de 1976 era benéfico para sus objetivos puesto que agudizaría las contradicciones y se aclararía un enfrentamiento que resultaba difuso, dadas las prácticas de represión ilegal provenientes de un gobierno elegido democráticamente; se esperaba que todo ello permitiera acelerar el momento del triunfo.
Firmenich dijo sobre el golpe: "no hicimos nada por impedirlo porque, en suma, también el golpe formaba parte de la lucha interna en el movimiento Peronista".

### La comunidad internacional
La comunidad internacional como tal fue incapaz de detener o condenar la violación masiva de derechos humanos en la Argentina, Chile, Uruguay y Bolivia. Esa incapacidad se debió en gran medida al bloqueo sistemático de todo intento de sancionar a la Argentina que realizaron tanto Estados Unidos como la Unión Soviética.
En el caso de Estados Unidos, su participación en el golpe de Estado y el encubrimiento de los crímenes de lesa humanidad fue una política consciente propuesta por Henry Kissinger. Los documentos secretos del gobierno estadounidense desclasificados no dejan lugar a dudas sobre la complicidad directa de Estados Unidos y Kissinger personalmente en la violación masiva de derechos humanos.
En el Memorándum de Conversación del Departamento de Estado de los Estados Unidos del 7 de octubre de 1976 se registra una conversación entre Henry Kissenger y el canciller argentino contralmirante César Augusto Guzzetti en donde Kissinger pronuncia la siguiente frase:

Mire, nuestra actitud básica es que queremos que tengan éxito. Yo tengo una visión pasada de moda de que los amigos deben ser apoyados. Lo que no se entiende en los Estados Unidos es que ustedes tienen una guerra civil. Leemos sobre problemas de derechos humanos pero no vemos el contexto. Cuánto antes triunfen mejor. El problema de derechos humanos está creciendo. Vuestro embajador puede informarle. Queremos una situación estable. No queremos causar dificultades innecesarias. Si pueden terminar antes de que el Congreso vuelva, mejor. Cualquier libertad que ustedes pudieran restaurar ayudaría.

La actitud de los Estados Unidos cambió completamente cuando el demócrata James Carter fue elegido presidente especialmente a través de la acción de Patricia Derian, Subsecretaria de Derechos Humanos, condecorada en 2006 por el gobierno argentino en reconocimiento a su desempeño durante la dictadura. Durante su gestión (1977-1981) se desarrolló una intensa presión política que se concretó en la visita de la Comisión Interamericana de Derechos Humanos de la OEA a la Argentina en 1979, de gran importancia para limitar las violaciones de derechos humanos. Por el contrario Kissinger, desalojado ya del gobierno, viajó a Argentina en 1978 para elogiar a los militares por sus "esfuerzos" en lo que denominada "combatir el terrorismo".
Con la elección del republicano Ronald Reagan EE. UU. estableció una política de renovado apoyo a la dictadura militar organizando en forma conjunta la guerra sucia en Centroamérica (Operación Charlie), hasta la guerra de las Malvinas.
La Unión Soviética por su parte estableció una estrecha relación comercial con la dictadura militar durante los gobiernos de Videla y Viola. A raíz de ello, el Partido Comunista Argentino defendió el carácter progresista de estos militares y la URSS bloqueó las sanciones que se solicitaban contra la Argentina en los foros internacionales.
Isidoro Gilbert en su libro El Oro de Moscú: historia secreta de la diplomacia, el comercio y la inteligencia soviética en la Argentina escribe:

La diplomacia soviética pasó de la pasividad a la política activa para evitar que la Argentina fuera condenada en Ginebra.

Cuba también mantuvo una posición tolerante frente a la violación de derechos humanos en Argentina actuando como interlocutor del gobierno militar tanto ante los países del bloque soviético como el Movimiento de Países No Alineados.
El bloque soviético y especialmente Cuba y el Movimiento de Países No Alineados jugaron un rol clave para frenar toda resolución de condena a la dictadura Argentina en la Comisión de Derechos Humanos de las Naciones Unidas, y en especial en la sesión de febrero de 1979. Un informe del gobierno militar argentino realiza la siguiente conclusión sobre el Movimiento de Países No Alineados:

La evolución de la participación argentina en el Movimiento demuestra que ha sido como consecuencia de una actividad diplomática positiva y fértil que la República pudo lograr los apoyos necesarios para un tratamiento decoroso del caso argentino en la Comisión de Derechos Humanos, como consecuencia de la decidida actuación en su favor de los miembros No Alineados de la Comisión. Ello se puso de manifiesto en el 35.º Período de Sesiones (febrero de 1979) poco tiempo después de la concurrencia del Ministro de Relaciones Exteriores, Vicealmirante Oscar Antonio Montes, a la Conferencia de Cancilleres realizada en Belgrado en julio de 1978.
Ministerio, 1982, p. 3

En varios países de Europa, principalmente Francia, se apoyaron actividades de denuncia de las violaciones de derechos humanos en la Argentina. En 1978, el célebre futbolista neerlandés Johan Cruyff tomó la decisión de no participar en la Copa del Mundo realizada en la Argentina como una forma de protesta.
En 1980, la Academia Sueca le concedió el Premio Nobel de la Paz a Adolfo Pérez Esquivel, un luchador por los derechos humanos, que constituyó una importante medida para poner en evidencia la situación. En 1981 el grupo musical Queen realizó cuatro recitales en Buenos Aires, Mar del Plata y Rosario, en el que criticaron abiertamente a la dictadura militar y pronosticaron su caída, que tuvo gran impacto en la juventud.
Varios países tuvieron una actitud de recepción y protección de los exiliados argentinos. Entre ellas se destacaron México, Costa Rica, Venezuela, España, Francia, y Suecia.

## Resistencia y oposición
A pesar de las condiciones extremas de represión varios grupos políticos, sindicales, de derechos humanos, mantuvieron una actividad de resistencia y oposición a la dictadura militar dentro del país.
En primer lugar se destacaron los organismos de derechos humanos como las Madres de Plaza de Mayo Línea Fundadora Madres de Plaza de Mayo, las Abuelas de Plaza de Mayo, la Asamblea Permanente por los Derechos Humanos (APDH), Familiares de Desaparecidos y Detenidos por Razones Políticas, el Servicio de Paz y Justicia, el Centro de Estudios Legales y Sociales (CELS) y el Movimiento Judío por los Derechos Humanos, entre otros.
Varios sindicatos de la Confederación General del Trabajo (CGT) mantuvieron también una activa posición opositora, declarando decenas de huelgas. En 1979 la Comisión de los 25 declaró la primera huelga general y en septiembre de 1981 la CGT convocó a la primera manifestación abierta contra la dictadura militar. Aún antes, con las huelgas prohibidas, se buscaron distintas formas de lucha como el "trabajo a tristeza" que desarrollaron militantes gremiales en Luz y Fuerza, ferroviarios y automotrices, que motivaron una ola de secuestros, entre ellos Víctor Vázquez del segundo, y Mario Marrero, joven comunista obrero de General Motors.
Entre los partidos políticos, mantuvieron una activa oposición varios grupos del Partido Justicialista, Franja Morada y el Movimiento de Renovación y Cambio pertenecientes a la Unión Cívica Radical, el Partido Socialista Popular, el Movimiento al Socialismo, el Partido Intransigente, el Partido Comunista Revolucionario, entre otros. En 1980 las juventudes de estos partidos reorganizaron las Juventudes Políticas como instancia de acción conjunta, participando de las mismas las juventudes radical, peronista, socialista, comunista e intransigente. En 1981 cinco partidos (Justicialista, Radical, Intransigente, MID y demócrata-cristiano) con el apoyo del Partido Socialista Popular, organizaron la Multipartidaria para presionar al gobierno militar a retirarse y establecer un régimen democrático.
El movimiento estudiantil también mantuvo una precaria organización clandestina fundamentalmente a través de la Federación Universitaria Argentina. Una investigación más seria del período permite ubicar en los primeros años del golpe esfuerzos importantes por parte de los secundarios, principalmente las prohibidas y perseguidas revistas estudiantiles, que llegaron a más de un centenar en todo el país, y fueron base de la reorganización de los prohibidos centros estudiantiles. En el caso universitario el motivo movilizador fue la lucha contra el arancelamiento que impulsó el ministro Moyano Llerena, llegándose en 1980 a juntar 20 000 firmas en petitorios. En ambos casos, secundarios y universitarios, la coordinación entre las juventudes políticas fue decisiva, y aún más cuando se tomó la decisión de volver a ganar las calles, con movilizaciones de las agrupaciones en Rosario y Capital que fueron violentamente reprimidas.
En la Iglesia católica argentina, a pesar de la pasividad general de sus autoridades, existieron varios grupos y personas que adoptaron una activa posición de defensa de los derechos humanos. Entre ellos pueden destarcarse las monjas francesas Léonie Duquet y Alice Domon, los padres palotinos de Belgrano, el obispo de La Rioja Monseñor Enrique Angelelli, entre muchos otros. En el exterior se organizaron grupos de exiliados entre los que se destacaron la Casa Argentina en México y Madrid, así como los grupos organizados en París.
Las organizaciones guerrilleras Montoneros y ERP fueron perdiendo presencia hasta quedar sumamente debilitadas. El 30 de marzo de 1982 las fuerzas opositoras, con el liderazgo de la CGT y la Multipartidaria, organizaron una gran manifestación popular contra la dictadura que produjo la primera gran fisura del régimen.

## Acciones guerrilleras posteriores al 24 de marzo de 1976
Si bien se discute la capacidad operativa de las organizaciones guerrilleras con posterioridad a 1975, las mismas realizaron algunas acciones hasta 1979. Después del golpe, Montoneros realizó una serie de ataques con bombas, en una de las cuales resultó muerto el general Cesáreo Cardozo, al mando de la Policía Federal. El 2 de junio de 1976, una bomba explotó en el comedor de la Policía Federal; hubo entre veinticinco y treinta muertos y casi sesenta heridos. El 12 de septiembre explotó, por control remoto, un automóvil cuando pasaba un colectivo de policía; murieron nueve policías y dos civiles. El 9 de noviembre, una bomba puesta por montoneros explotó en el Cuartel General de la Policía de la provincia de Buenos Aires, el saldo fue un muerto y once policías heridos.
El 18 de febrero de 1977, el ERP ejecutó un atentado fallido contra el avión presidencial de la cabeza de la Junta Militar, Jorge Rafael Videla, que recibió el nombre de Operación Gaviota. El 5 de abril, un grupo guerrillero hizo estallar una bomba en la sede del comando de la Fuerza Aérea, dañando estructuralmente el Edificio Cóndor de Buenos Aires, donde estaba ubicado. El 7 de mayo Montoneros realizó un atentado contra el Vicealmirante César Augusto Guzzetti, ministro de Relaciones Exteriores, en el cual recibió graves heridas que le causaron la muerte pocos años después. Ese año murieron 36 policías en Buenos Aires en atentados o enfrentamientos con grupos guerrilleros.
El 1 de agosto de 1978 Montoneros ejecutó un atentado con bomba contra el entonces vicealmirante Armando Lambruschini en el Barrio Norte de Buenos Aires, que causó tres muertos y 10 heridos.
A principios de 1979 la conducción de Montoneros en el exilio, liderada por Roberto Perdía, decidió lanzar una «contraofensiva popular para retornar al país». La decisión ha sido objeto de fuertes controversias. Cristina Zucker, cuyo hermano Roberto El Pato Zucker fue detenido-desaparecido al tratar de ingresar al país durante la contraofensiva, escribió el libro El tren de la victoria dedicado a ese hecho histórico. La «contraofensiva» se desarrolló en dos etapas, realizadas en 1979 y 1980, respectivamente. En el marco de esa decisión, Montoneros realizó algunos atentados contra funcionarios civiles del gobierno militar pertenecientes al equipo económico o empresarios vinculados:
- el 27 de septiembre Walter Klein, secretario de Coordinación Económica de la dictadura, sufrió de un atentado sin heridos al ser dinamitado su domicilio;[219][220]
- el 13 de noviembre fue atacado el empresario Francisco Soldati, quien murió en el atentado al igual que el chofer que llevaba como custodio, el cabo primero Ricardo Durán;[221]
- el 7 de noviembre, el Secretario de Hacienda Juan Alemann, fue ametrallado saliendo ileso.[222][223]

En el mes de octubre de 1979, el Batallón de Inteligencia 601 informaba que Montoneros se encontraba en una situación de crisis interna debido a la «maniobra de la contraofensiva» realizada en el país el mismo año.

## Consecuencias del terrorismo de Estado

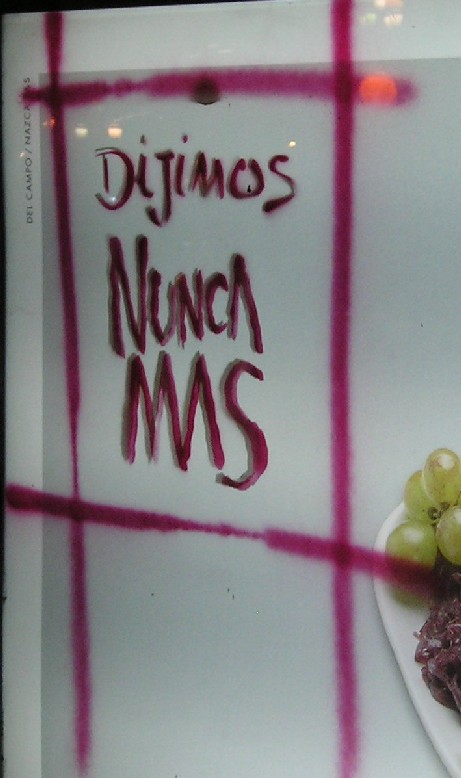
"Dijimos Nunca Más": graffiti en Buenos Aires, 2006

Luego de la derrota en la guerra de las Malvinas el gobierno militar se vio debilitado hasta el punto de tener que llamar a elecciones democráticas sin condicionamiento alguno para el 30 de octubre de 1983. Pocos meses antes el gobierno militar dictó la Ley 22.924 conocida como Ley de Autoamnistía. Esta ley fue un acto desesperado del gobierno militar en retirada y fue reiteradamente declarada inconstitucional incluso durante los meses finales del Proceso de Reorganización Nacional. El 15 de diciembre de 1983, cinco días después de asumir, el presidente Alfonsín envió al Congreso un proyecto de ley declarando nula la ley de auto-amnistía y una semana después el proyecto fue sancionado como Ley N.º 23 040, la primera ley de la nueva etapa democrática.

### La CONADEP y el Informe Nunca Más
También el 15 de diciembre de 1983 el presidente Alfonsín creó la Comisión Nacional sobre la Desaparición de Personas (CONADEP), integrada por personalidades independientes como Ernesto Sabato, Magdalena Ruiz Guiñazú, Graciela Fernández Meijide y Marshall Meyer entre otros, con la misión de relevar, documentar y registrar casos y pruebas de violaciones de derechos humanos, para fundar el juicio a las juntas militares.
En 20 de septiembre de 1984 la CONADEP produjo su famoso informe titulado “Nunca Más” y sus miembros concurrieron a entregarlo al presidente Alfonsín acompañados de una multitud de 70.000 personas.

### Juicio a las Juntas Militares
Finalmente el mismo 15 de diciembre de 1983 Alfonsín sancionó los decretos 157/83 y 158/83. Por el primero se ordenaba enjuiciar a los dirigentes de las organizaciones guerrilleras ERP y Montoneros; por el segundo se ordenaba procesar a las tres primeras juntas militares que dirigieron el país desde el golpe militar del 24 de marzo de 1976 hasta la guerra de las Malvinas de 1982, excluyendo así a la última junta que decidió entregar el poder a un gobierno elegido democráticamente sin condicionamientos.
El 4 de octubre de 1984 la Cámara Federal de la Capital Federal (tribunal civil) tomó la decisión de desplazar al tribunal militar que estaba enjuiciando a las juntas para hacerse cargo directamente del juicio. El fiscal fue Julio César Strassera y el fiscal adjunto Luis Gabriel Moreno Ocampo. El juicio se realizó entre el 22 de abril y el 14 de agosto de 1985. Se trataron 281 casos.
Los integrantes de la Cámara Federal de Apelaciones en lo Criminal y Correccional de la Capital Federal que juzgó a las Juntas Militares fueron Jorge Torlasco, Ricardo Gil Lavedra, León Carlos Arslanián, Jorge Valerga Araoz, Guillermo Ledesma y Andrés J. D’Alessio.
El 9 de diciembre de 1985 se dictó la sentencia condenando a Jorge Rafael Videla y Emilio Eduardo Massera a reclusión perpetua, a Roberto Eduardo Viola a 17 años de prisión, a Armando Lambruschini a 8 años de prisión y a Orlando Ramón Agosti a 4 años de prisión. En cambio fueron absueltos Omar Domingo Rubens Graffigna, Leopoldo Fortunato Galtieri, Basilio Lamí Dozo y Jorge Isaac Anaya.
Por las características que tuvo, la condena a las juntas militares realizada por un gobierno democrático constituyó un hecho sin precedentes en el mundo, que contrastó fuertemente con las transiciones negociadas que tuvieron lugar en aquellos años en Uruguay, Chile, Brasil, España, Portugal y Sudáfrica.

### Sublevaciones militares y leyes de Punto Final y Obediencia Debida
Artículos principales: Carapintadas, Ley de Punto Final y Ley de Obediencia Debida.
Durante esos años la democracia estuvo permanentemente amenazada por sectores de las Fuerzas Armadas que se negaban a aceptar el enjuiciamiento por violaciones a los derechos humanos durante el régimen militar anterior. Para intentar mantener bajo control el descontento en las Fuerzas Armadas, en 1986 el Congreso sancionó la Ley de Punto Final imponiendo un plazo de 60 días para procesar a acusados de delitos de lesa humanidad cometidos durante el gobierno militar.
La Ley de Punto Final no fue suficiente y en la Semana Santa de 1987 se produjo una gran rebelión militar encabezada por jóvenes oficiales del Ejército Argentino que se denominaron «carapintadas». Al mismo tiempo que los jefes militares demostraban que no estaban dispuestos a obedecer las órdenes del presidente Alfonsín y reprimir la insurrección, millones de personas salieron a las calles para oponerse al alzamiento militar y la Confederación General del Trabajo de la República Argentina declaró la huelga general en defensa del gobierno constitucional. Durante varios días el país estuvo a borde de la guerra civil.
La rebelión fue sofocada por una rama del ejército leal al presidente Alfonsín.
La crisis se consideró superada el sábado 19 de abril, cuando Alfonsín así lo comunicó en un discurso a la población congregada en Plaza de Mayo, inmediatamente después de dialogar con los cabecillas de la insurrección. Fue entonces cuando definió a los rebeldes como «Héroes de Malvinas», y al terminar el discurso con un saludo de «¡Felices Pascuas, la casa está en orden y no hay sangre en la Argentina!». muchos lo consideraron como un acto de claudicación y otros, en cambio, lo elogiaron por haber sabido evitar un enfrentamiento en el que hubiesen podido producirse muertes. Alfonsín, sin poder militar para detener el golpe de Estado, había negociado con los líderes militares "carapintadas" la garantía de que no habría nuevos juicios contra militares por violación de derechos humanos. Esas medidas se concretaron con la ley de Obediencia Debida y el reemplazo del general de división Héctor Ríos Ereñú por el teniente general José Segundo Dante Caridi, al mando del Ejército. Este último, desde su cargo, defendió públicamente la dictadura y el terrorismo de Estado.
Desde entonces hubo otras dos insurrecciones militares durante 1988 (18 de enero y 1 de diciembre) y un permanente estado de insubordinación de las Fuerzas Armadas.
Las leyes de Punto Final y Obediencia Debida fueron objetos de fuertes cuestionamientos por parte de las organizaciones de derechos humanos, el movimiento estudiantil, y las fuerzas políticas progresistas.

### Indultos

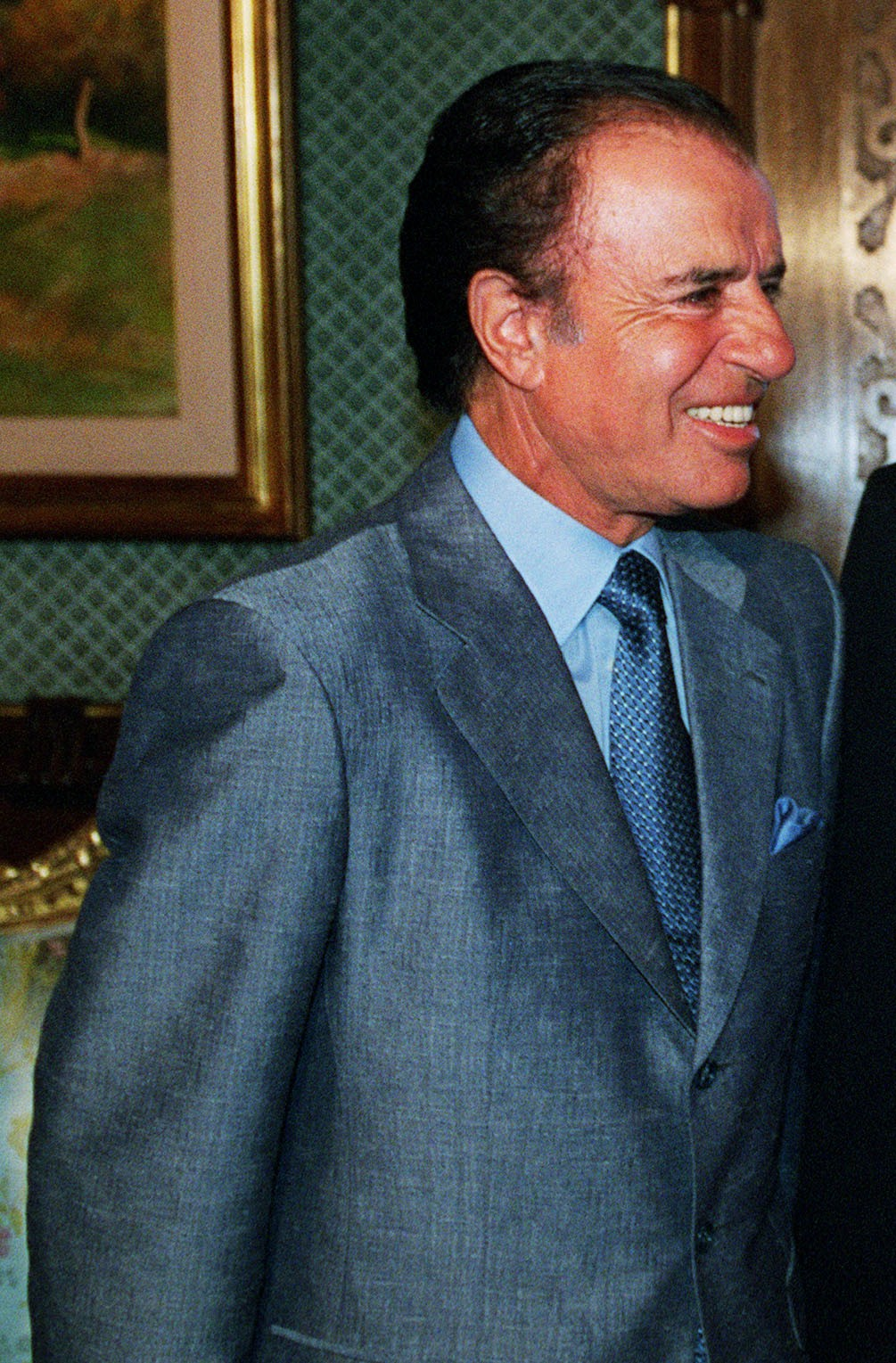
En 1989 y 1990 el presidente Carlos Menem indultó a los autores de delitos de lesa humanidad

El presidente Carlos Menem dictó varios decretos el 7 de octubre de 1989 y el 30 de diciembre de 1990, indultando entre otros a todos los autores de crímenes de lesa humanidad no beneficiados por las Leyes de Punto Final y Obediencia Debida, incluidos los miembros de las juntas condenados y el ministro de Economía José Alfredo Martínez de Hoz.
Las leyes de Punto Final, Obediencia Debida y los indultos concedidos por el presidente Carlos Menem a los jefes militares y guerrilleros ya condenados, en 1989 y 1990, fueron conocidas como las leyes de impunidad.
A partir de 2004 gran cantidad de jueces comenzaron a declarar la inconstitucionalidad de los indultos de delitos de lesa humanidad, reabriéndose así las causas contra los indultados por esos crímenes. El 6 de septiembre de 2006, la Corte de Casación, máximo tribunal argentino en materia penal declaró por primera vez la inconstitucionalidad de un indulto
.

### Nulidad de las leyes de Punto Final y Obediencia Debida y reapertura de juicios
El 21 de agosto de 2003 el Congreso sancionó la ley 25.779 declarando insanablemente nulas las leyes de Punto Final y Obediencia Debida.
Poco después se reabrieron las causas por delitos de lesa humanidad cerradas en la década del '80. El 3 de agosto de 2006 se habían reabierto 959 causas penales en las que 211 acusados se encontraban con prisión preventiva.
Entre las causas reabiertas se destacan algunas que involucran gran cantidad de represores denominadas "mega-causas". Entre ellas se destacan: las megacausas ESMA, I Cuerpo de Ejército, Regimiento de Infantería 9, Santiago del Estero, San Martín, Chaco, Mar del Plata, Misiones, Rosario, Santa Fe y Tucumán. (Ver el estado actual de estas causas)
Los juicios reabiertos están generando nuevos elementos, pruebas de crímenes que eran desconocidos y niños secuestrados que no estaban registrados. Estela de Carlotto, presidenta de Abuelas de Plaza de Mayo declaró que:

Conforme han pasado los años, la gente se ha sacudido el temor que sentía, incluso en los años ochenta, después de que se restableció la democracia... Como resultado, los testimonios que estamos escuchando son más completos y detallados que nunca.

En el marco de la reapertura de los juicios el 19 de septiembre de 2006 se produjo una histórica sentencia condenando a Etchecolatz a reclusión perpetua, en la que el tribunal aceptó por primera vez la figura del "genocidio", como marco en el que se produjeron las violaciones de derechos humanos. Etchecolatz ya había sido condenado a 23 años de prisión en 1986 por violaciones de los derechos humanos, pero fue liberado gracias a las normas de impunidad. Al día siguiente Jorge López, testigo clave en el caso desapareció sin dejar rastros.
Previamente se había dictado la primera sentencia contra el expolicía Julio Simón, conocido como "El Turco Julián", condenándolo a 25 años de prisión por violaciones de los derechos humanos.
Hasta octubre de 2015 fueron condenadas 522 personas, mientras que 57 fueron absueltas en juicio y 250 sobreseídas o con falta de mérito en la instrucción de los procesos.

### Aplicación del dos por uno a los delitos de lesa humanidad
El 3 de mayo de 2017 la Corte Suprema dictó una sentencia admitiendo que los criminales condenados por delitos de lesa humanidad puedan computar doble el tiempo que estuvieron detenidos antes de ser condenados, a partir de los dos años de prisión preventiva. La sentencia se dictó en la causa «Bignone, Reynaldo Benito Antonio y otro s/ recurso extraordinario» (CSJ 1574/2014/RH1) y benefició a Luis Muiña, culpable de cinco delitos de lesa humanidad y condenado en 2011 a trece años de prisión, luego de haber estado detenido preventivamente desde 2007. La Corte consideró aplicable al caso el artículo 7 de la Ley N.º 24 390, conocida como Ley del Dos por Uno, que estuvo vigente entre 1994 y 2001. El fallo fue dictado por tres votos a favor (Elena Highton de Nolasco, Carlos Rosenkrantz y Horacio Rosatti) y dos votos en contra (Ricardo Lorenzetti y Juan Carlos Maqueda). La sentencia fue cuestionada por las organizaciones de derechos humanos y un amplio espectro de organizaciones y personalidades nacionales e internacionales, que la consideraron un acto de impunidad, asociándola con las llamadas leyes de impunidad, sancionadas durante los gobiernos de Raúl Alfonsín y Carlos Menem, desencadenando varias denuncias penales contra sus autores y pedidos de juicio político.
Seis días después, el Congreso de la Nación se reunió de urgencia para sancionar una ley que pudiera frenar las consecuencias del fallo de la Corte Suprema. En solo 23 horas y 44 minutos, en uno de los trámites parlamentarios más rápidos de la historia argentina, ambas cámaras aprobaron la Ley N.º 27 362, con un solo voto en contra, declarando inaplicable el cómputo del dos por uno a delitos de lesa humanidad.

### Otros juicios

#### Juicio a la última Junta Militar
Los miembros de la última junta y el último presidente fueron procesados por la redacción del llamado Documento Final sobre la Lucha contra la Subversión y el Terrorismo y la sanción de una ley de autoamnistía. La razón jurídica utilizada para abrir este juicio fue que con ese acto se encubrió el secuestro de niños.

#### Juicios por la verdad

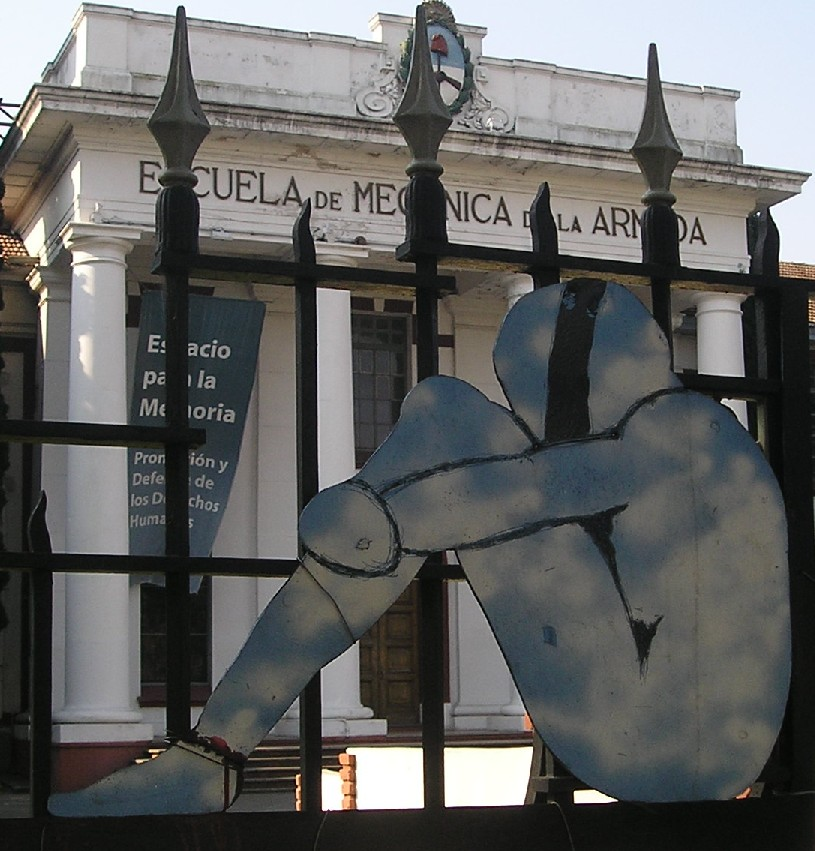
Imagen frente a la ESMA, 2006

Como consecuencia de las leyes de Punto Final y Obediencia Debida, y los indultos decretados por el presidente Menem prácticamente cesaron todas las investigaciones sobre delito cometidos durante el gobierno militar. Ello no solo dejó impunes esos delitos, sino que también cerró la posibilidad de conocer lo que había sucedido con las víctimas, y en muchos casos incluso con los niños que aún continúan en poder de sus captores desconociendo su identidad.
Por esa razón algunos familiares iniciaron una serie muy peculiar de juicios que fueron conocidos como «Juicios por la Verdad». Estos reclamaron a la justicia que reconozca:

«la inalienabilidad del derecho a la verdad y la obligación del respecto al cuerpo y del derecho al duelo dentro del ordenamiento jurídico argentino, así como también el derecho a conocer la identidad de los niños nacidos en cautiverio y la obligación del Estado argentino de investigar y castigar a los responsables» y que «arbitre las medidas necesarias para determinar el modo, tiempo y lugar del secuestro y la posterior detención y muerte y el lugar del secuestro y la posterior detención y muerte y el lugar de la inhumación de los cuerpos de las personas desaparecidas».

 Varios tribunales aceptaron la procedencia de estos juicios que se caracterizaron por no buscar culpables sino por averiguar la verdad.
La significación de los Juicios por la Verdad ha sido precisada por el jurista marplatense Mario Portela como un mecanismo para reconstruir la memoria de Argentina:

«La reconstrucción de la memoria tiene mucho que ver con la dignidad humana», y que lo que se pretende con estos procesos judiciales —que son de carácter declarativo, no normativo— es «rescatar la dimensión humana, sacar al ámbito público lo que es privado, en una especie de catarsis», porque «nada mejor que el miedo, el esconderse, para el poder totalitario».

De gran trascendencia fue la decisión de la Corte Interamericana de Derechos Humanos en el caso Lapacó (1999), impulsado por las organizaciones de derechos humanos argentinas, que reabrió un caso cerrado por la Corte Suprema y obligó al Estado argentino a seguir investigando.
En los Juicios por la Verdad se descubrió, entre otras cosas, la existencia de redes de apropiación y tráfico de bebés a cuyas madres se ejecutaba.

#### Causas y megacausas en Argentina
Luego de que en 2003 la Corte Suprema de Justicia declarara la imprescriptibilidad de los delitos de lesa humanidad (Fallos:327:2312) y la inconstitucionalidad de las leyes de Punto Final y Obediencia Debida (Fallos: 328:2056), y de que contemporáneamente el Congreso Nacional declarara nulas esas leyes mediante la Ley 25 779, se abrieron o reabrieron varias causas judiciales por violaciones de los derechos humanos cometidos durante el Proceso de Reorganización Nacional. En 2007 la Corte Suprema creó una Unidad de Asistencia y Seguimiento de dichas causas, estableciendo que existían 289 causas, que reúnen aproximadamente 1000 procesos iniciados, con 556 personas procesadas (con sospecha de culpabilidad acreditada por semiplena prueba).
En algunos casos, las causas están reunidas en «megacausas» debido a su interrelación por tratarse de delitos cometidos dentro de un mismo marco. En principio, las megacausas no se elevan a juicio como un todo, sino por tramos, una vez que se van terminando las investigaciones. Para los delitos federales, la Argentina tiene un procedimiento penal en dos etapas: una primera etapa de investigación o instrucción de los crímenes realizada por un juez, y una segunda etapa encargada del juicio propiamente dicho, a cargo de un tribunal oral integrado por tres jueces.
Entre las causas más importantes se encuentran:
- Megacausa ESMA.
  - Víctimas: 719.
  - Juzgado de Instrucción: N.º 12.
  - Expediente: 14217/03.
  - Procesados: 49.
  - Contenido: Enjuicia los delitos cometidos en la ESMA y está dividida en 10 tramos.[249] Dentro de esta causa se enjuician los casos de las monjas francesas Alice Domon y Léonie Duquet, las Madres de Plaza de Mayo secuestradas en la iglesia de Santa Cruz, la adolescente Dagmar Hagelin, el periodista Rodolfo Walsh, los secuestros de los bebés Victoria Donda y Juan Cabandié, entre muchas otras. Entre los imputados se encuentran Alfredo Astiz, Ricardo Miguel Cavallo, Jorge el tigre Acosta, Antonio Pernías, Miguel Donda, Juan Carlos Rolón, Alberto Radice.
  - Juicio oral: El 18 de octubre de 2007 se inició el primer juicio oral dentro de la mega-causa ESMA contra Héctor Febres. Sin embargo, durante su transcurso, el 10 de diciembre del mismo año, el acusado apareció muerto envenenado en su celda.[250]
- Megacausa Primer Cuerpo de Ejército[249]
  - Víctimas: 582.
  - Juzgado de Instrucción: N.º 6.
  - Expediente: 14216/03.
  - Procesados:
  - Contenido: Incluye los delitos cometidos en los centros clandestinos de detención (CCD) Vesubio, Atlético, Banco, Olimpo, Automotores Orletti, así como en el Hospital Posadas, la Provincia de La Pampa. Entre los imputados se encuentran Julio el Turco Simón, Raúl Guglielminetti, Samuel Cobani Miara (Buenos Aires, 1944),[251] Eufemio Uballes.

El sitio web del Poder Judicial de la Nación contiene un detalle individualizado de las causas, provincia por provincia, con indicación de los imputados y su estado procesal.

#### Causas por la Operación Cóndor
Los delitos de lesa humanidad cometidos en el marco de la Operación Cóndor no resultaron alcanzados por las leyes de Punto Final y Obediencia Debida ni por los indultos del presidente Menem. Por esa razón, en 1999 se abrió una causa para investigar esos crímenes, en Argentina, Bolivia, Brasil, Chile, Perú y Uruguay. En la causa se había pedido la extradición del exdictador chileno Augusto Pinochet, fallecido en 2006, sin que la misma se efectivizara.
En marzo de 2013 se inició el juicio ante el Tribunal Oral Federal 1 de Buenos Aires, sobre 110 casos de personas desaparecidas, finalizando el 27 de mayo de 2016, con la condena de 17 de los 15 acusados, quienes recibieron penas entre 8 y 25 años de prisión. Entre los condenados se encuentra el exmilitar uruguayo Juan Manuel Cordero, que recibió una pena de 25 años de reclusión. El fallo define al Plan Cóndor como "una asociación ilícita" de alcance regional y registra la participación en el mismo de los Estados Unidos.
En febrero de 2015 se inició en Italia un juicio por delitos de lesa humanidad contra 23 ciudadanos italianos en el marco del Plan Cóndor. De los 33 acusados, 11 son exmiembros de la junta militar chilena, 1 de Bolivia, 4 de Perú y 16 uruguayos. Doce de ellos ya estaban detenidos por otros procesos seguidos en sus países.

#### Juicios en otros países

##### Italia
La idea de enjuiciar represores argentinos fuera del país se originó en Italia. En 1983 familiares de 100 italianos desaparecidos durante la dictadura argentina presentaron la primera denuncia en Roma.
En 1985 se inició un primer juicio que concluyó el 6 de diciembre del 2000 con la condena a cadena perpetua de los generales Guillermo Suárez Mason y Santiago Omar Riveros, y a 24 años de cárcel a Juan Carlos Gerardi, José Luis Porchetto, Alejandro Puertas, Héctor Oscar Maldonado y Roberto Julio Rossin.
En junio de 2006, la justicia italiana inició otro juicio conocido como causa ESMA donde están acusados Jorge Eduardo Acosta, Alfredo Astiz, Antonio Bañen, y Emilio Massera.

##### Francia
En Francia en 1990 el capitán Alfredo Astiz fue condenado a cadena perpetua por la Corte de Apelaciones de París por la muerte de las monjas francesas Léonie Duquet y Alice Domon.

##### España

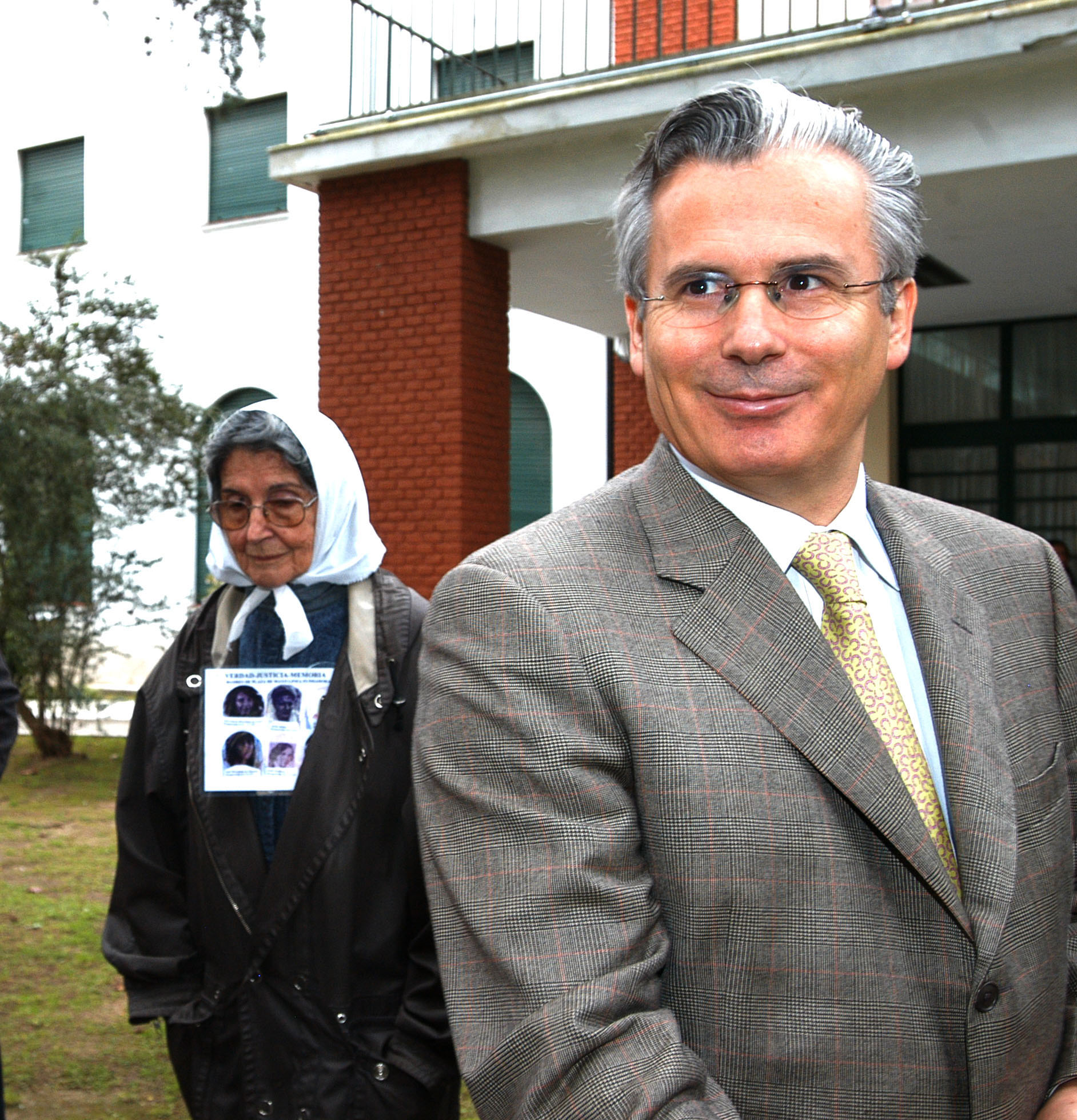
El juez español Garzón visita la ESMA.

En 1996 el Juzgado n.º 5 de la Audiencia Nacional española inició una investigación por los delitos de terrorismo y genocidio contra españoles durante la dictadura militar en Argentina. En estas causas se encuentran imputados decenas de represores argentinos para los que se ha solicitado extradición. En ese marco en 2005 fue condenado el represor Adolfo Scilingo a 640 años de prisión.
En 1997 el juez español Baltasar Garzón solicitó la detención y extradición de 45 militares argentinos y un civil a quienes procesó por genocidio, terrorismo de Estado y someter a torturas a presos políticos durante el régimen de facto que gobernó en Argentina entre 1976 y 1983. Entre ellos se encuentra Jorge Anaya. El pedido fue rechazado varias veces por el gobierno argentino alegando el principio de territorialidad.
El 27 de julio de 2003 el presidente Néstor Kirchner mediante el Decreto 420/03 modificó el criterio de rechazo de las extradiciones sustentado hasta ese momento ordenando «obligatoriedad del trámite judicial» solicitado por la Justicia española, y abriendo así el camino a la extradición efectiva de los militares requeridos.
En agosto de 2003 el entonces presidente de España José María Aznar ordenó no continuar con el proceso de extradición de los solicitados por crímenes durante el gobierno de facto en Argentina. Esta decisión fue anulada por la Corte Suprema de España en 2005, ordenando continuar adelante con las extradiciones solicitadas por Garzón.
En España también se encuentra detenido el ex marino militar Ricardo Miguel Cavallo quien se desempeñó en la ESMA. Durante varios años se desarrolló una fuerte lucha judicial para evitar que pudiera ser juzgado en España, sosteniendo la defensa que debía ser enjuiciado en Argentina. En diciembre de 2005 la justicia española decidió que Cavallo será enjuiciado en ese país, pero el tribunal supremo revocó su regreso en julio de 2007. En enero de 2006 la Fiscalía pidió una pena mínima de 13 332 años de cárcel para Cavallo por genocidio.

##### Alemania
En 1983 un grupo de familiares de los desaparecidos alemanes o descendientes de alemanes en Argentina presentó en Argentina un habeas corpus conjunto por la desaparición de 48 alemanes y de origen alemán que nunca tuvo respuesta por parte de las autoridades judiciales del país.
El 31 de enero de 1983, algunos de los familiares de los desaparecidos alemanes, como Idalina R. de Tatter y María Christina Bogado Tatter, denunciaron al ministro alemán de Relaciones Exteriores, Hans Dietrich Genscher, por denegación de auxilio solicitado en caso de necesidad urgente. Ellas fundamentaron la denuncia presentando como ejemplo los secuestros y desaparición forzada de Jorge Federico Tatter, secuestrado de su domicilio el 15 de octubre de 1976 y de Claudio Manfredo Zieschank, secuestrado de su centro de prácticas pre-profesionales en Buenos Aires el 26 de marzo de 1976.
Los familiares de los desaparecidos explicaron el desinterés del gobierno federal alemán de Relaciones Exteriores en prestar ayuda a los secuestrados por la dictadura militar Argentina. Esta denuncia fue archivada muy pronto por la Fiscalía de Bonn. En mayo de 1998, los familiares de los desaparecidos alemanes volvieron a realizar en Alemania una denuncia penal por los secuestros o desaparición forzada de Betina Ehrenhaus, Marcelo Weisz, Jorge Federico Tatter y Gerardo Coltzau, durante los años de la última dictadura militar Argentina. Más tarde denunciaron los secuestros y homicidios de Elisabeth Kaesemann y Claus Zieschank, contando para esto con el apoyo de la Coalición contra la Impunidad.
En el 2006 algunas de las causas denunciadas se encontraban en investigación, sin condenados. La Fiscalía y el Tribunal de Núremberg solicitaron la captura y extradición de seis altos oficiales argentinos, entre ellos el expresidente de facto Jorge Rafael Videla, así como el ex almirante Emilio Eduardo Massera, los generales Juan Bautista Sasiain y Franco Luque, y el coronel Pedro Alberto Duran Sáenz.

### Las marchas por los derechos humanos

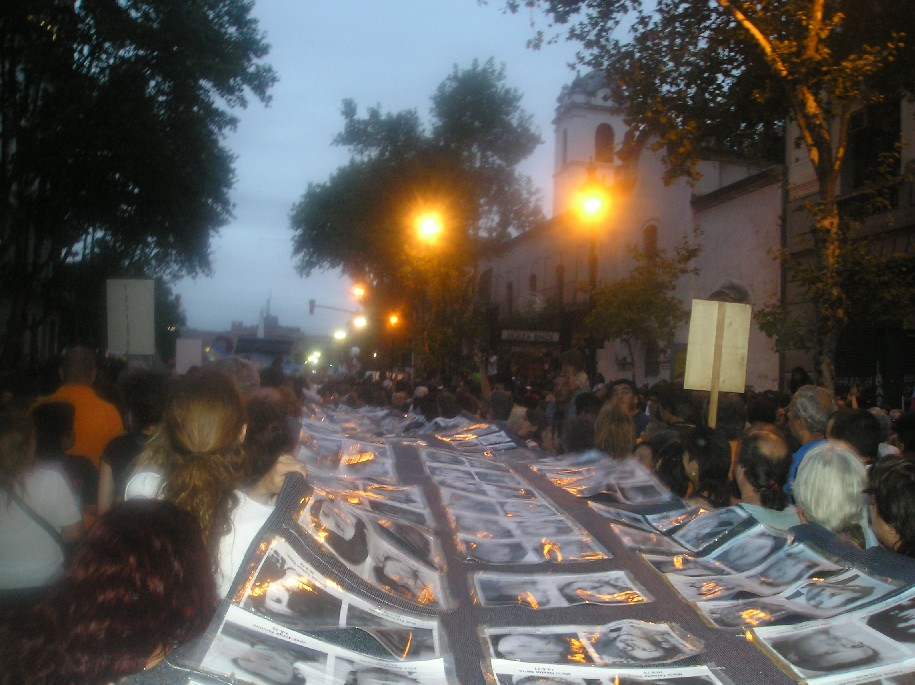
Marcha por los derechos humanos en el 30.º aniversario del golpe.

El 30 de abril de 1977 las Madres de Plaza de Mayo realizaron la primera ronda alrededor de la Pirámide de Mayo en Plaza de Mayo, frente a la Casa de Gobierno. La costumbre de realizar una ronda se originó en la orden de las fuerzas policiales de que debían «circular». A partir de ese día las rondas se realizan cada jueves.
Desde los últimos años del gobierno militar las marchas convocadas por las organizaciones de derechos humanos comenzaron a convocar a grandes cantidades de personas, entre las que se destacan los jóvenes. Estas marchas multitudinarias han desempeñado un papel muy importante en el desarrollo de una conciencia favorable hacia los derechos humanos y la memoria.
Entre las grandes marchas pueden destacarse la 1.ª Marcha de la Resistencia el 10 y 11 de diciembre de 1981, la Marcha por la Vida el 5 de octubre de 1982, la 2.ª Marcha de la Resistencia, el 9 y 10 de diciembre de 1982, la del 20 de septiembre de 1984 acompañando a la CONADEP para entregar el Informe “Nunca Más” al presidente Alfonsín, la del 26 de abril de 1985 cuando se inició el Juicio a las Juntas, la del 20.º Aniversario del golpe militar el 23 y 24 de marzo de 1996, la del 24 de marzo de 2006 (30.º Aniversario del golpe).

### Equipo Argentino de Antropología Forense (EAAF)
Inmediatamente después de recuperada la democracia y que entrara en funcionamiento la CONADEP comenzaron a realizarse exhumaciones porque se sospechaba que muchas de las tumbas NN podrían estar ocultando desaparecidos asesinados sin identificar. Pronto fue evidente que se necesitaban métodos científicos para reconstruir la memoria. La CONADEP y las Abuelas de Plaza de Mayo tomaron la iniciativa y viajaron a Estados Unidos donde recibieron el decisivo apoyo de la Asociación Americana para el Avance de la Ciencia. Se creó una base de datos genéticos en el Hospital Durand de Buenos Aires, y un equipo de antropólogos forenses organizados por Clyde Snow con gran audacia. Sobre esta base en 1986 se creó el Equipo Argentino de Antropología Forense (EAAF), como una organización no gubernamental y sin fines de lucro.
El EAAF desarrolló un método de investigación organizado en tres etapas:
1. Una etapa preliminar de recopilación de fuentes escritas y orales del desaparecido o desaparecida;
2. Una etapa de análisis de la documentación y registros que tiene como fin establecer donde pueden encontrarse los restos;
3. Una etapa arqueológica, similar a la arqueología clásica en un contexto médico legal. En esta etapa se utilizan también las técnicas de investigación genética a través del ADN.

Hasta el 2000 el EAAF había logrado identificar los restos de 60 personas, mientras que había otros 300 casos que se continuaban investigando.

### Museos y Espacios de la Memoria

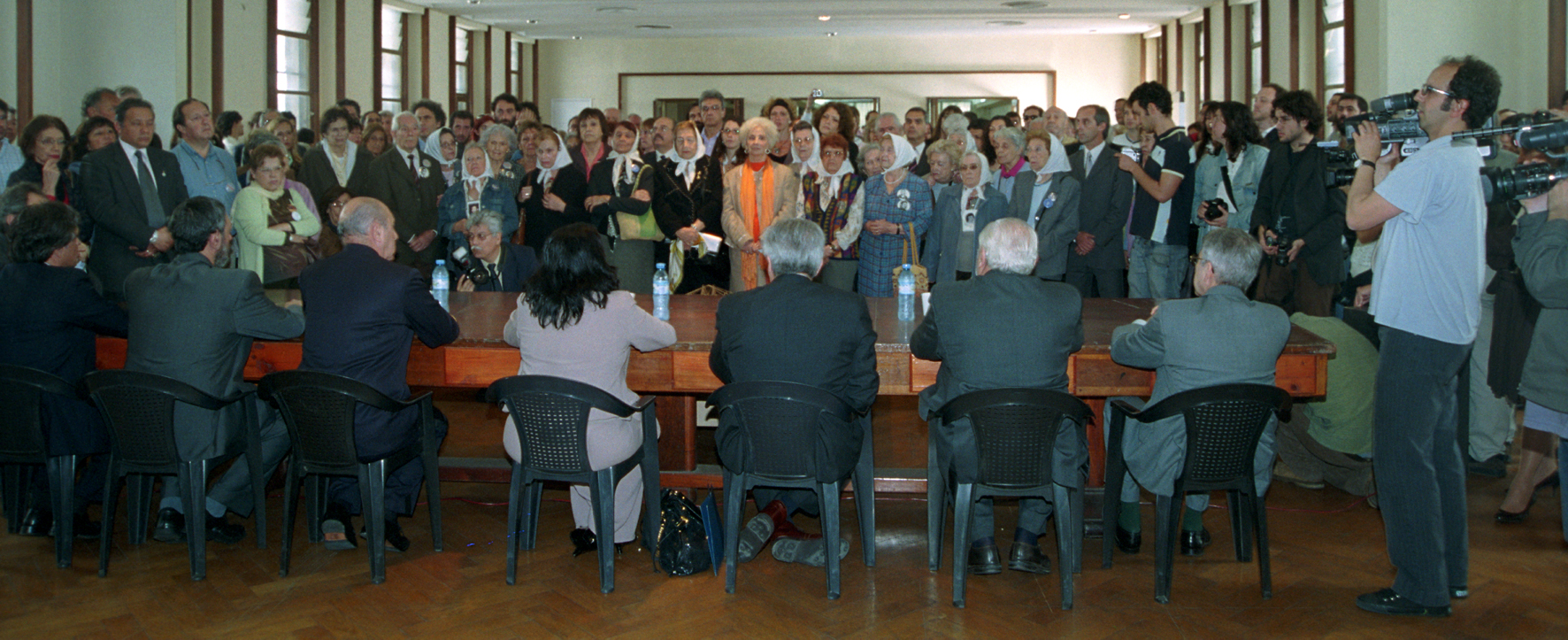
Acto de traspaso de la ESMA.

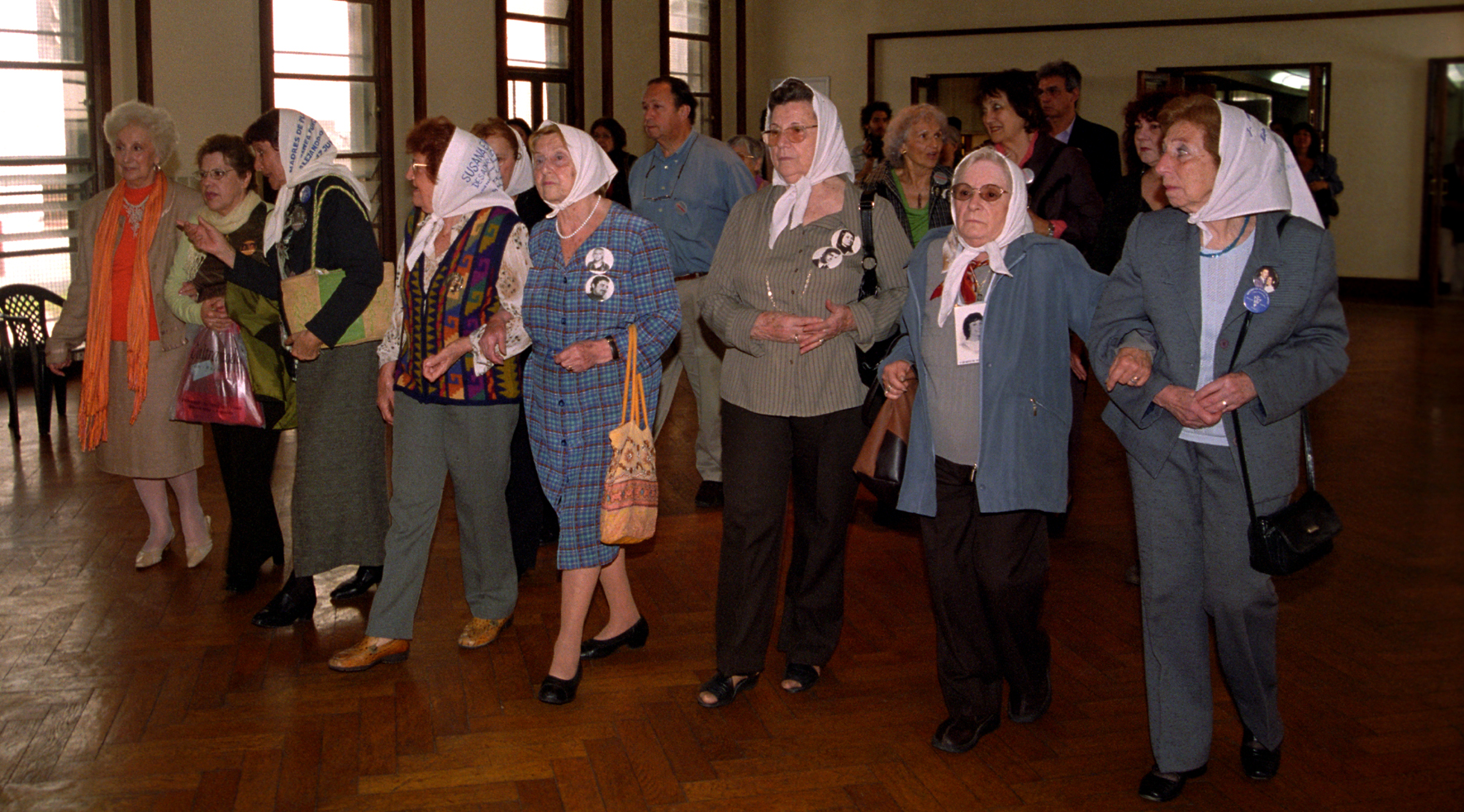
Madres y Abuelas entrando en el acto de traspaso de la ESMA

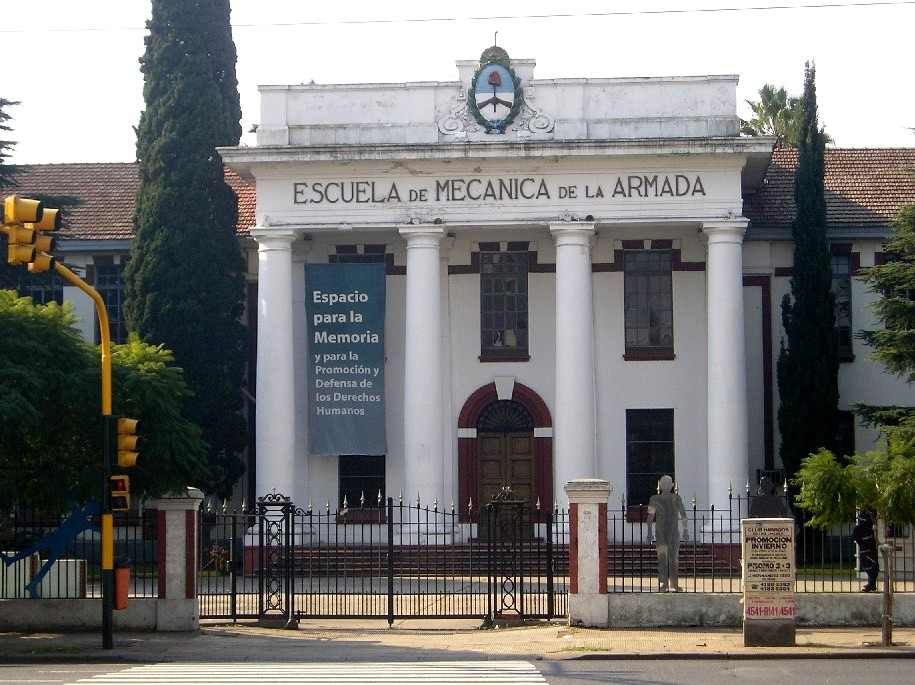
La ESMA, convertida durante la democracia en un Espacio para la Memoria.

Desde 1984 existieron varios proyectos para crear instituciones, casas o museos en los que se pudiera organizar la memoria del terrorismo de Estado en Argentina, pero por más de una década los mismos fracasaron o no se consolidaron.
En Rosario la Municipalidad creó el Museo de la Memoria, dependiente de la Secretaría de Cultura, por ordenanza el 26 de febrero de 1998. Inició sus actividades el 30 de marzo del año 2001. El museo dedica una atención especial al accionar del II Cuerpo de Ejército, que tuvo su sede en la ciudad de Rosario desde donde se diseñó el plan represivo sobre seis provincias. Es el primero de Argentina.
En el año 2000 se sancionó la Ley 392/2000 de la Ciudad de Buenos Aires que estableció que el edificio de la ESMA fueran destinados a la sede de un futuro museo. El 24 de marzo de 2004 se firmó un convenio entre el gobierno de la Ciudad de Buenos Aires y el Estado Nacional para trabajar conjuntamente en la construcción de un “Espacio para la Memoria y para la Promoción y Defensa de los Derechos Humanos”, que funcionaría en el predio de la ESMA. finalmente este proyecto se concretó el 20 de noviembre del 2007, cuando el Gobierno nacional inauguró oficialmente el predio.
Asimismo, el 22 de agosto del 2007 se inauguró en la ciudad de Trelew, provincia de Chubut, el "Centro Cultural por la Memoria" en el predio conocido como "Aeropuerto Viejo de Trelew", donde el 15 de agosto de 1972 depusieron las armas 19 militantes de distintas organizaciones armadas (FAR, ERP y Montoneros), luego de la fuga del penal de Rawson, y que fueron fusilados por la Armada Argentina en la Base Almirante Zar el 22 del mismo mes, en la denominada "Masacre de Trelew".

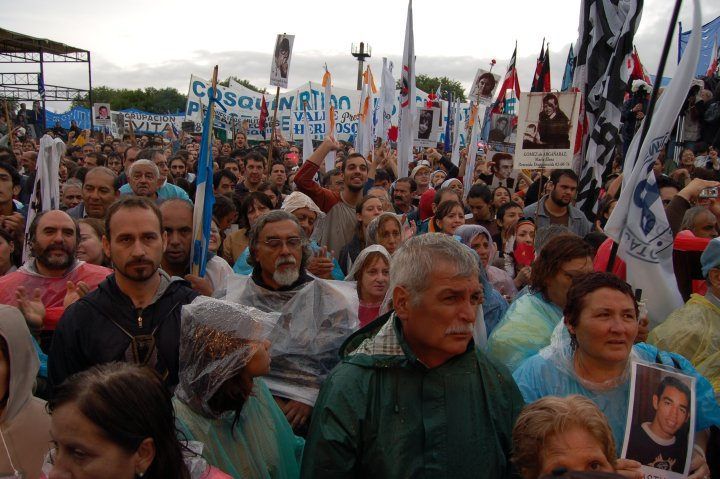
24 de marzo de 2007: recuperación del CCD «La Perla» para crear un espacio para la memoria.

Otros centros clandestinos de detención también han sido expropiados o propuestos para constituirse en espacios de memoria, como el sitio donde estaba el Club Atlético, el Olimpo, el CCD ubicado en la calle Virrey Cevallos 630 de Buenos Aires, la ex Jefatura de Policía en Rosario, la Mansión Seré en Morón (Gran Buenos Aires), etc.
También en la Ciudad de Buenos Aires se decidió construir el Parque de la Memoria frente al Aeroparque. En 2006 estaba parcialmente construida. En Córdoba, el 24 de marzo de 2007 el gobierno nacional entregó el CCD «La Perla» para crear un espacio para la memoria.

### Autocrítica de las Fuerzas Armadas y de otros sectores
A partir de la recuperación de la democracia el 10 de diciembre de 1983, comenzó a hablarse de la necesidad que las Fuerzas Armadas rechazaran los métodos criminales de acción. El hecho tenía importancia para que las Fuerzas Armadas pudieran integrarse como parte del Estado de derecho.
El primer acto en ese sentido fue realizado en diciembre de 1985 por el entonces jefe del Estado Mayor Conjunto, brigadier general Teodoro Waldner (Fuerza Aérea), en el Colegio Militar en ocasión del egreso de los nuevos oficiales, con la presencia del presidente Raúl Alfonsín, cuando declaró que «Debemos reconocer que las características de esa lucha llevaron las acciones de violencia a un límite tal que ha permitido dudar de la legitimidad de muchos actos de la represión desatada».
La autocrítica del brigadier general Waldner fue elogiada por diversos sectores de la vida nacional, pero al mismo tiempo otros altos mandos de las Fuerzas Armadas reivindicaban la legitimidad del accionar durante el terrorismo de Estado. La sucesión de presiones, planteos y levantamientos militares desde 1985, que lograron frenar el enjuiciamiento de los responsables de crímenes de lesa humanidad y luego indultar a los condenados, abrió nuevamente sospechas sobre el verdadero pensamiento de las Fuerzas Armadas respecto a los derechos humanos.
En ese marco histórico, en abril de 1995, durante la presidencia de Carlos Menem, el general Martín Balza, en ese momento jefe del Ejército, se presentó en un importante programa televisivo para leer una declaración. Esa declaración de Balza está considerada como la primera autocrítica profunda de las Fuerzas Armadas. El general Balza dijo entonces entre otras:

Sin buscar palabras innovadoras, sino apelando a los viejos reglamentos militares, aprovecho esta oportunidad para ordenar una vez más al Ejército, en presencia de toda la sociedad: nadie está obligado a cumplir una orden inmoral o que se aparte de las leyes o reglamentos militares. Quien lo hiciera incurre en una conducta viciosa, digna de la sanción que su gravedad requiera. Sin eufemismos, digo claramente: delinque quien vulnera la Constitución Nacional. Delinque quien imparte órdenes inmorales. Delinque quien para cumplir un fin que cree justo emplea medios injustos e inmorales. La comprensión de estos aspectos esenciales hace a la vida republicana de un Estado…Comprender esto, abandonar definitivamente la visión apocalíptica, la soberbia, aceptar el disenso y respetar la voluntad soberana, es el primer paso que estamos transitando desde hace años, para dejar atrás el pasado, para ayudar a construir la Argentina del futuro, una Argentina madurada en el dolor, que pueda llegar algún día al abrazo fraterno. Si no logramos elaborar el duelo y cerrar las heridas no tendremos futuro. No debemos negar más el horror vivido, y así poder pensar en nuestra vida como sociedad hacia delante, superando la pena y el sufrimiento. (versión completa en Wikisource)

Por su parte la Iglesia católica publicó una carta el 27 de abril de 1996 firmada por los obispos donde piden perdón por la participación de hijos de la Iglesia en la guerrilla y en la represión de la dictadura militar:

Imploramos perdón a Dios nuestro Señor por los crímenes cometidos entonces, especialmente por los que tuvieron como protagonistas a hijos de la Iglesia, sean los enrolados en la guerrilla revolucionaria, sean los que detentaban el poder del Estado o integraban las fuerzas de seguridad. También por todos los que, deformando la enseñanza de Cristo, instigaron a la violencia guerrillera o a la represión inmoral.

Con posterioridad el propio general Balza realizó varias ampliaciones de la autocrítica del Ejército en 1998 y 1999. Como consecuencia de ello fue expulsado del Círculo Militar, la asociación civil más importante con las que cuentan los militares en Argentina.
El 3 de marzo de 2004, con motivo de la decisión del presidente Néstor Kirchner de establecer un museo de la memoria en la ESMA, el jefe de la Armada Argentina, almirante Jorge Godoy, realizó una importante autocrítica sobre el papel desempeñado por la fuerza bajo su mando durante el terrorismo de Estado, declarando entre otras cosas:

El actual personal que ha sufrido y sufre un inmerecido escarnio por causas imputables a quienes mal dirigieron y controlaron, desde la conducción política y operativa, el empleo de la fuerza del Estado;… Quiera Dios que efectivamente la cesión de este inmueble ayude al mejor entendimiento social, al pleno imperio de la justicia y los derechos humanos, al progreso del país y al bienestar de todos sus habitantes. Que por su fruto se obtenga la ansiada reconciliación que debe emerger necesariamente entre el Estado, sus instituciones y su pueblo. (Versión completa en Wikisource)

La autocrítica militar abrió paso a que se reclamara también la autocrítica de las organizaciones guerrilleras ERP y Montoneros.

### Conmemoración del Día Nacional de la Memoria por la Verdad y la Justicia

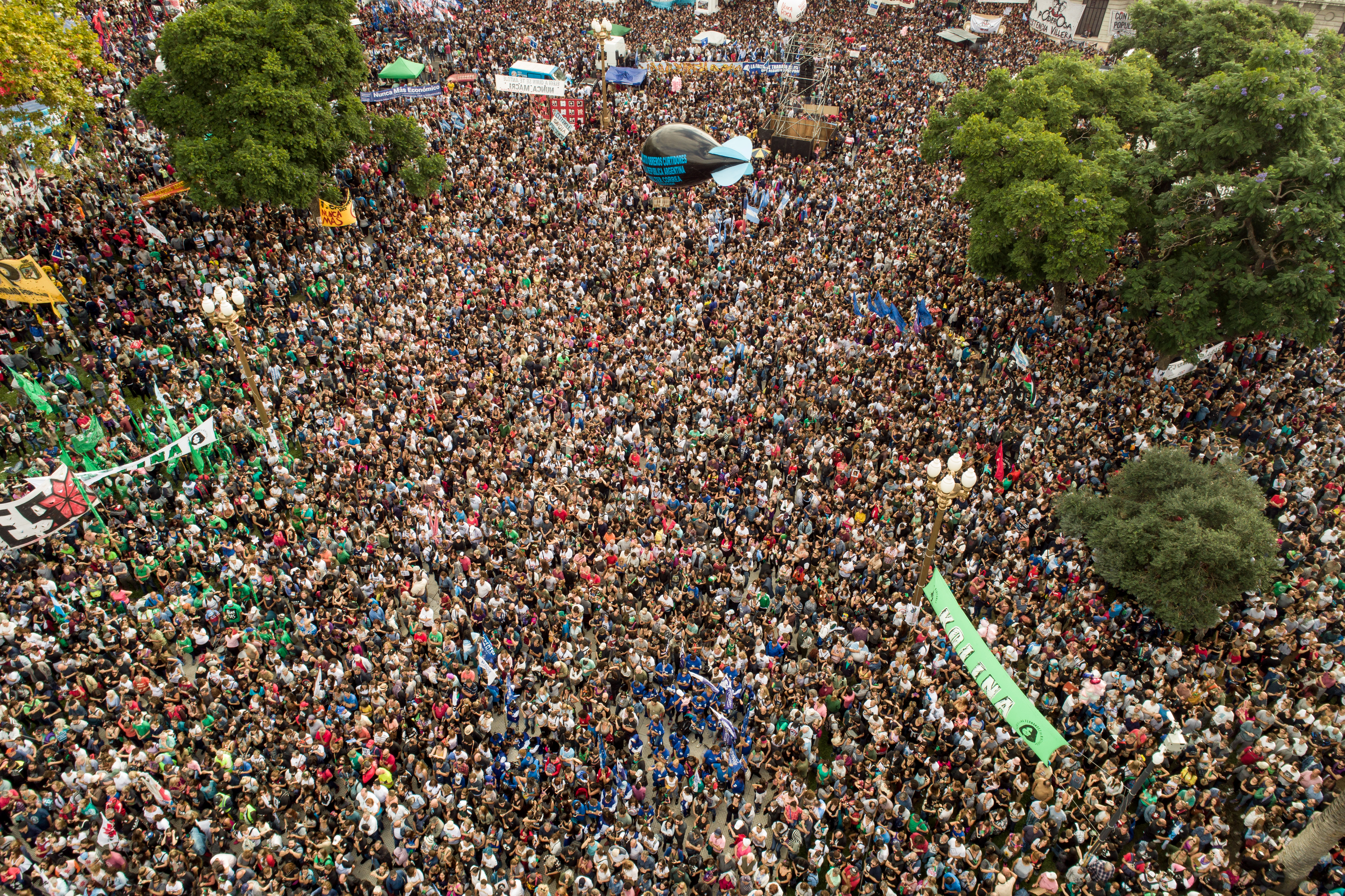
Día de la Memoria por la Verdad y la Justicia Buenos Aires 2019

La Ley 25 653 del 22 de agosto de 2002, durante la presidencia de Eduardo Duhalde, estableció que el 24 de marzo sería considerado el Día Nacional de la Memoria por la Verdad y la Justicia, para conmemoración de las víctimas de la última dictadura militar.
En 2006, durante la presidencia de Néstor Kirchner, la Ley 26 085 declaró el día 24 de marzo feriado nacional. La intención de la ley es crear un día de memoria y reconocerlo como día tradicional de movilización por los derechos humanos. La medida generó apoyos y críticas entre los partidos políticos y las organizaciones de derechos humanos.
El 20 de enero de 2017 el presidente Macri dictó el Decreto de Necesidad y Urgencia (DNU) N.º 52/2017 disponiendo la movilidad del Día de la Memoria (24 de marzo). La decisión de Macri generó críticas en diversos sectores de la sociedad, especialmente entre las organizaciones de derechos humanos, por el Día de la Memoria, fecha en la que tradicionalmente las organizaciones de derechos humanos organizan una masiva manifestación para recordar y pedir justicia para los crímenes cometidos por el terrorismo de Estado durante la última dictadura militar. Varios gobernadores e intendentes anunciaron que, ante la decisión de presidente, establecerían asueto para esos días. Frente a las críticas generalizadas el ministro de Justicia Germán Garavano admitió que "Probablemente haya sido un error haber tocado los feriados que tienen mayor sensibilidad, es bueno poder enmendarlo". Finalmente Macri dictó un nuevo DNU el 31 de enero de 2017, dejando sin efecto la movilidad del feriado.

## Interpretaciones históricas
Las interpretaciones sobre la represión terrorista desatada por el Estado argentino han generado y continúan generando acalorados debates. En general puede decirse que hay cuatro grandes grupos de interpretaciones:
- represión por medio de terrorismo de Estado;
- teoría de los dos demonios;
- guerra de contrainsurgencia;
- guerra civil revolucionaria.

### Represión por medio de terrorismo de Estado
Las organizaciones de derechos humanos y los partidos progresistas, de izquierda y de centro-izquierda, sostienen que se trató lisa y llanamente de un proceso represivo de opositores ejecutado mediante un plan sistemático y prediseñado de terrorismo de Estado. Dentro de este enfoque algunos sostienen que el golpe de Estado de 1976 tiene una continuidad de creciente violencia represiva con los golpes de 1930, 1955, 1962 y 1966 contra los gobiernos democráticos.

### Genocidio
Las organizaciones de derechos humanos y los partidos progresistas, de izquierda y de centro-izquierda, así como diversos juristas y fallos judiciales, califican de genocidio, los actos cometidos por el terrorismo de Estado.
El primer tribunal que estableció que en Argentina se había cometido un genocidio, fue la Sala de lo Penal de la Audiencia Nacional de España, en su sentencia del el 4 de noviembre de 1998 que condenó a Adolfo Francisco Scilingo. El tribunal español sostuvo entonces que:

En los hechos imputados en el sumario, objeto de investigación, está presente, de modo ineludible, la idea de exterminio de un grupo de la población argentina, sin excluir a los residentes afines. Fue una acción de exterminio, que no se hizo al azar, de manera indiscriminada, sino que respondía a la voluntad de destruir a un determinado sector de la población, un grupo sumamente heterogéneo, pero diferenciado. El grupo perseguido y hostigado estaba integrado por aquellos ciudadanos que no respondían al tipo prefijado por los promotores de la represión como propio del orden nuevo a instaurar en el país. El grupo lo integraban ciudadanos contrarios al régimen, pero también ciudadanos indiferentes al régimen. La represión no pretendió cambiar la actitud del grupo en relación con el nuevo sistema político, sino que quiso destruir el grupo, mediante las detenciones, las muertes, las desapariciones, sustracción de niños de familias del grupo, amedrentamiento de los miembros del grupo. Esto hechos imputados constituyen delito de genocidio.

En Argentina el primer tribunal que calificó la existencia de un genocidio fue el Tribunal Oral en lo Criminal Federal N.º 1 de La Plata, en su fallo condenatorio contra Miguel Etchecolatz, el primero dictado luego de las leyes de impunidad dictadas entre 1986 y 1991, que clausuraron los juicios de lesa humanidad en la Argentina. La sentencia dice:

Es en ese punto donde radica la mayor importancia de tener en cuenta los hechos sucedidos como genocidio. La vigencia de la Convención en la materia está fuera de toda discusión, como también lo está la del resto de las Convenciones sobre Derechos Humanos contenidas en el art. 75 inc. 22 de la Constitución Nacional. Considerar de ese modo —genocidio— y bajo ese trascendente paraguas legal las causas en trámite permitirá a mi entender ubicar los hechos investigados en el contexto adecuado, cumpliendo de ese modo la obligación contenida en el célebre fallo Velázquez Rodríguez en cuanto a investigar con seriedad y no como una simple formalidad. Todo ello es parte también de la reconstrucción de la memoria colectiva, y permitirá construir un futuro basado en el conocimiento de la verdad, piedra fundamental para evitar nuevas matanzas. Como se señaló precedentemente, todos esos hechos configuran delitos de lesa humanidad cometidos en el marco del genocidio que tuvo lugar en la República Argentina entre los años 1976 y 1983.

### Teoría de los dos demonios
Otros sectores sostienen que las Fuerzas Armadas, por un lado, y las organizaciones guerrilleras, por el otro, ejercieron actos de violencia terrorista, que no solo afectaron al bando al que decían combatir, sino a decenas de miles de ciudadanos que no hacían uso de la violencia. Esta interpretación, sugerida originalmente por el expresidente argentino Raúl Alfonsín, ha sido denominada por sus críticos como «la teoría de los dos demonios».
El prólogo original del libro Nunca más. Informe de la Comisión Nacional sobre la Desaparición de Personas, presidida por el escritor argentino Ernesto Sabato, empieza diciendo: «Durante la década del 70 la Argentina fue convulsionada por un terror que provenía tanto desde la extrema derecha como de la extrema izquierda, fenómeno que ha ocurrido en muchos otros países. Así aconteció en Italia, que durante largos años debió sufrir la despiadada acción de las formaciones fascistas, de las Brigadas Rojas y de grupos similares. Pero esa nación no abandonó en ningún momento los principios del derecho para combatirlo, y lo hizo con absoluta eficacia, mediante los tribunales ordinarios, ofreciendo a los acusados todas las garantías de la defensa en juicio; y en ocasión del secuestro de Aldo Moro, cuando un miembro de los servicios de seguridad le propuso al general Della Chiesa torturar a un detenido que parecía saber mucho, le respondió con palabras memorables: “Italia puede permitirse perder a Aldo Moro. No, en cambio, implantar la tortura”.» La investigadora Elizabeth Jelin afirma respecto de dicho prólogo que «allí se habla de las dos violencias, pero no en términos de equivalencias, interpretación habitual —a mi modo de ver equivocada— que dio lugar a la “teoría de los dos demonios”, sino en términos de “escalada de violencias”: hubo una violencia guerrillera que despertó una represión mucho más brutal. Y se trataba de un momento en que el clima político-cultural era de condena a la violencia».
En la última sesión del año 2012, en la Cámara de Diputados de la Nación se votó el proyecto de ley mediante el cual serían recompensadas las familias de los soldados muertos en el ataque al Regimiento de Infantería de Monte 29 en Formosa por parte de Montoneros, conocida como Operación Primicia. La iniciativa fue aprobada con 135 votos a favor y 18 en contra, pero no sin generar el disgusto entre los diputados del gobierno. «Esto avala la teoría de los dos demonios. Es una locura», dijo al diario La Nación, uno de los que votaron en contra.

### Guerra de contrainsurgencia
Sectores que defienden el accionar de las Fuerzas Armadas de 1976 a 1983 aún después de estar sus integrantes condenados por el delito de genocidio, sostienen que se trataba de una guerra que no obedecía a las reglas de la guerra tradicional. Dentro de esta concepción las violaciones de derechos humanos son consideradas como excesos habituales en toda guerra, pasibles de ser amnistiados. Dentro de esta interpretación estos sectores sostienen que las Fuerzas Armadas combatían una agresión marxista-leninista en el contexto de la Guerra Fría, mientras que otros sectores sostienen que simplemente se combatía al terrorismo.
El 22 de diciembre de 2010, Jorge Rafael Videla, máximo responsable del terrorismo de Estado, fue condenado a prisión perpetua en una cárcel común. Un día antes de la sentencia, Videla volvió a insistir en que en la Argentina hubo una «guerra interna». Sin embargo, uno de los testigos claves en el juicio, Carlos Raimundo Moore —exmilitante del ERP— dijo que para 1975 las organizaciones guerrilleras ya no existían en la Argentina.
Según el profesor de Antropología de la Universidad de Utrecht, Antonius C. G. M. Robben, los soldados estadounidenses en Irak copiaron a los militares argentinos en el uso de grupos de tarea en áreas urbanas como rurales, el secuestro, tortura y la ejecución clandestina de insurgentes: «Sobre la base de una amplia investigación en Argentina, he establecido paralelismos entre la guerra de contrainsurgencia más conocida como la guerra sucia en Argentina contra la insurgencia guerrillera argentina durante la década de 1970 y las tácticas empleadas por las unidades de contrainsurgencia de Estados Unidos en Irak. La enjambrazón es la última innovación en la contrainsurgencia, sin embargo, sigue obedientemente la regla básica de que una fuerza guerrillera es mucho mejor contrarrestada al imitar sus tácticas. El carácter elusivo de los insurgentes que luchan entre la gente en las ciudades de Irak, igual como los guerrilleros urbanos bajo disfraz civil en Argentina, llevó a los militares de EE.UU. en utilizar tácticas evasivas por igual. La enjambrazón maximiza las tácticas de sorpresa y la movilidad a través de la conectividad. Las pequeñas unidades de combate deambulan de forma independiente en un área en particular urbano, con la esperanza de un encuentro casual con los insurgentes, si bien es consciente de sus respectivas coordenadas a través de equipos de comunicación de alta tecnología. Cuando una unidad entra en contacto con fuego combatiente irregular, otras unidades de combate en las proximidades convergen en la escena, enfrentan al enemigo, y se dispersan una vez que la lucha ha terminado. Los militares argentinos desarrollaron sus propias tácticas de enjambrazón en la década de 1970. Las unidades de combate deambulan por las calles de las ciudades de Argentina, toman posición en los puertos y aeropuertos, y estudian minuciosamente las libretas de direcciones de cautivos en busca de nuevos objetivos. La contrainsurgencia argentina se convirtió rápidamente en una guerra sucia en la que los combatientes y los opositores políticos fueron secuestrados, torturados, desaparecidos, y eventualmente asesinados».

### Guerra civil revolucionaria
Los sectores vinculados con las organizaciones guerrilleras suelen sostener también que se trató de una guerra civil revolucionaria. En mucho casos cuestionan la comisión de crímenes de guerra por parte de las Fuerzas Armadas y de delitos de lesa humanidad contra combatientes y no combatientes. El 6 de agosto de 2001 en diálogo con radio La Red de Buenos Aires, desde España el exlíder del Movimiento Peronista Montonero guerrillero (MPM), Mario Firmenich afirmó que sí hubo una guerra civil: «en un país que ha vivido una guerra civil, todos tienen las manos manchadas de sangre». Por su parte, Nélida Augier, integrante del ERP y viuda de Benito Urteaga (segundo jefe del ERP), se refiere al periodo de inestabilidad política argentina en la década de los 1970 como una guerra: «Cuando nos lanzamos a la lucha, lo hicimos con un gran romanticismo, convencidos de que venceríamos. Eso nos dio fuerzas pero trajo aparejado un gran simplismo en el análisis. No sólo subestimamos a los militares, también nos faltó capacidad para prever sus pasos y medir hasta dónde llegarían. Me siento orgullosa, aunque perdimos la guerra, porque tratamos hasta el último momento de anteponer el hombre y sus ideales. Eso no nos hace superiores sino simple y profundamente diferentes de nuestros supuestos vencedores».
En julio de 2008, el líder cubano Fidel Castro admitió por primera vez que apoyó a las guerrillas en América Latina en los sesenta y aseguró: «En el único lugar donde no intentamos promover la revolución fue en México. En el resto, sin excepción, lo intentamos».
El 25 de marzo de 2013, Estela de Carlotto, titular de Abuelas de Plaza de Mayo, reivindicó públicamente la lucha armada protagonizada por militantes y la comparó con la campaña de liberación argentina: «Nosotros reivindicamos el valor de una lucha, que sí la hubo armada. Aunque no estamos con la violencia, esa violencia es la que tuvo San Martín y los héroes cuando tuvieron que defender la Patria.»
Como respuesta, la diputada nacional del PRO Laura Alonso presentó el 27 de marzo un proyecto en la Cámara baja para repudiar las declaraciones de la titular de Abuelas de Plaza de Mayo: «Lo que ellos hicieron no fue política. La política se hace en el marco de la Constitución y las leyes de cualquier país democrático. Se equivocaron, no pudieron y no quisieron tomar el camino de la ley y eligieron el de la violencia».

## Impacto cultural
El impacto de la época del terrorismo de Estado en Argentina sobre la cultura ha sido considerable, tanto dentro como fuera del país.
Por una parte la población en líneas generales y la juventud en particular, se sintió fuertemente afectada por los horrores revelados por las investigaciones realizadas una vez caído el gobierno militar. Los derechos humanos, la paz y la democracia, como ideales sociales, adquirieron una valoración máxima en la sociedad argentina. Los programas educativos, en escuelas, colegios y universidades incluyeron la enseñanza de las violaciones de derechos humanos durante la dictadura militar, denominada explícitamente con ese término.
En el campo artístico puede decirse que el terrorismo de Estado ha impactado todas las áreas. Algunos artistas en los cuales ha impactado especialmente son Mercedes Sosa, León Gieco, Víctor Heredia, Charly García, Litto Nebbia, Juan Carlos Distéfano, Juan Gelman, León Ferrari, María Elena Walsh, etc.

### Cine
Entre las películas realizadas sobre la temática del terrorismo de Estado en la Argentina pueden mencionarse:
- Tiempo de revancha (1981) de Adolfo Aristarain;
- Ico, el caballito valiente (1983) de  Manuel García Ferré; alusión a eventos;
- La Historia Oficial (1984) de Luis Puenzo que obtuvo el Óscar a la mejor película extranjera;
- Cuarteles de invierno (1984), de Lautaro Murúa, con libro de Osvaldo Soriano;
- En retirada (1984), de Juan Carlos Desanzo;
- El exilio de Gardel (Tangos) (1985) de Pino Solanas;
- Hay unos tipos abajo (1985) de Rafael Filipelli;
- La Noche de los Lápices (1986), de Héctor Olivera y libro de María Seoane y Héctor Ruiz Núñez;
- La República perdida II (1986) documental de Miguel Pérez;
- El ausente (1987) de Rafael Filipelli;
- Mirta, de Liniers a Estambul (1987) de Jorge Coscia y Guillermo Saura;
- Juan, como si nada hubiera sucedido (1987), investigación documental de Carlos Echeverría, que fue utilizado como prueba en la causa que incluyó la desaparición de Juan Marcos Herman.
- La amiga (1989) de Jeanine Meerapfel con Liv Ullmann, Federico Luppi y Cipe Lincovsky;
- El lado oscuro (1990) de Gonzalo Suárez;
- 1977, casa tomada (1997) documental de María Pilotti,
- Por esos ojos (1997) documental de Gonzalo Arijón y Virginia Martínez;
- H. G. O. (1999) documental de Víctor Bailo y Daniel Stefanello;
- Garaje Olimpo (1999) de Marco Bechis;
- Yo, Sor Alice (2000), documental de Alberto Marquardt;
- Botín de Guerra (2000) documental de David Blaustein;
- (H) Historias cotidianas (2000) documental de Andrés Habegger;
- Ni vivo, ni muerto (2001) de Víctor Jorge Ruiz;
- Los pasos perdidos (2001) de Manane Rodríguez;
- Kamchatka (2002) de Marcelo Piñeyro;
- Assassination tango (2003) de Robert Duvall, con Robert Duvall, Rubén Blades;
- Imagining Argentina (2003) de Christopher Hampton, con Antonio Banderas, Emma Thompson y Rubén Blades;
- Los rubios (película) (2003), documental de Albertina Carri;
- Flores de septiembre (2003), documental de Pablo Osores, Roberto Testa y Nicolás Wainzelbaum;
- Nietos: identidad y memoria (2004) documental de Benjamín Ávila;
- Crónica de una fuga (2005) de Adrián Caetano, con Rodrigo de la Serna y Pablo Echarri;
- Hermanas (2005) de Julia Solomonoff;
- Historias de aparecidos (2005), documental de Pablo Torello.
- El secreto de sus ojos (2009), de Juan José Campanella
- Eva & Lola (2010), de Sabrina Farji.
- Infancia Clandestina (2012), de Benjamín Ávila, sobre la Contraofensiva de Montoneros
- Argentina, 1985 (2022), de Santiago Mitre, sobre el juicio a las Juntas.
- Polvo de estrellas (2023), de Ariana Correa Turone (cortometraje).

### Música
Durante la dictadura militar muchos artistas estuvieron prohibidos e incluidos en listas negras. Luego de la derrota en la guerra de las Malvinas y la apertura del proceso electoral, los artistas censurados comenzaron a retornar a los escenarios. Muchos de esos recitales se convirtieron en acontecimientos culturales como los de Mercedes Sosa en el Teatro Opera en 1982, Joan Manuel Serrat en el Luna Park en 1983, y los de Silvio Rodríguez y Pablo Milanés en Obras en 1984.
Existen algunas obras musicales que han criticado directa o indirectamente al terrorismo de Estado, como las canciones:
- «Los dinosaurios», de Charly García;[307]
- «Represión», de Los Violadores;[308]
- «Canción de Alicia en el país», de Charly García interpretada por Serú Girán[309]
- «Todavía cantamos», de Víctor Heredia;[310]
- «Sobreviviendo», de Víctor Heredia;[311]
- «Informe de la situación», de Víctor Heredia;[312]
- «Una canción posible», de Víctor Heredia;[313]
- «La avenida de los tilos» (1976), de María Wérnicke, cantada por Luciana;
- «Victoria Clara», interpretada por Bersuit Vergarabat;[314]
- La banda musical de la película El exilio de Gardel;
- «Noche de los Lápices» del cantautor canario Rogelio Botanz compuesta sobre el testimonio de Pablo Díaz, único sobreviviente del grupo de adolescentes secuestrados en ese operativo;[315]
- «Matador», por Los Fabulosos Cadillacs;[316]
- «Desapariciones», por Los Fabulosos Cadillacs;[317]
- «Hombres de hierro», de León Gieco;[318]
- «Las madres del amor», de León Gieco;[319]
- «La memoria», de León Gieco;[320]
- «Indultados», de Kapanga;[321]
- «Yo soy Juan», de León Gieco;[322]
- «Pensé que se trataba de cieguitos», de Pipo Cipolatti, por Los Twist;[323]
- «Undercover of the Night» por los Rolling Stones;[324]
- «Mothers of the Disappeared», por U2;[325]
- «Crisantemo», de Luis Alberto Spinetta;[326]
- «Con la frente marchita» de Joaquín Sabina;[327]
- «Sin cadenas», interpretada por Los Pericos;[328]
- «Vuelos», interpretada por Bersuit Vergarabat;[329]
- «Canción Inútil», interpretada por Attaque 77;[330]
- «Enes», interpretada por Árbol;[331]
- «Arde la ciudad», interpretada por Mancha de Rolando;
- «Los Delirios del Defacto», interpretada por Almafuerte;
- «Mientras no Tenga Miedo de Hablar», de Nito Mestre y María Rosa Yorio;
- «Indulto», de Alejandro Lerner.
- «Condenado», de La Sobrecarga
- «30 000 Plegarias», de Malón.
- «Jurame», de Los Tipitos

### Televisión
Entre los programas de televisión que han abordado el tema del terrorismo de Estado en Argentina se destacan:
- Montecristo: una telenovela estrenada en 2006 por Telefe, dirigida por Miguel Colom, que tiene una trama de suspenso relacionada con las consecuencias actuales del terrorismo de Estado sucia en la que dos protagonistas descubren que son hijas de desaparecidos. El programa tuvo un gran éxito de público y difundió masivamente la problemática del robo de bebés en la dictadura Argentina y la búsqueda de las Abuelas de Plaza de Mayo.
- Televisión por la identidad: una serie de tres capítulos producidos por Telefé Contenidos a propuesta de las Abuelas de Plaza de Mayo, con dirección de Miguel Colom, transmitida en horario central en 2007, alcanzando un notablemente alto índice de audiencia.
- Cuéntame cómo pasó: versión argentina de la  serie española estrenada en 2017 por la TV Pública, que tiene una trama relacionada con las consecuencias de la familia Martínez relacionada con el terrorismo de Estado en la que descubren la desaparición de Leopoldo, era cliente de la imprenta de Antonio y el asesinato y tortura de Marta quien fuera la novia de Toni, caso esclarecido por la asociación Madres de Plaza de Mayo.
- Argentina, tierra de amor y venganza (Segunda Temporada): la segunda temporada de la telenovela está ambientada en la década de 1980, transcurre entre el final de la última dictadura  y los primeros años de la democracia, cuando se produce el regreso de los exiliados.

### Escultura y monumentos
Se han levantado esculturas en todas partes del país con el fin de expresar los sentimientos despertados por el terrorismo de Estado. Algunas de ellas son:
- Plaza Francia Trenque Lauquen (Provincia de Buenos Aires): cuatro esculturas en memoria de los desaparecidos: «Fragmentos y esfera» de Ferruccio Polacco, «Esencial» de Carlos Cornejo, «Retrato de un tiempo» de Juan Alfredo Percivalle e «Imágenes» de Luis Jiménez.[332]
- Parque de la Memoria de Buenos Aires (Ciudad de Buenos Aires):
  - Monumento a las víctimas del terrorismo de Estado —en construcción en octubre de 2006—. Diseñado como un sendero-rampa con la forma de una herida gigantesca en el césped en dirección al Río de la Plata en donde estarán los nombres de cada uno de los desaparecidos y asesinados.
  - 18 esculturas conmemorativas: doce de ellas elegidas por concurso y otras seis pertenecientes a artistas con un compromiso especial con la lucha por los derechos humanos. Las esculturas pertenecen a Claudia Fontes (Retrato de Pablo Míguez), Marie Orensanz (Pensar es un hecho revolucionario), Clorindo Testa (Sin título), Marjetica Potrc (La casa de la historia), Nicolás Guagnini (30 000), Germán Botero (Huaca), Norberto Gómez (Torres de la memoria), Grupo de arte callejero (Carteles de la memoria), Nuno Ramos (Olimpo), Juan Carlos Distéfano (Por gracia recibida), Per Kirkeby (Memoria espacial), Jenny Holzer (Sin título), Rini Hurkmans ( Pietà de Argentina), Leo Vinci (Presencia), Roberto Aizenberg (Sin título) Magdalena Abakanowicz (Figuras caminando), Dennis Oppenheim (Monumento al escape) y William Tucker (Victoria). En octubre de 2006 se habían colocado las esculturas de Aizenberg, Oppenheim y Tucker.
- Puerto Madero (Ciudad de Buenos Aires): Escultura en memoria de los trabajadores portuarios desaparecidos: Eduardo De Pedro, José Manuel Moreno, Francisco Pana, Rubén Correa y Osvaldo Camarotti. Realizada por Omar Gasparini. Ubicada en el bulevar Azucena Villaflor.
- Iglesia de San Patricio, Belgrano (ciudad de Buenos Aires): Camino de los Palotinos, monumento obra de Roberto Frangella, en recuerdo de los religiosos asesinados en la Masacre de San Patricio.

También existen emotivas esculturas populares, anónimas o colectivas, que en general han sido colocadas en los centros clandestinos de detención. Entre ellas se destacan la columna rodeada de cuerpos que emerge de las profundidades del CCD Club Atlético, o las esculturas colocadas en las rejas de la ESMA.

### Pintura
Entre las obras artísticas relacionadas con el terrorismo de Estado se destaca Identidad, un complejo de fotos y espejos realizado por trece artistas argentinos a pedido de las Abuelas de Plaza de Mayo. Entre los artistas se encuentran Carlos Alonso, Nora Aslan, Mireya Baglietto, Remo Bianchedi, Diana Dowek, León Ferrari, Rosana Fuertes, Carlos Gorriarena, Adolfo Nigro, Luis Felipe Noé, Daniel Ontiveros, Juan Carlos Romero y Marcia Schvartz.

### Literatura
Entre las obras literarias relacionadas con el terrorismo de Estado se pueden mencionar:
- Proteo (1979) de Morris West;[333]
- Nadie nada nunca (1980) de Juan José Saer;
- Respiración artificial (Novela) (1980) de Ricardo Piglia;
- Flores robadas en los jardines de Quilmes (1980) de Jorge Asís;
- Cuarteles de Invierno (1983) de Osvaldo Soriano;
- Del poeta Juan Gelman deben mencionarse sus libros Hechos y relaciones (1980), Citas y comentarios (1982), Hacia el Sur (1982), entre otros;
- Mi hija Dagmar (1984), libro de Ragmar Hagelin sobre la desaparición de su hija Dagmar Hagelin, una joven adolescente sueca secuestrada por Alfredo Astiz por error durante la dictadura argentina de 1976-1983.
- Carta abierta de un escritor a la Junta Militar (1977) de Rodolfo Walsh; balance de un año del golpe. Al día siguiente el autor fue asesinado y sus archivos y manuscritos fueron destruidos.

### Teatro
En 1981 se produjo el Movimiento del Teatro Abierto, una reacción cultural contra la dictadura militar que tuvo una amplia influencia en la población. Teatro Abierto fue organizado por un grupo de gente del teatro integrado por Osvaldo Dragún, Roberto Cossa, Jorge Rivera López, Luis Brandoni y Pepe Soriano, apoyados por Adolfo Pérez Esquivel, recién elegido Premio Nobel de la Paz y Ernesto Sabato. El movimiento se inició en el Teatro Picadero ubicado en la cortada Rauch (hoy Santos Discépolo) de la ciudad de Buenos Aires, que por esa razón fue mandado a quemar por el gobierno militar. Teatro Abierto se movió entonces al Teatro Tabaris.
El ciclo se repitió en 1982, en 1983 (con el lema de «ganar la calle»), y en 1984 (el «teatrazo»). Entre las obras de aquellos ciclos pueden mencionarse Gris de Ausencia (1981) de Roberto Cossa, Tercero Incluido (1981) de Eduardo Pavlovsky, Oficial Primero (1982) de Carlos Somigliana.
Teatro Abierto influyó en el resto de las actividades artísticas organizándose actividades similares en otrosn campos como Danza Abierta, Música Siempre, Libro Abierto, Poesía Abierta, Tango Abierto o Folclore Abierto, tanto en la capital como en algunas provincias.